# Zürich Hauptbahnhof
Zürich Hauptbahnhof (kurz Zürich HB, auch Zürcher Hauptbahnhof, bis 1893 Bahnhof Zürich) in Zürich ist der grösste Bahnhof der Schweiz. Er ist ein bedeutender Eisenbahnknoten für Züge aus dem In- und Ausland. Mit durchschnittlich 405'300 Fahrgästen an Werktagen (Stand: 2024) und rund 3000 Zugfahrten pro Tag ist er der meistfrequentierte Bahnhof auf dem Schienennetz der Schweizerischen Bundesbahnen, ebenso gehört er zu den verkehrsreichsten Bahnhöfen Europas.
Der Hauptbahnhof liegt nördlich der Altstadt. Er besitzt insgesamt 26 Gleise für den Personenverkehr in vier Teilbahnhöfen. Überwiegend dem Fernverkehr dient der oberirdische Kopfbahnhof. Die Tiefbahnhöfe Museumstrasse an der Nord- und Löwenstrasse an der Südseite sind als Durchgangsbahnhöfe konzipiert. Ersterer dient ausschliesslich Zügen der S-Bahn Zürich, letzterer auch dem Fernverkehr. Hinzu kommt unter dem südlich angrenzenden Bahnhofplatz der Kopfbahnhof der Sihltal-Zürich-Uetliberg-Bahn (SZU). Die Bahnhofteile sind durch die unterirdische Einkaufspassage Shopville miteinander verbunden. Westlich des Hauptbahnhofs erstrecken sich die Gleisanlagen rund vier Kilometer weit bis zum Bahnhof Altstetten.
Im Jahr 1847 wurde der Hauptbahnhof als Endpunkt der ersten Bahnstrecke der Schweiz von Zürich nach Baden eröffnet und zählt somit zu den ältesten Bahnhöfen des Landes. An die Stelle der ersten Bauten trat die von Jakob Friedrich Wanner im Neorenaissance-Stil entworfene und 1871 fertiggestellte Bahnhofshalle. Diese dient heute nicht mehr ihrem ursprünglichen Zweck, nachdem 1930 der Bahnverkehr in die angrenzende Gleishalle verlegt wurde. Die oberirdischen Teile des Hauptbahnhofs stehen als Kulturgut von nationaler Bedeutung unter Denkmalschutz. Der Tiefbahnhof Museumstrasse ging 1989 in Betrieb. Ein Jahr später folgte die Eröffnung des S-Bahn-Verkehrs und des SZU-Bahnhofs. Schliesslich kam 2014 der Tiefbahnhof Löwenstrasse hinzu.

## Lage

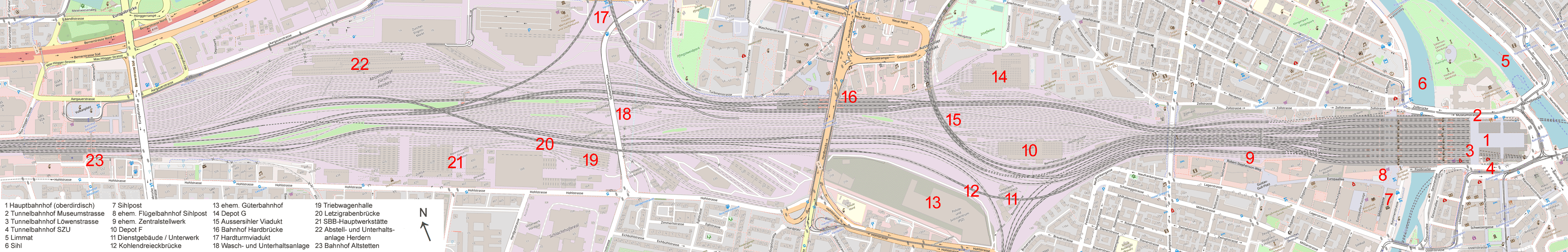
Übersichtsplan des Zürcher Hauptbahnhofs und dazu gehörender Anlagen

Der Hauptbahnhof steht nördlich der Zürcher Altstadt, auf einer sich verjüngenden Landzunge zwischen den Flüssen Limmat im Osten und Sihl im Westen. Die Sihl fliesst zwischen den ebenerdigen und unterirdischen Gleisanlagen hindurch, in einem aus fünf parallelen Durchlässen bestehenden Tunnel von rund 150 m Länge. Sie mündet etwa 400 m weiter nördlich beim Platzspitz in die Limmat. Das Gebiet gehört administrativ zum Quartier City im Kreis 1.
Im Osten wird der auf 408 m ü. M. gelegene Hauptbahnhof vom Bahnhofquai an der Limmat begrenzt, im Norden von der Museumstrasse mit dem Landesmuseum auf der gegenüberliegenden Strassenseite, der Zollbrücke und der Zollstrasse sowie im Süden vom Bahnhofplatz, der Postbrücke, dem Europaplatz und der Europaallee. Die Bahnhofbrücke und die Walchebrücke führen vom Bahnhofquai aus zum östlichen Limmatufer. Vom Bahnhofplatz, auf dem seit 1889 ein Denkmal zu Ehren des einflussreichen Eisenbahnunternehmers Alfred Escher steht, erstrecken sich in südlicher Richtung die Bahnhofstrasse, die Löwenstrasse und parallel zum Ostufer der Sihl die Gessnerallee.

## Bauwerke
Der Zürcher Hauptbahnhof ist in mehrere Teile gegliedert: Ebenerdig befinden sich die historische Bahnhofshalle von 1871 sowie daran angebaut die Querhalle auf der Höhe der Löwenstrasse und die als Kopfbahnhof konzipierte Gleishalle, beide von 1929/30. Hinzu kommen drei betrieblich nicht miteinander verbundene Tiefbahnhöfe, die wie die Gleishalle von Osten nach Westen ausgerichtet sind. Der 1989 eröffnete Tiefbahnhof Museumstrasse an der Nordseite dient ausschliesslich dem Verkehr der S-Bahn Zürich. 2014 kam der Tiefbahnhof Löwenstrasse unter dem südlichen Teil der Gleishalle hinzu, der sowohl dem Fern- als auch dem S-Bahn-Verkehr dient. Beide sind Durchgangsbahnhöfe. Unter dem Bahnhofplatz angeordnet ist der 1990 eröffnete Kopfbahnhof der Sihltal-Zürich-Uetliberg-Bahn. Auf einer Zwischenebene ist das Shopville zu finden. Dieses unterirdische Einkaufszentrum stellt Verbindungen zwischen den ober- und unterirdischen Teilen des Bahnhofs, zu den angrenzenden Strassen und Plätzen sowie zu den rund um den Hauptbahnhof angeordneten Strassenbahnhaltestellen her.

### Bahnhofshalle

#### Fassaden

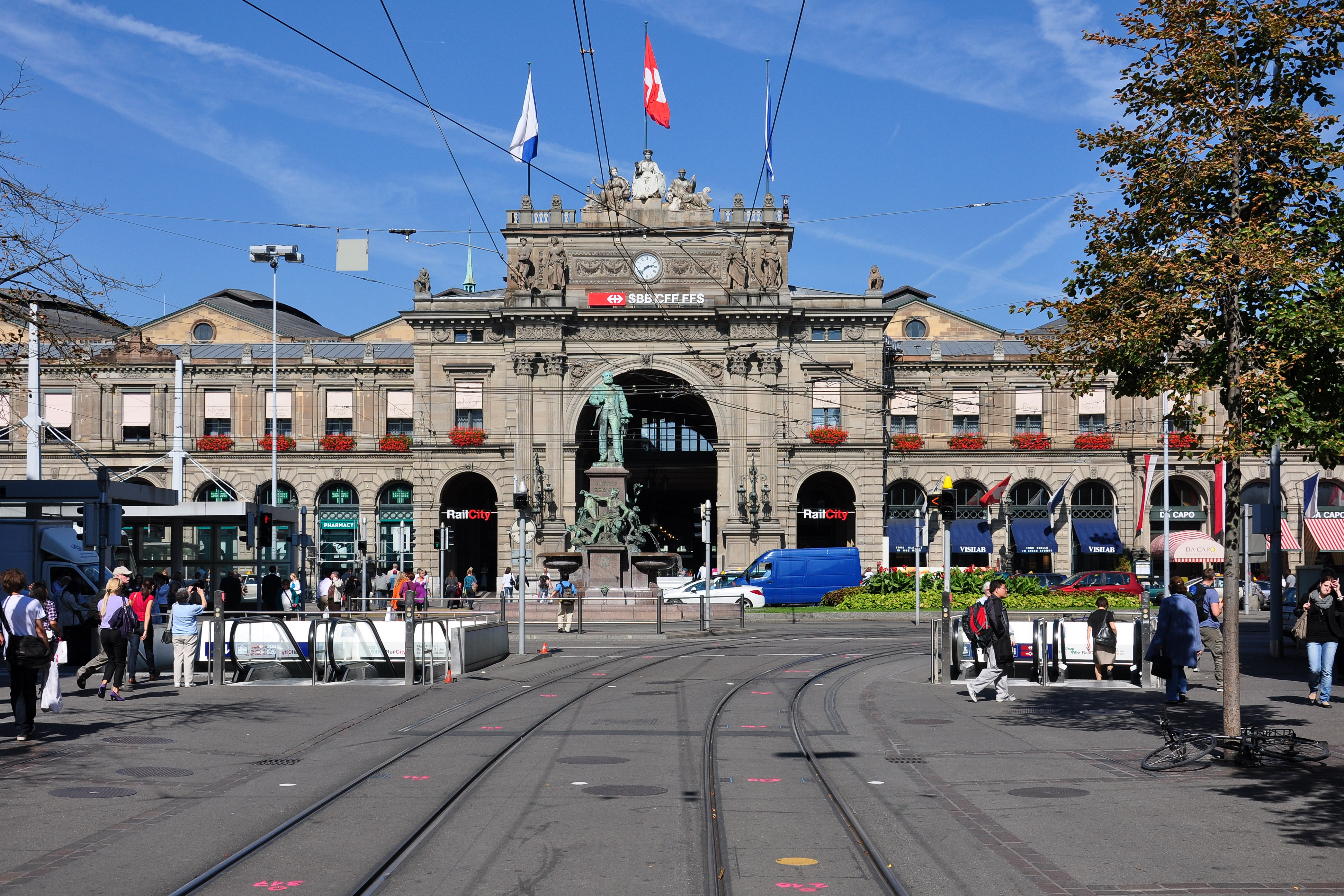
Ansicht von der Bahnhofstrasse, davor das Alfred-Escher-Denkmal von Richard Kissling, 1889

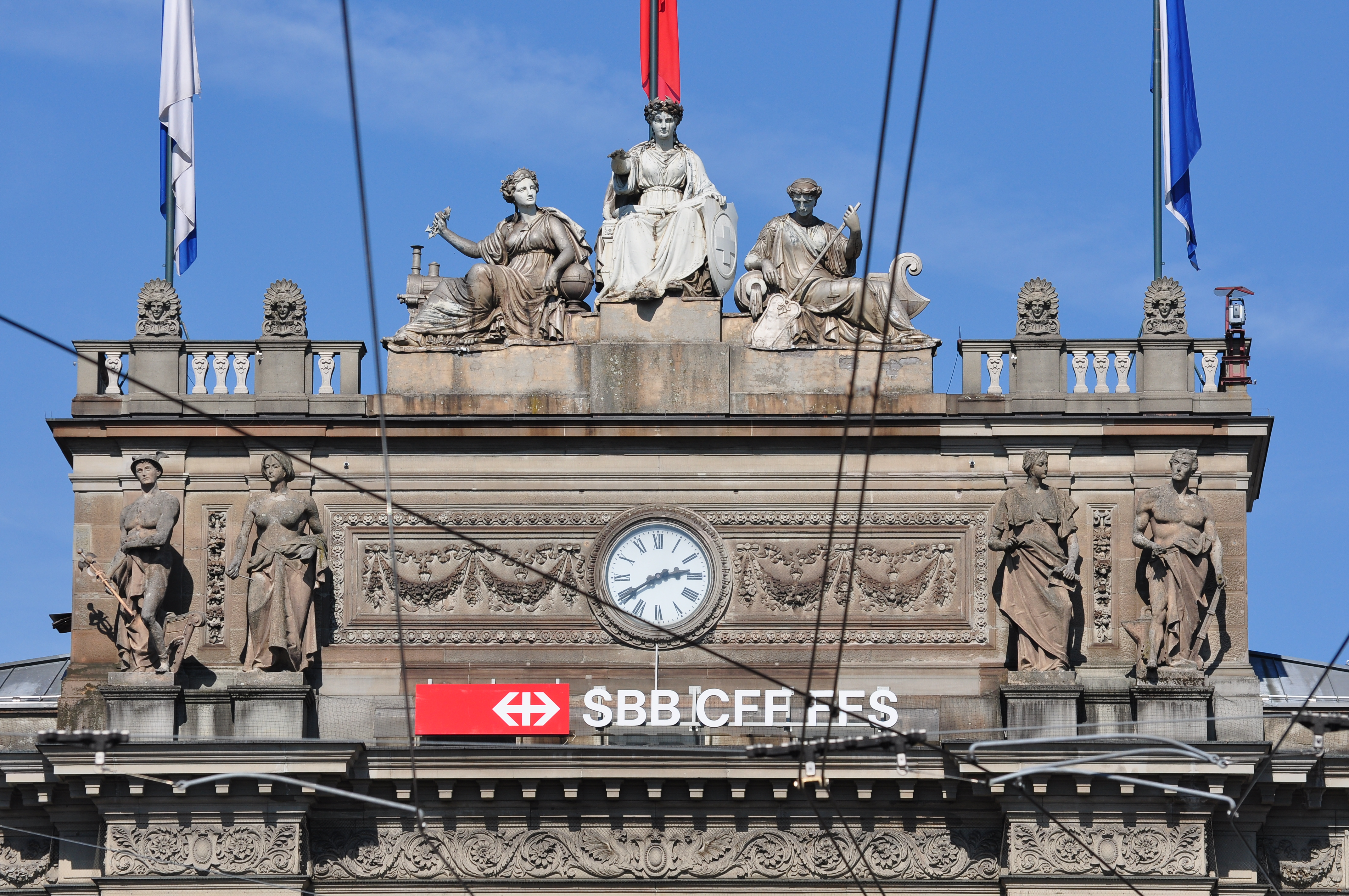
Figuren über der Hauptpforte: mittig Helvetia, flankiert von zwei allegorischen Frauenfiguren, links Telegrafie, rechts Eisenbahn von Ernst Rau

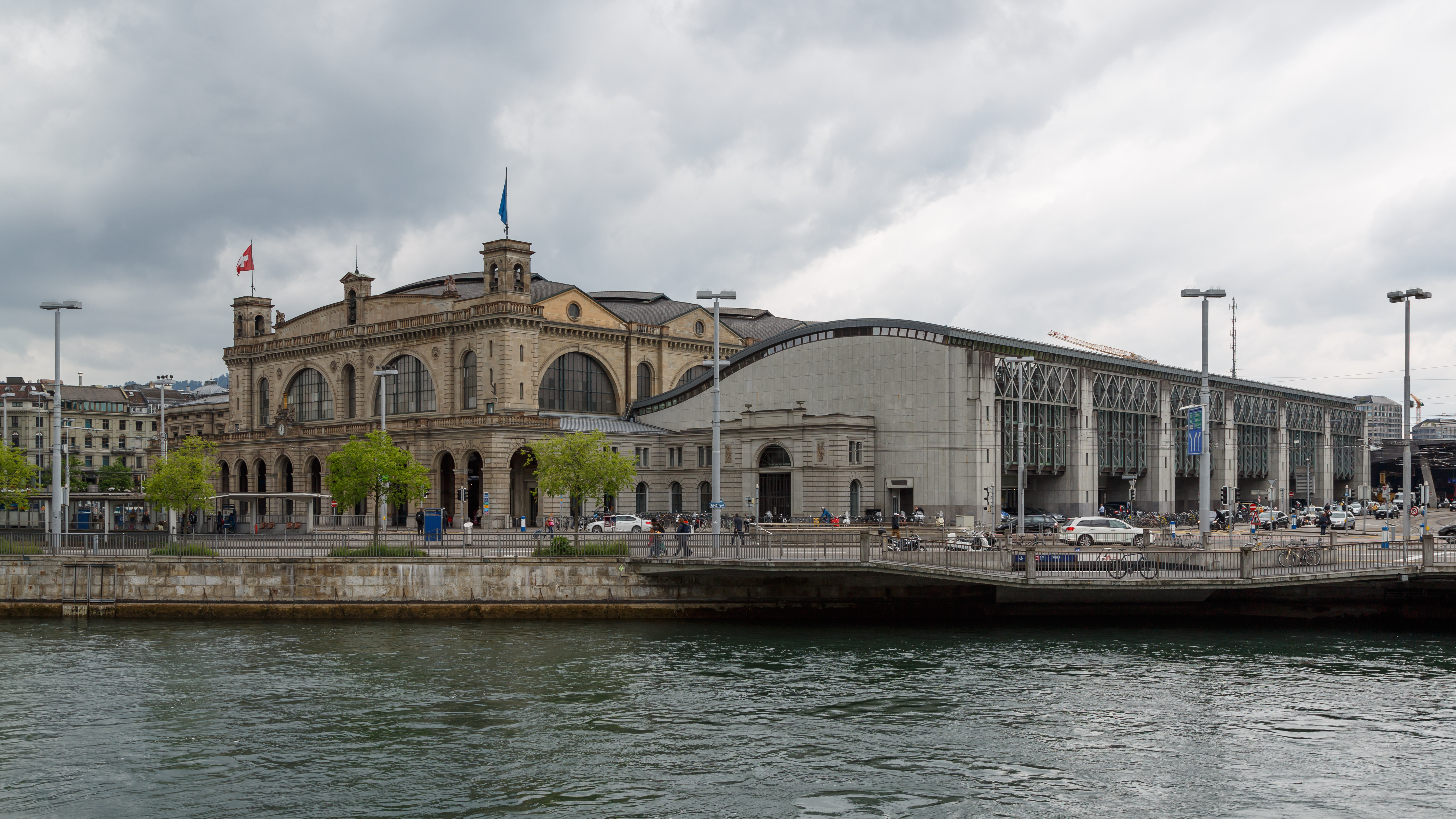
Ansicht der Bahnhofshalle von Nordosten, mit modernem Anbau

Die Bahnhofshalle enthielt bis 1930 sechs Gleise, danach provisorische Bauten; seit 1988 ist sie weitgehend leer. Von Süden und Osten her präsentiert sie sich als prunkvolles Neorenaissance-Bauwerk mit Fassaden aus Sandstein. Die symmetrisch gegliederte südseitige Hauptfassade wird von dem als Triumphportal ausgebildeten Mittelrisalit dominiert. Dieser dient als Ein- und Ausgang und steht genau in der Achse der Bahnhofstrasse. Flankiert wird er von je zwei kolossalen Pilastern mit korinthischen Kapitellen. Die Attika der Pforte besitzt reichen Figurenschmuck, entworfen von Ernst Rau. Die mittlere der drei in Zink gegossenen Figuren stellt die Helvetia als Symbol des Verkehrswesens dar. Ihr zur Seite sitzen zwei weitere Frauengestalten als Verkörperung von Eisenbahn und Telegrafie einerseits sowie des Schiffsverkehrs andererseits. Ludwig Keiser schuf die vier darunter befindlichen Standfiguren (Handel, Kunst, Wissenschaft, Handwerk) sowie die Löwen als Schildhalter des Zürcher Wappens. Auch die Mittelpartien der Seitenflügel sind als Pforten ausgebildet. Darüber reihen sich Akroterien und je eine Figurengruppe mit Putten. Abgeschlossen werden die Flügel durch Seitenrisalite.
Die östliche, zum Bahnhofquai und zur Limmat ausgerichtete Fassade ist horizontal in drei Bereiche geteilt. Das durchgehend arkadisierte Erdgeschoss umfasst eine Vorhalle mit Terrasse und Brüstung. Auf der Balustrade der Vorhalle sind acht Vasen aufgereiht, mit einer goldenen Kilometersäule nach antikem Vorbild in der Mitte. Die Säule markiert den Ausgangspunkt des Schienennetzes der früheren Schweizerischen Nordostbahn und wird von einer Männer- und einer Frauenfigur begleitet, die den Maschinenbau und die Landwirtschaft darstellen (1907 von Cristoforo Vicari geschaffen). Über zwei der Arkadenbögen befinden sich vier skulptierte Köpfe als Symbole für Handel, Bahnverkehr, Telegrafie und Maschinenindustrie. Zwei grosse Thermenfenster über der Terrasse prägen den mittleren Bereich der Fassade. Begleitet werden sie von vier Löwenköpfen des Bildhauers Ferdinand Barth, die für die Stadt und den Kanton stehen. Genau im Zentrum befindet sich ein schmales Mittelfenster mit einem Schlussstein in Form eines Merkurstabs. Darüber zeichnet ein flacher Segmentbogen die Rundung der Hallendecke nach. Seitlich auf dem Dachgiebel stehen zwei Genien in Zinkguss, die beide ein Zürcher Wappen halten. Den Abschluss bilden zwei seitliche Turmaufbauten und das zentrale Türmchen mit zwei Schlagglocken.
Einen modernen Kontrast setzt der 1996 nach Plänen von Ralph Baenziger und Rainer Weibel fertiggestellte Nordosttrakt an der Museumstrasse. Er enthält das Bahnreisezentrum und Gaststätten im Erdgeschoss, Schulungs- und Bahnbetriebsräume in den beiden Obergeschossen sowie Personalräume und -restaurant im Dachgeschoss. Vom Volumen und von der Architektur her hebt er sich deutlich vom Altbau ab und ist von diesem durch einen Lichtschlitz getrennt. Das Dach besitzt die Form einer Welle. An den gläsernen Seitenwänden des Bahnreisezentrums ist das von Andreas Christen geschaffene Kunstobjekt Pyramid Cut befestigt, das vertikale Bahnen und Trapeze darstellt. An der Ostfassade des Nordosttraktes wurde das ehemalige Posttor rekonstruiert, wobei zwei Hochrechteckreliefs im Original erhalten geblieben sind. Sie zeigen Frauenfiguren mit Attributen von Post und Bahn (Taube und Flügelrad).

#### Innenraum

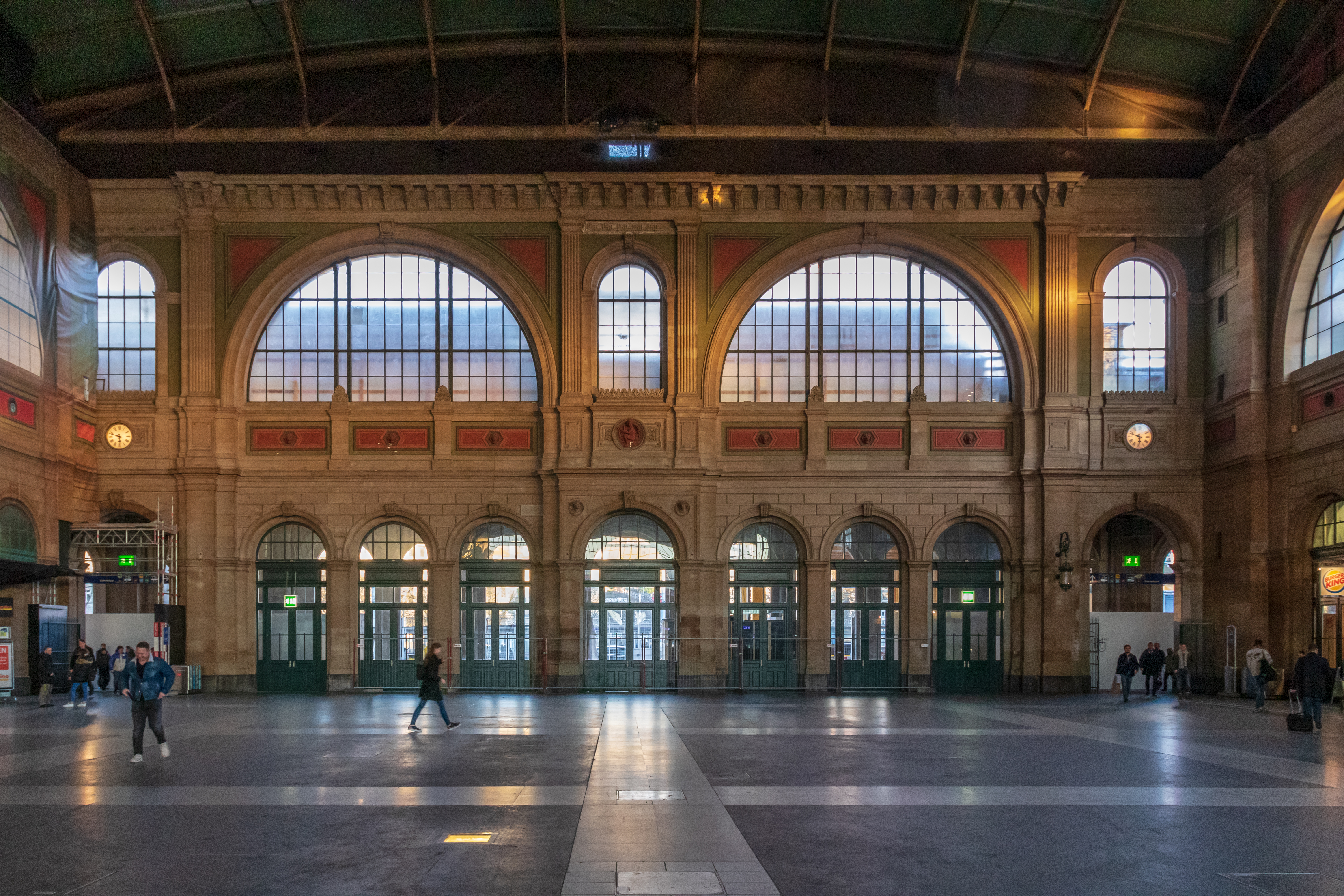
Im Innern der Bahnhofshalle, in Richtung Osten gesehen

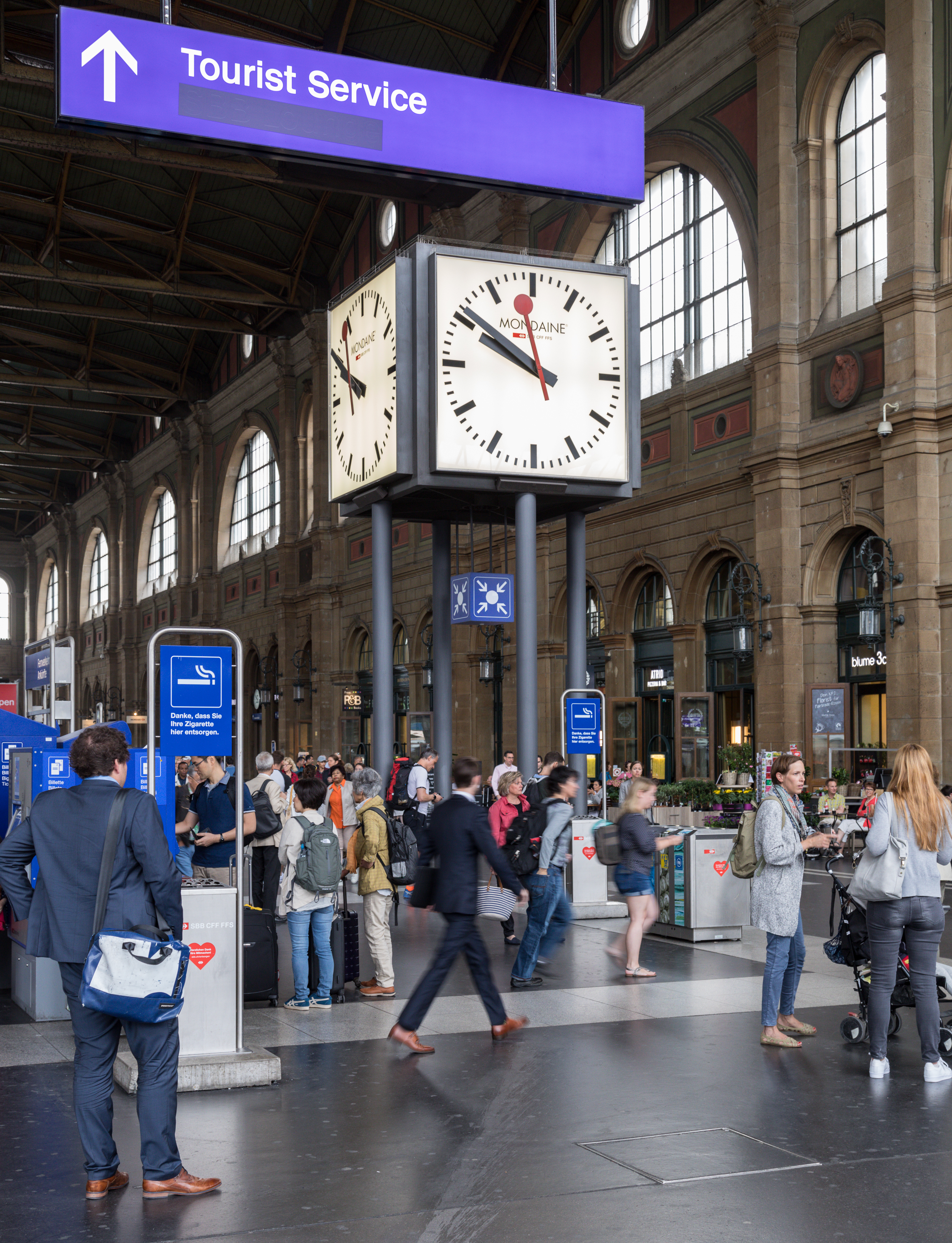
Meeting point in der Bahnhofshalle

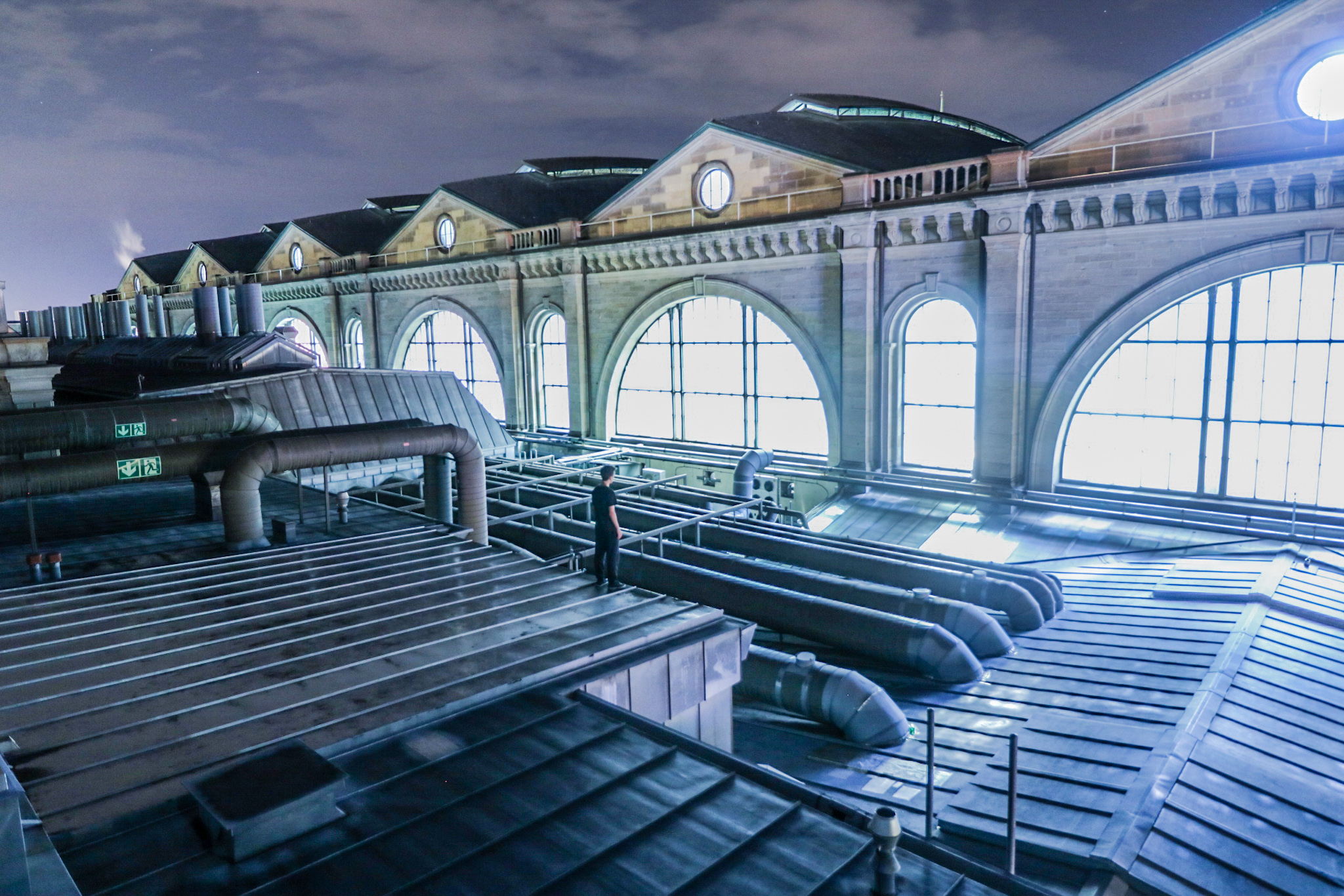
Sicht auf Fenster der Halle vom Dach des Hauptbahnhofs.

Seit der Entfernung verschiedener Pavillonbauten Ende der 1980er-Jahre ist die 131 m lange, 43 m breite und 26 m hohe Bahnhofshalle der grösste überdachte öffentliche Platz der Schweiz, wobei die Leere den monumentalen Eindruck verstärkt. Die einzigen permanenten Einrichtungen sind Treppen, Rolltreppen und Lifte, die durch drei grosse rechteckige Öffnungen im Hallenboden hinunterführen. Das mit Holz verschalte Dach spannt sich über sieben Quergiebel und besitzt mehrere Öffnungen, die einst dem Rauchabzug der Dampflokomotiven dienten. Getragen wird das Dach von sechs eisernen Doppel-Fachwerkbögen und von je einem Bogen an den Hallenenden. Im Erdgeschoss besitzt die Mauer Arkaden im Rhythmus 1-3-1, entsprechend dazu rhythmisiert ist auch der Bereich der Obergeschosse mit kleinen Ochsenaugen und den Thermenfenstern. In der dazwischen liegenden Wandzone sind 15 Medaillons aus Terrakotta befestigt. Sie stellen in allegorischer Form Ackerbau, Bergbau, Gartenbau, Handel, Industrie, Musik, Schifffahrt und Wissenschaft dar. An der Stirnfassade befinden sich zusätzlich sechs Löwenköpfe als Symbol Zürichs, zwei Köpfe über der Mitteltür repräsentieren den Handel und den Eisenbahnverkehr.
In der Halle sind mehrere zeitgenössische Kunstinstallationen dauerhaft ausgestellt. Vom Dach hängt seit November 1997 an Stahlseilen die elf Meter hohe und 1,2 Tonnen schwere Figur L’ange protecteur von Niki de Saint Phalle. Das Geschenk der Securitas AG zur 150-Jahr-Feier des Hauptbahnhofs stellt eine «Nana» dar, eine voluminöse Frau in Form eines Schutzengels. Die aus einem Aluminiumgerüst und Kunststoff bestehende Figur ist mit Pop-Art-Motiven bemalt. Das philosophische Ei von Mario Merz erstreckt sich seit 1991 an der Glaswand des westlichen Hallenabschlusses über eine Fläche von 330 m². Die Skulptur besteht aus spiralförmigen roten Neonröhren, frei hängenden Tierfiguren und blau leuchtenden Ziffern. Letztere stellen die ersten Zahlen der Fibonacci-Folge dar. Dieter Meier versenkte am 9. Mai 2008 im Rahmen des Kunstprojekts Le rien en or («das Nichts aus Gold») eine vergoldete Kugel in einen beleuchteten und mit einer Glasplatte abgedeckten Schacht. Die Boule d’or centenaire («goldene Jahrhundertkugel») soll im Verlaufe von genau hundert Jahren sieben Mal aus dem Schacht gehoben, auf einer hölzernen Bahn um zwölf Meter bewegt und in einem neuen Schacht versenkt werden. Im September 2006 installierte die ETH Zürich zu ihrem 150. Geburtstag die NOVA. Das weltweit erste dreidimensionale bivalente Display bestand aus 25'000 einzeln adressierbaren Lichtkugeln auf einer Grundfläche von 5 × 5 m. Es erzeugte ein Lichtspiel aus 16 Millionen möglichen Farben und konnte auch filmische Bildsequenzen zeigen. 2012 wurde die 3,3 Tonnen schwere Installation entfernt.

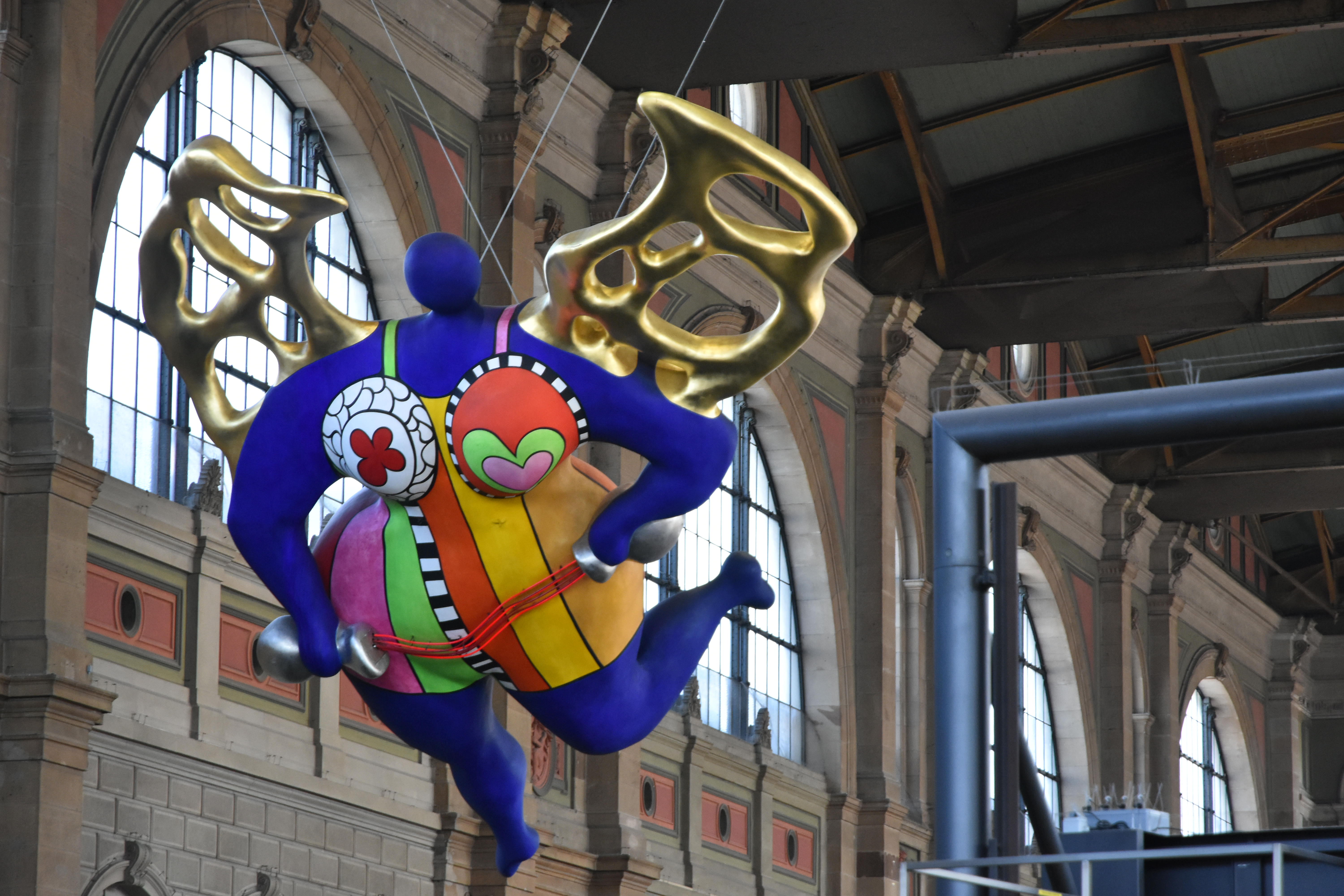
L’ange protecteur
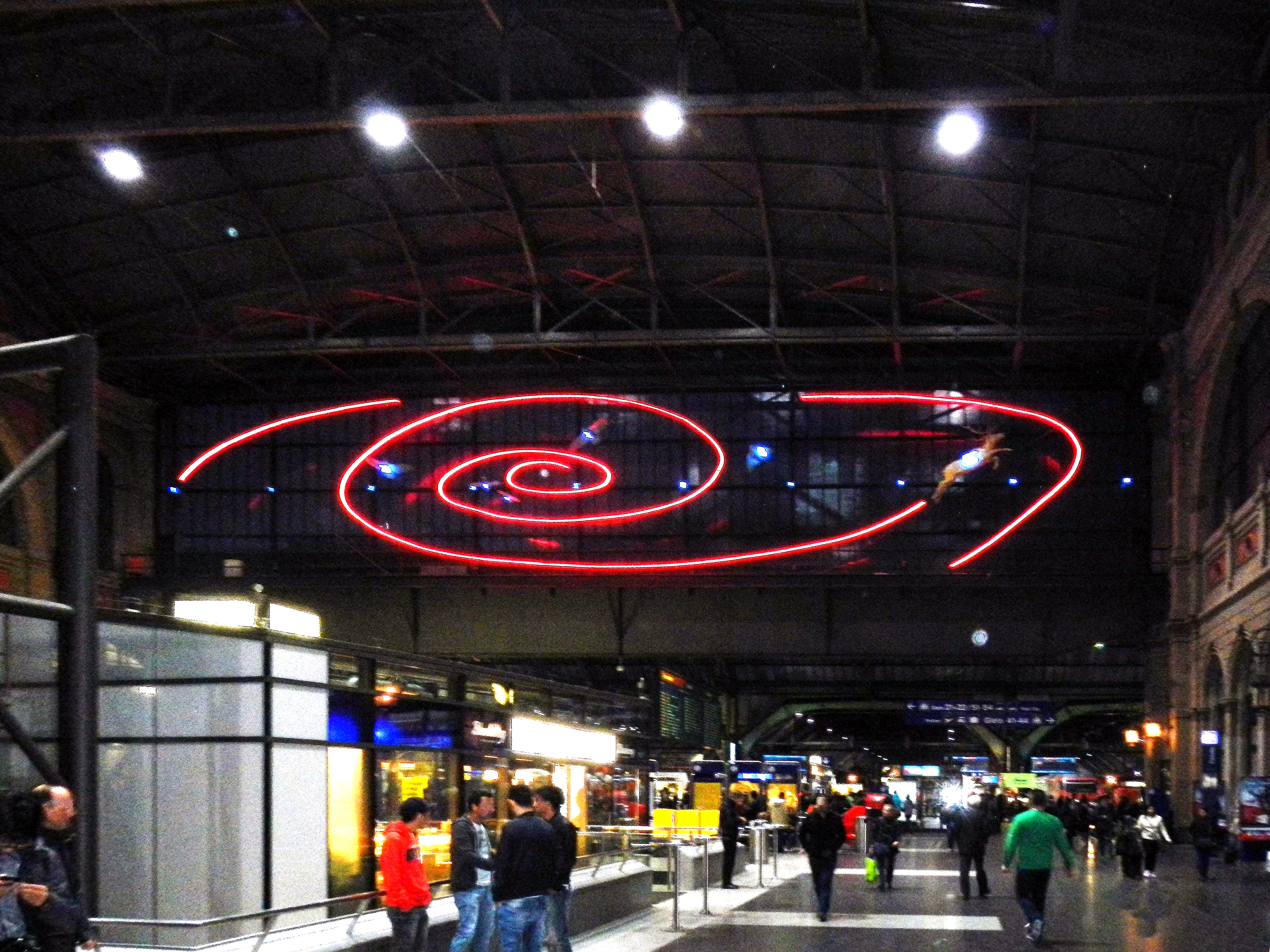
Das philosophische Ei
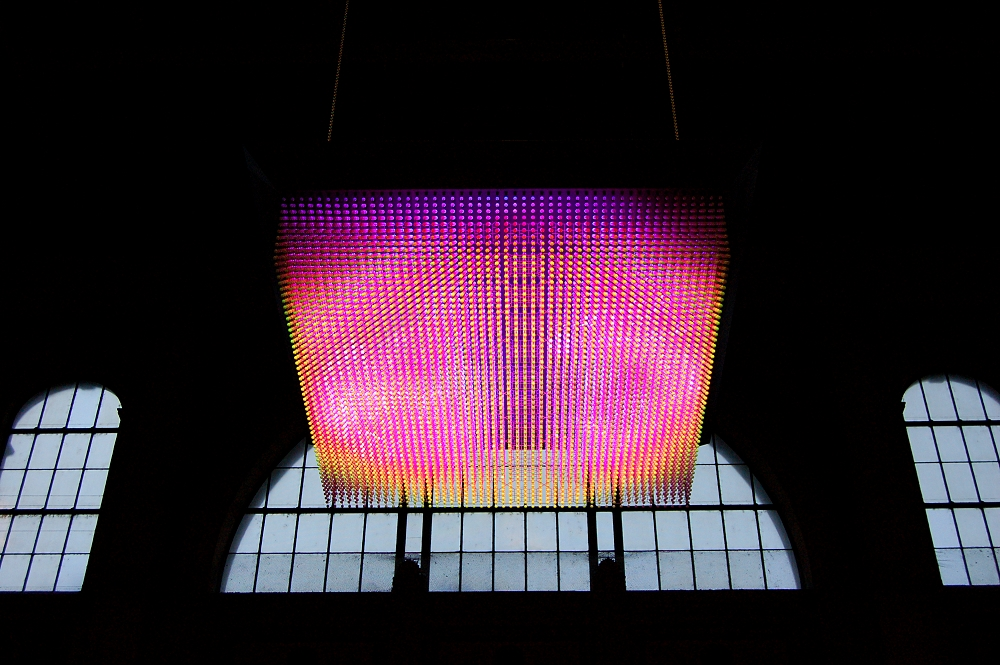
NOVA
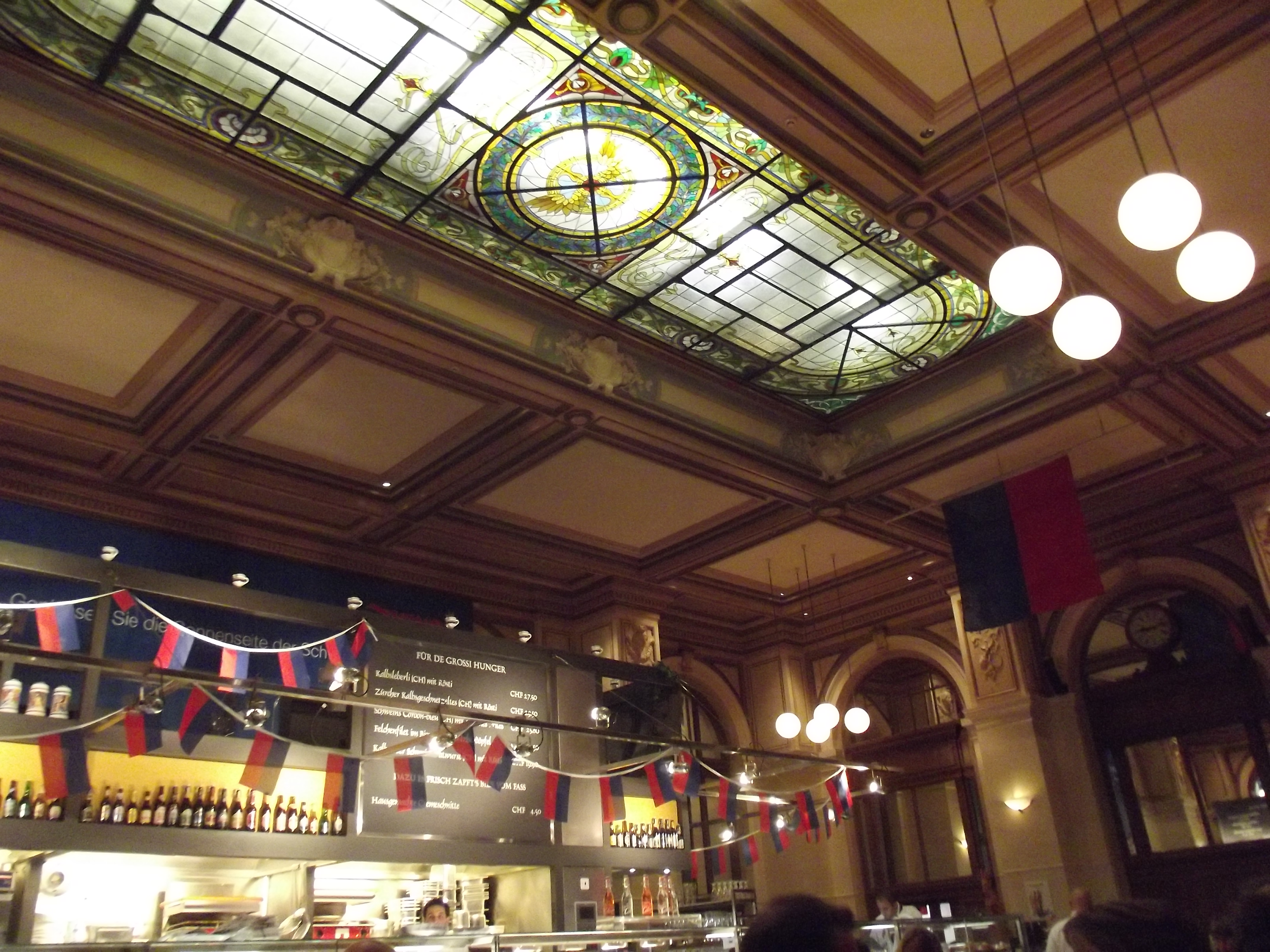
Glasfenster in der Brasserie

Im Nordosttrakt, neben dem Bahnreisezentrum, befindet sich die Brasserie Federal. Sie war 1902 als Restaurant für Drittklassfahrgäste erbaut und 1991 abgebrochen worden. Bei ihrer Rekonstruktion im Jahr 1996 bildete man die späthistoristische Wandgestaltung nach. Der Figurenschmuck umfasst vier Medaillons mit Köpfen an den Längsseiten und acht weitere Köpfe in den Feldern über den Wandvorlagen. Sie symbolisieren die Erdteile und die Musen. Original erhalten geblieben ist nur das in die Deckenmitte eingelassene Jugendstil-Glasfenster mit farbigen Ornamenten, dessen zentrales Motiv ein Flügelrad ist. Zwischen der Bahnhofshalle und dem Bahnhofquai erstreckt sich die Vorhalle aus dem Jahr 1871. Ihre kassettierte flache Decke ist mit Unterzügen in 13 verzierte Felder unterteilt. Zwischen den Rundbogenöffnungen mit verglasten Holztüren stehen halbrunde Säulen mit skulptierten Kapitellen.

#### Südtrakt

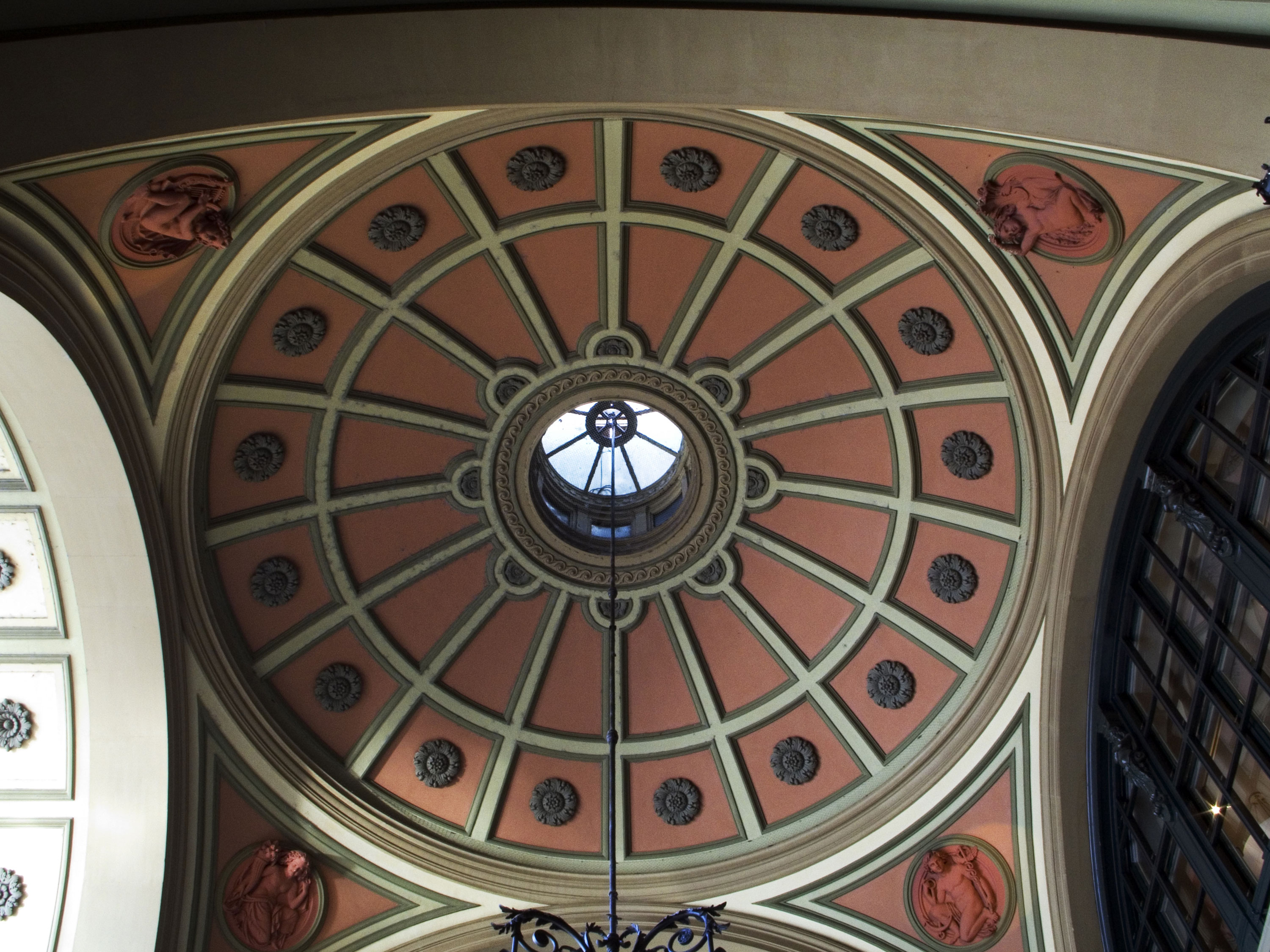
Kuppelhalle im Südtrakt

Vom Bahnhofplatz gelangt man durch die Triumphpforte in die Kuppelhalle, einen annähernd quadratischen Raum als Mittelpunkt des 1871 fertiggestellten Südtrakts. Das Gewölbe mit aufgesetzter Laterne zeigt ein Rad mit 16 Rosetten. Zwei von Ernst Rau geschaffene Atlanten stützen beidseits der Kuppelhalle das Gebälk. Ludwig Keiser gestaltete die vier Medaillons in den Zwickeln, mit allegorischen Darstellungen von Musik, Landwirtschaft, Gartenbau und Bahnverkehr. Links und rechts erstreckt sich die langgezogene Wandelhalle. Sie besitzt Rundbogenarkaden mit Halbsäulen, Pfeiler mit aufwändig gestalteten Kapitellen sowie Deckenfelder mit reichen Profilen. Auf den Wandvorlagen im West- und Ostteil stehen je zwei von Keiser geschaffene Knabenstatuen mit Geldbeuteln, die Merkur und Reichtum darstellen. Zwischen der Kuppelhalle und der Bahnhofshalle befindet sich die Seitenhalle Süd, eine dreiteilige Raumfolge mit repräsentativer Kassettendecke. Der Arkadenbogen im mittleren Bereich besitzt beidseits Zwickel, aus denen je zwei Köpfe hervor ragen; sie stellen einerseits Handel und Bahnverkehr dar, andererseits Industrie und Landwirtschaft.
Das so genannte Jagdzimmer, der östlichste Raum im ersten Obergeschoss, hat seine repräsentative historistische Ausstattung bewahrt. Sie besteht aus einer Kassettendecke mit zentralem Deckenspiegel. Auch im benachbarten Treppenhaus sind Reste der ursprünglichen Decken- und Wandgestaltung zu finden. Das Restaurant Imagine, früher Wartesaal und Restaurant 2. Klasse, besitzt eine vornehm ausgestaltete Raumfolge. Diese umfasst korinthische Säulen, Pilaster, kassettierte Stuckdecken mit und ohne Wölbung sowie stuckierte Wände mit Fruchtgehängen, Medaillons und Ornamentbändern. Der Durchgang zur Wandelhalle ist als Rundbogentor geformt, das mit handwerklichen und landwirtschaftlichen Figuren geschmückt ist. In den Lünetten des südöstlichen Bereichs schwingen tanzende Frauengestalten einen Thyrsosstab. Ebenfalls eine historistische Ausstattung besitzt das Café Les Arcades (ehemals Wartesaal und Restaurant 3. Klasse). Seine Räume besitzen Deckenfelder mit Profilen, ornamentalen Stuckaturen und Schablonenmalereien. Hinzu kommen Wandtäfer, Balken, Konsolen, Rundbögen und Säulen mit Kapitellen.

### Gleishalle (Gleise 3–18)

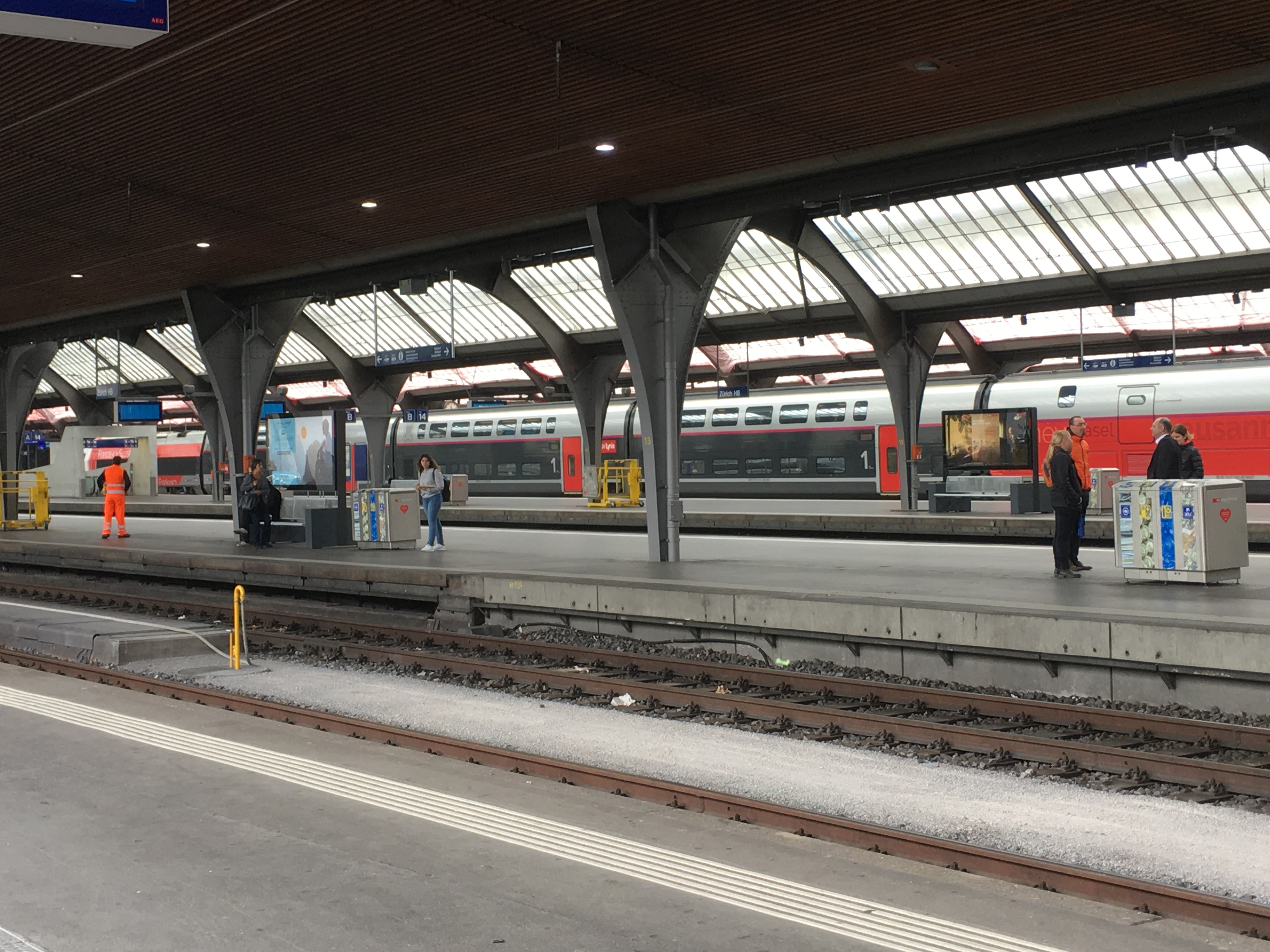
Gleishalle

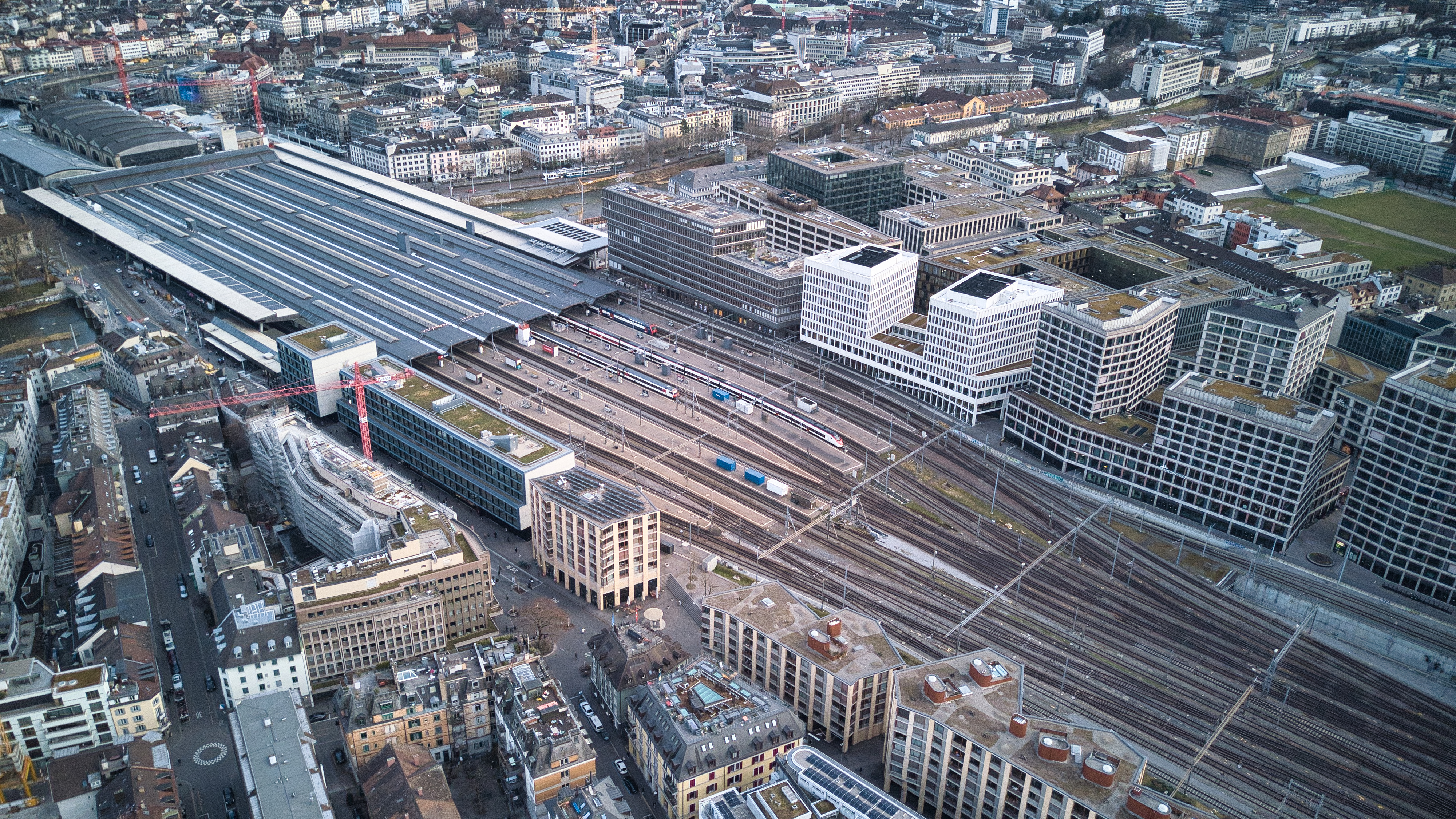
Gleishalle und einen Teil des Vorbahnhofs, 2023

Zu Beginn reichten die oberirdischen Gleise bis zum östlichen Ende der Bahnhofshalle, ab 1902 bis zu deren Mitte auf der Höhe der Bahnhofstrasse. Als Kopfbahnhof hatte der Zürcher Hauptbahnhof stets mit Platznot zu kämpfen. Aus diesem Grund entstand 1929/30 westlich davon die Gleishalle, eine 294 m lange und 108 m breite Stahlhallenkonstruktion. Sie besteht aus sechs nebeneinander gereihten Dächern von 17,8 m Breite, die jeweils zwei Gleise überspannen. Alle besitzen durchgehende Oberlichtbänder, je eines im First und zwei an den Seiten. Genietete mehrgelenkige Binder-Tragwerke mit Stahlrahmen stützen die Dächer in einem Abstand von 14 m. Ursprünglich war die Gleishalle 128 m breit und besass sieben Dächer. Mit der Absicht, den Bahnhof zur Stadt hin zu öffnen, entfernte man die beiden äussersten. Seit 1997 stehen dort zwei baugleiche, weit ausladende Dachkonstruktionen von 240 m Länge mit nach aussen ansteigenden und ausgeklappten Dachuntersichten, welche die Längsausrichtung des Bahnhofs betonen. Ihre Spannweite beträgt 15 m, die Auskragung rund vier Meter. Sie bestehen aus doppelten Fachwerkträgern, die mit hölzernem Gitterrost und Trapezblech bedeckt sind. Getragen werden sie alle 40 m von acht Meter langen, leicht schräg gestellten Betonstützen. Die neuen Dächer verwischen die Grenzen zwischen Perron und nebenan liegendem Trottoir, zumal die Gleishalle keine Aussenwände besitzt.
Die 16 oberirdischen Gleise liegen an sieben Mittel- und zwei Seitenperrons von jeweils 420 m Länge. Nahe dem äusseren Ende der Gleishalle, unmittelbar westlich der Sihl, stehen auf jedem Perron markante Betongehäuse, in denen Treppen und Rolltreppen hinunter in die Passage Sihlquai führen. Gleichzeitig tragen die Gehäuse die Hallendächer und dienen im Brandfall als Schürzen, die das Aufsteigen von Rauch nach oben verhindern. Da die oberirdischen Perrons und jene im Durchgangsbahnhof Löwenstrasse nicht genau übereinander liegen, verbinden Schräglifte mit einer Neigung von 73 Grad die beiden Ebenen miteinander und mit dem dazwischen liegenden Fussgängergeschoss. Die ebenfalls 1929/30 erbaute Querhalle, die mit der Gleishalle eine funktionale Einheit bildet, erstreckt sich über die gesamte Länge des Kopfperrons und bildet eine Art Scharnier zur Bahnhofshalle. Die 108 m lange und 24 m breite Glas-Stahl-Konstruktion wird einerseits von der Wand der Bahnhofshalle getragen, andererseits von sieben Stützen. Letztere bilden gleichzeitig den Beginn der Gleishalle. Auf 17 genieteten Rahmenbindern, die mit Zug- und Druckstäben verstärkt sind, ruht das zum First hin leicht ansteigende Dach mit Oberlichtbändern.
In der Gleishalle waren die Gleise ursprünglich durchgehend von 1 bis 16 nummeriert. Im Rahmen der Teileröffnung des Durchgangsbahnhofs Museumstrasse am 28. Mai 1989 erhielten sie die Nummern 3 bis 18. Von der Gleishalle aus verkehren Intercity- und InterRegio-Züge in die meisten Regionen der Schweiz sowie internationale Züge wie EuroCity, TGV, ICE, Railjet und ÖBB Nightjet; hinzu kommen vier S-Bahn-Linien (zwei reguläre Linien auf der linksufrigen Zürichseebahn sowie zwei Entlastungslinien zu den Hauptverkehrszeiten).

### Bahnhof SZU (Gleise 21–22)

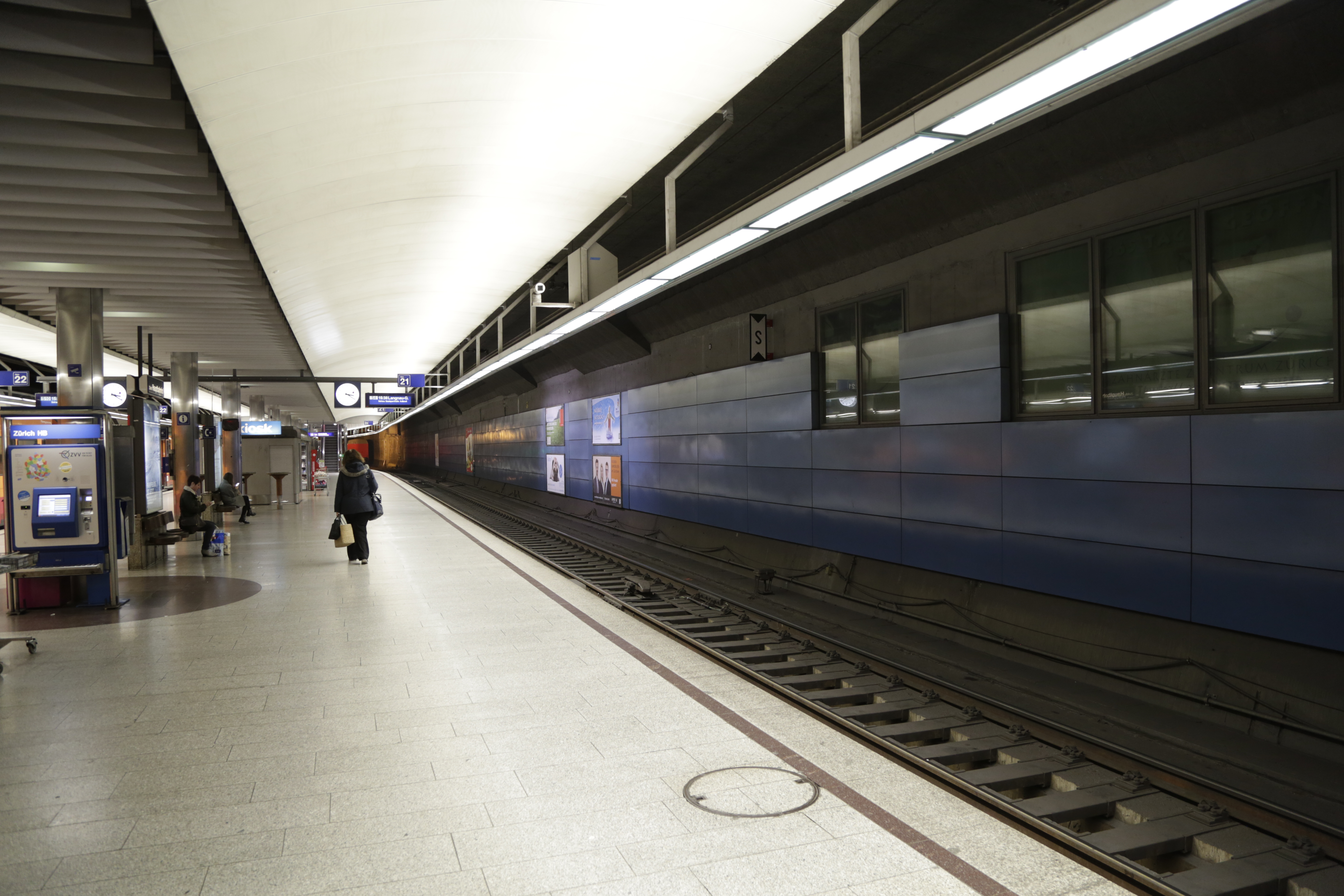
SZU-Bahnhof

11,60 m unter dem Bahnhofplatz, also südlich der Bahnhofshalle, befinden sich in einem Kopfbahnhof die Gleise 21 und 22 für die Züge der Sihltal-Zürich-Uetliberg-Bahn (SZU). Der im Jahr 1990 eröffnete zweigleisige Tiefbahnhof besitzt einen Mittelperron von 125 m Länge, der über zwei Zugänge erreicht werden kann und am westlichen Ende leicht gekrümmt ist. Von hier aus verkehren zwei S-Bahn-Linien: die als S4 bezeichnete Sihltalbahn über Adliswil nach Langnau am Albis (mit vereinzelten Fahrten nach Sihlwald) sowie die Uetlibergbahn (S10) auf den Uetliberg, den Zürcher Hausberg. Beide befahren vom Hauptbahnhof aus einen 1592 m langen, überwiegend unter der Sihl verlaufenden Tunnel, bevor sie sich beim Giesshübel trennen. Die Seitenwände und Mittelpfeiler des Tiefbahnhofs waren in der zweiten Hälfte der 1960er-Jahre als Bauvorleistung für die nie verwirklichte U-Bahn Zürich erstellt worden.
Zu Beginn trugen die Gleise die Nummern 1 und 2, aufgrund der bevorstehenden Inbetriebnahme der Durchmesserlinie erhielten sie beim Fahrplanwechsel im Dezember 2013 die heutigen Nummern. Um die Kapazität des Tiefbahnhofs zu erhöhen, soll bis 2023 ein dritter Zugang geschaffen werden. Im Januar 2019 wurde erstmals die Idee einer Verlängerung des SZU-Tunnels vom Hauptbahnhof zur Universität Zürich präsentiert.

### Bahnhof Löwenstrasse (Gleise 31–34)

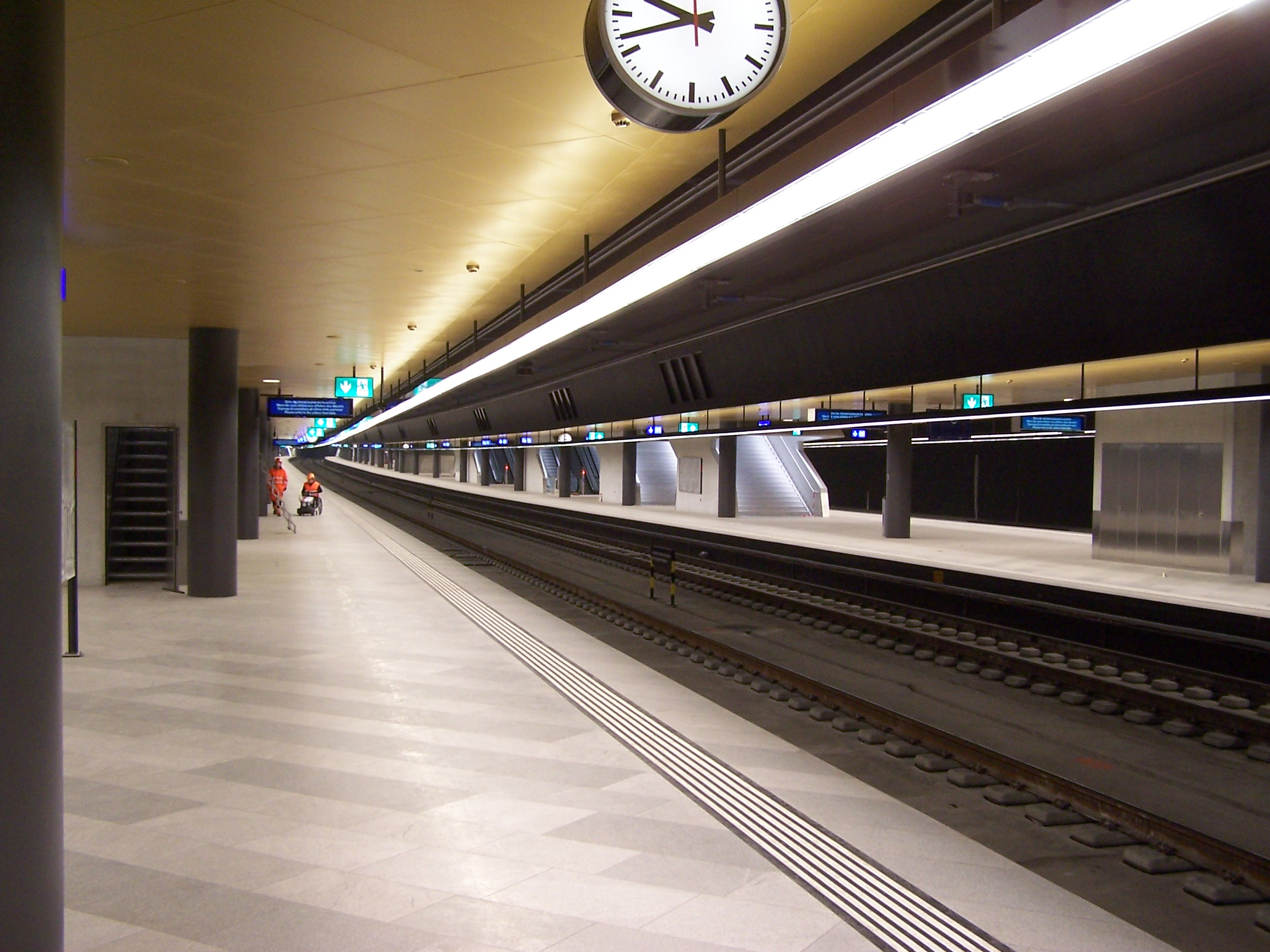
Bahnhof Löwenstrasse

15,40 m unter dem südlichen Teil der Gleishalle erstreckt sich der im Juni 2014 eröffnete unterirdische Durchgangsbahnhof Löwenstrasse. Er umfasst vier Gleise an zwei Mittelperrons von 420 m Länge und 13,5 m Breite. Der Tiefbahnhof ist Teil der Durchmesserlinie Altstetten–Zürich HB–Oerlikon, deren Herzstück der 4,8 km lange Weinbergtunnel zum Bahnhof Zürich Oerlikon im Norden der Stadt ist. Nebst mehreren Linien der S-Bahn Zürich halten seit Oktober 2015 auch zahlreiche Fernverkehrszüge auf der West-Ost-Achse. Damit entfielen zu einem grossen Teil die Wendemanöver, welche die Züge im oberirdischen Kopfbahnhof ausführen mussten, was merklich zu dessen Entlastung beitrug. Der Durchgangsbahnhof schuf genügend Kapazitätsreserven, um die prognostizierte Verkehrszunahme der nächsten Jahrzehnte aufzufangen.
Im Vergleich zum 25 Jahre älteren Bahnhof Museumstrasse verfügt der Bahnhof Löwenstrasse über breitere Perrons und ist mit mehr Treppen ausgestattet. Statt auf Schotter sind die Schienen auf gummiartigen, einbetonierten Schwellenblöcken in Schuhschachtelgrösse verlegt. Dieses System namens Low Vibration Track schützt die Umgebung vor Erschütterungen und Lärm. Die Perrons erhielten einen hellen Steinboden, die Decke einen goldfarbenen Anstrich. Andererseits sind die Tunnelwände schwarz angestrichen, sodass die Perrons wirken, als ob sie wie lange Inseln in einer dunklen Röhre lägen. Die Decken- und Bodenplatten sind diagonal verlegt. So können Anschnitte vermieden werden, die sich aus der unregelmässigen Geometrie von Gleisen, Perrons und Stützen ergeben hätten. Das Fugenraster tritt weniger in Erscheinung, wodurch Decke und Boden flächiger wirken.

### Bahnhof Museumstrasse (Gleise 41–44)

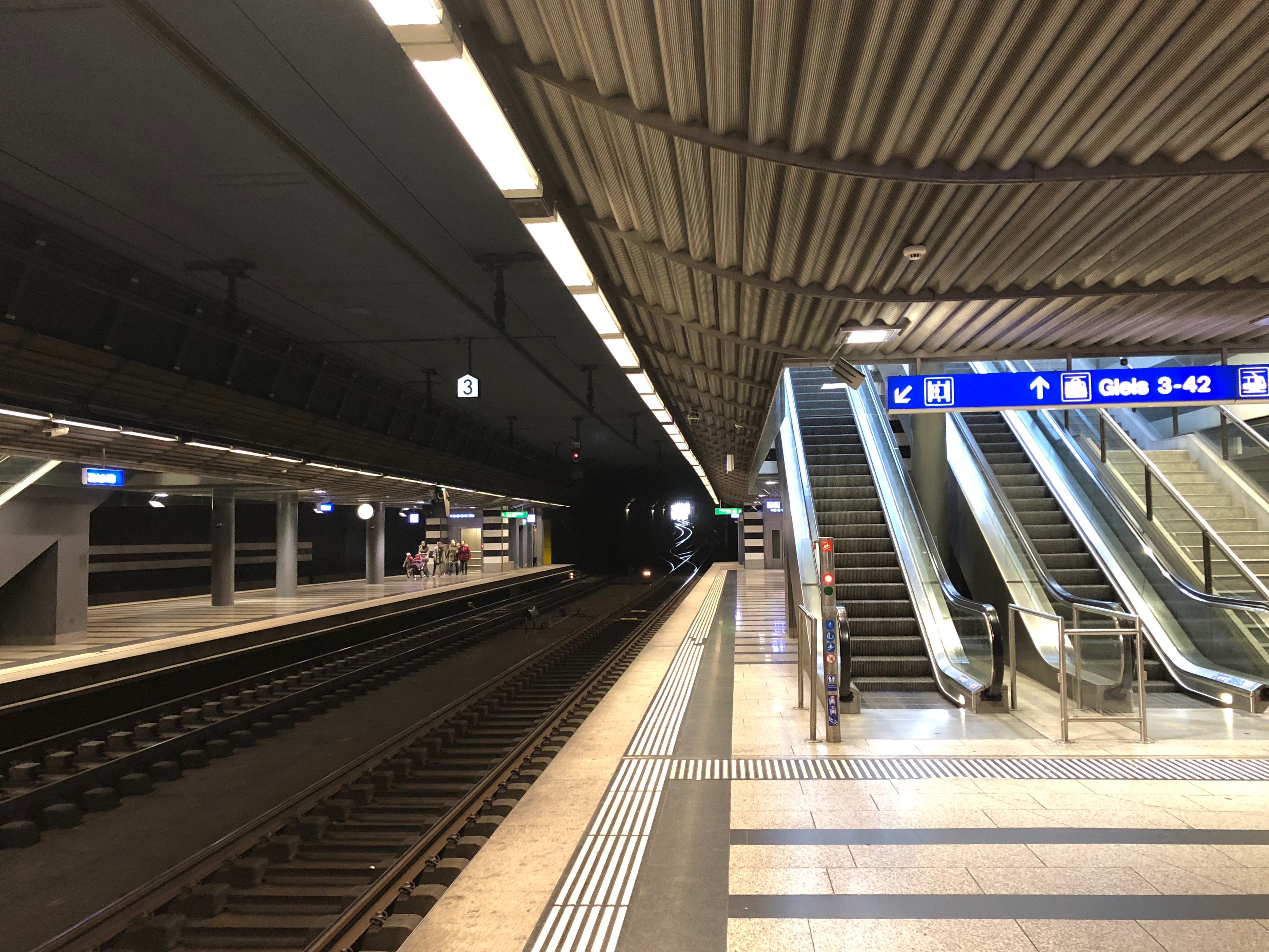
Bahnhof Museumstrasse

Der zweite Tiefbahnhof befindet sich 13,60 m unter der Museumstrasse, zwischen der Nordseite des Hauptbahnhofs und dem Landesmuseum. In der Halle liegen vier Gleise an zwei 360 m langen und zehn Meter breiten Mittelperrons. Dieser Bahnhof wird ausschliesslich von S-Bahn-Linien bedient und ist der wichtigste Knotenpunkt des Schienennahverkehrs im Zürcher Verkehrsverbund. Die Bahnstrecke führt in südöstlicher Richtung im Hirschengrabentunnel unter der Limmat und der Altstadt hindurch zum Bahnhof Stadelhofen, wo Verknüpfungen zur rechtsufrigen Zürichseebahn sowie durch den Zürichbergtunnel ins Zürcher Oberland und in Richtung Winterthur bestehen. Der Tiefbahnhof war im Mai 1989 zunächst für die Regionalzüge nach Rapperswil und Bülach eröffnet worden, ehe zwölf Monate später die Inbetriebnahme der S-Bahn Zürich folgte. Neben S-Bahnen fuhren im Bahnhof Museumstrasse von 1999 bis 2002 auch die Intercity-Express-Züge nach Stuttgart ab. Diese verkehrten nicht wie üblich über Bülach, sondern über Winterthur, da so eine Kurzwende vermieden werden konnte.
Der Boden der Perrons ist mit quer ausgerichteten hell- und dunkelgrauen Platten belegt, während die Wände der Liftgehäuse durchgehend mit horizontalen Streifen in schwarzer und weisser Farbe verziert sind. Dieselben Muster wiederholen sich im darüber liegenden Teil der Fussgängerebene. Architektur, Ausstattungselemente und Oberflächen bilden so eine Einheit, die im Schweizer Bahnhofbau selten derart konsequent ist. Von der Eröffnung bis Mai 2012 trugen die Gleise die Nummern 21 bis 24, seither die Nummern 41 bis 44. Durch die Umbenennung fügen sich die Gleisnummern nun nach dem später hinzugekommenen Bahnhof Löwenstrasse mit den Gleisen 31 bis 34 logisch von Süden nach Norden her ein. Die Änderung war wegen des hohen Aufwands (u. a. Ersatz aller Hinweistafeln) umstritten.

### Shopville

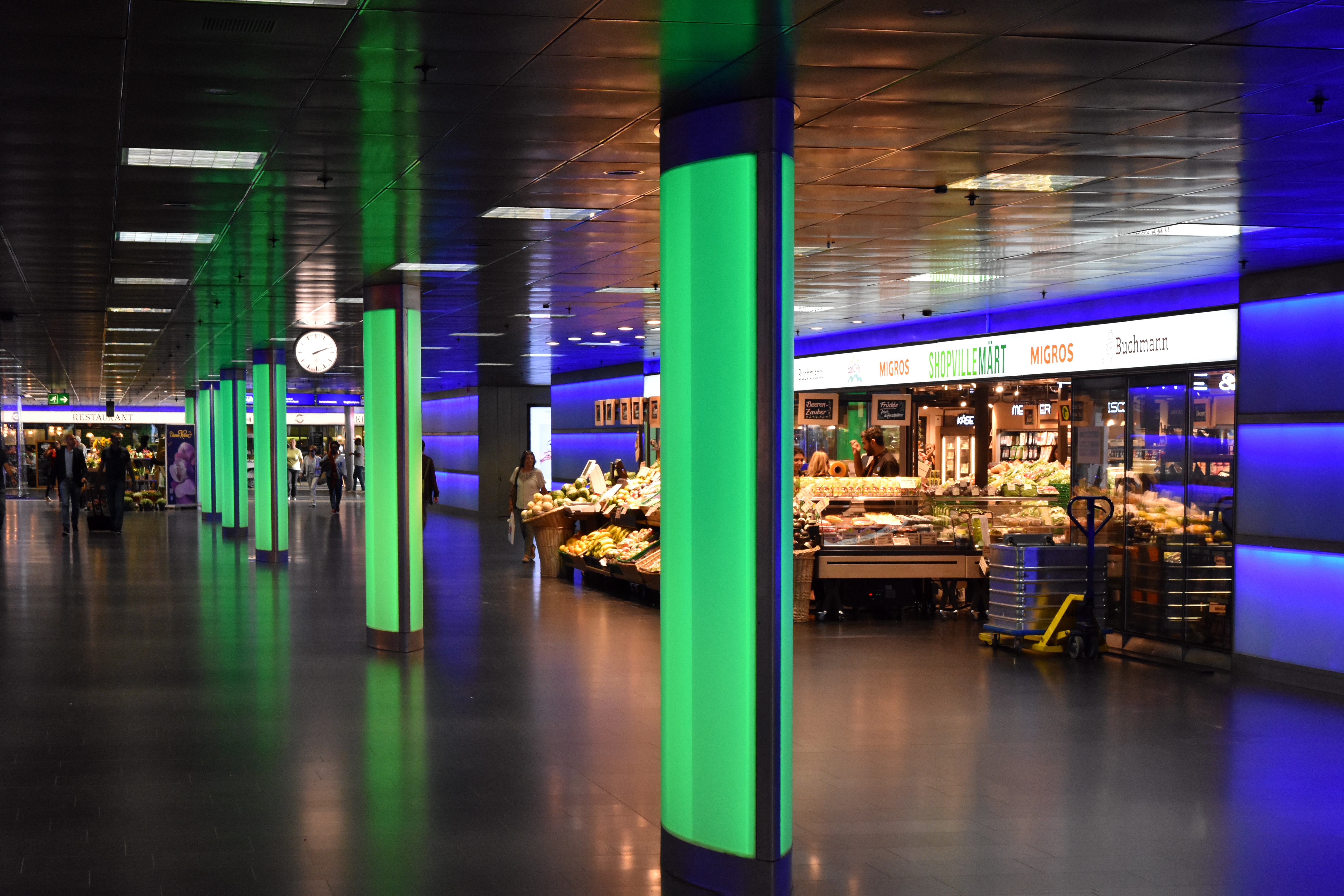
Lichtarchitektur im Shopville

Das zwischen der Bahnhofshalle und den Tiefbahnhöfen gelegene Shopville ist ein weitläufiges unterirdisches Einkaufszentrum, das auch den Bereich unter dem Bahnhofplatz umfasst. Darin befinden sich mehr als 180 Läden, gastronomische Einrichtungen und Dienstleistungsbetriebe. Da die Geschäfte nicht an die kantonalen Ladenöffnungsvorschriften gebunden sind, haben sie 365 Tage im Jahr (und somit auch sonntags) geöffnet. Mit ironischem Unterton vermarkten die Schweizerischen Bundesbahnen (SBB) das Shopville unter dem Motto «das einzige Einkaufszentrum mit eigenem Hauptbahnhof».
Der älteste Teil des Shopville umfasst die «Halle Bahnhofplatz», die 4,70 m unter der Erdoberfläche liegt. Sie besteht seit 1970 und gehört der Stadt Zürich. Ursprünglich bestand der Boden aus rot eingefärbten Kunststeinplatten und trug im Volksmund den Spitznamen «Schwartenmagen». Von 2001 bis 2003 erfolgte eine umfassende Neugestaltung, die dem Prinzip der Lichtarchitektur folgt: Schwarzer Granitboden und schwarz gespritzte Decke bilden den Hintergrund für blau, gelb, grün und rot leuchtende Kuben, Stützen und Bänder. Mittelpunkt ist der Züri-Brunnen, ein Lichtvorhang mit 740 Düsen. 1990 erweiterten die SBB das Shopville um die 7,30 m tief gelegene «Halle Landesmuseum», die «Plaza» sowie um die Passagen Bahnhofstrasse und Löwenstrasse. Ihre Gestaltung ist gleich wie im Durchgangsbahnhof Museumstrasse der S-Bahn und wird von schwarz-weiss gestreiften Marmorpaneelen dominiert. Den Abschluss bildeten 2014 die «Halle Sihlpost» und die Passage Gessnerallee, ebenfalls im Auftrag der SBB und als Ergänzung zur Passage Sihlquai. Am Boden liegt heller Granit, die teilweise leicht geneigte Decke besteht aus weissem Blech, und die Wände sind mit weissen Email-Paneelen bedeckt. Auf einem kleinen Zwischengeschoss zwischen Bahnhofshalle und Shopville befindet sich unter anderem die im Juni 2001 eröffnete Bahnhofkirche Zürich, ein interreligiöses Angebot für Reisende und Passanten.

### Vorbahnhof

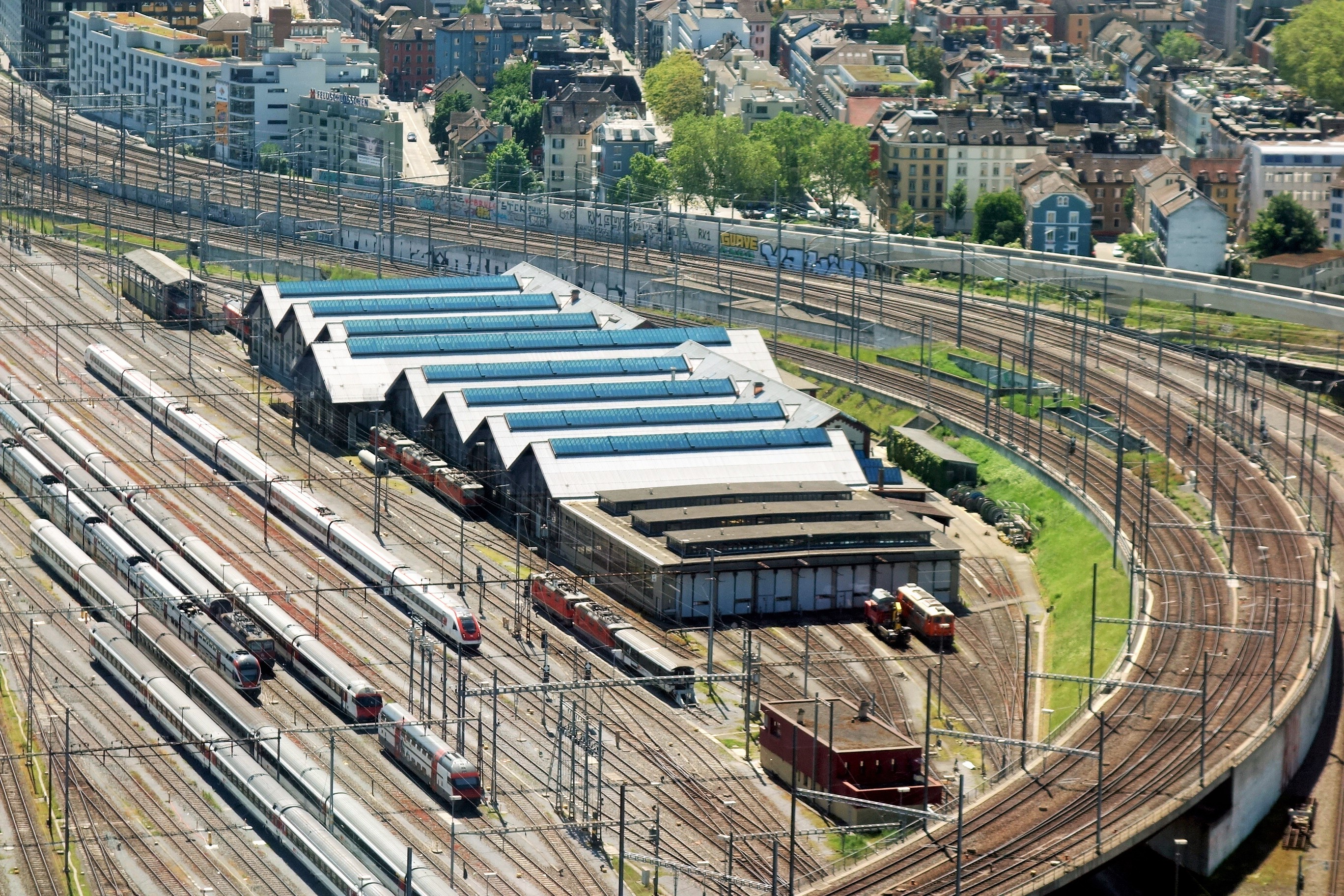
Lokomotivdepot F

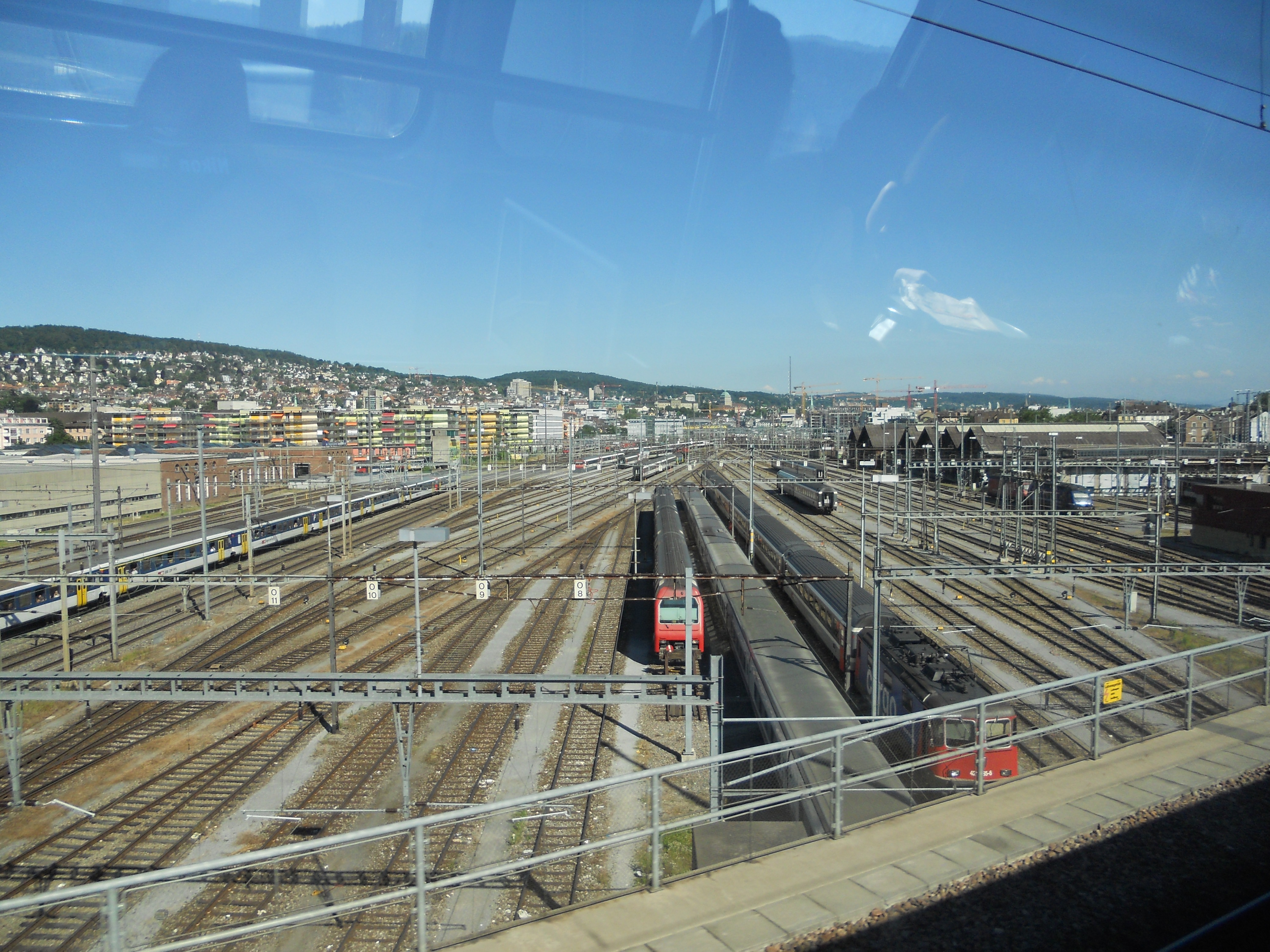
Ansicht des Vorbahnhofs

Der Bereich westlich des Hauptbahnhofs, der sich von der Gleishalle über eine Entfernung von rund vier Kilometern bis zum Bahnhof Altstetten erstreckt, wird als «Vorbahnhof» bezeichnet. Er umfasst ein ausgedehntes, komplexes Gleisfeld mit den Einmündungen mehrerer Strecken, Anschlussgleisen, Wartungseinrichtungen, Abstellanlagen, die Hauptwerkstätten der Schweizerischen Bundesbahnen und Lokomotivdepots (darunter das denkmalgeschützte Lokomotivdepot F aus dem Jahr 1899). Da seine Breite bis zu 400 m beträgt, bildet der Vorbahnhof einen markanten Riegel, der vom Strassenverkehr nur an vier Stellen gequert werden kann (Unterführung Langstrasse, Hardbrücke, Duttweilerbrücke und Europabrücke). Unter der Hardbrücke liegt der gleichnamige S-Bahnhof.
Mehrere Überwerfungsbauwerke erlauben die kreuzungsfreie Ein- und Ausfahrt der Züge von und zu den einmündenden Strecken. Dabei ragen vier Brücken heraus. Von der Südseite her quert der 1894 erbaute Aussersihler Viadukt (834 m) das Gleisfeld in einem weiten Bogen und führt nordwärts in Richtung Wipkingen. Er ist Teil der kürzesten Verbindung zwischen dem Hauptbahnhof und dem Bahnhof Oerlikon im Norden der Stadt. 1969 wurde er um den weiter westlich gelegenen Hardturmviadukt (1134 m) ergänzt, der an der Nordseite beginnt und auch Direktfahrten zwischen Altstetten und Oerlikon ermöglicht. Seit 2015 in Betrieb sind die Kohlendreieckbrücke (394 m) und die Letzigrabenbrücke (1156 m), die beide Bestandteil der Durchmesserlinie Altstetten–Zürich HB–Oerlikon sind. Letztere ist die längste Eisenbahnbrücke der Schweiz.
Seit März 2021 besteht der Negrellisteg, eine 160 m lange Brücke für Fussgänger, die das Gleisfeld beim Zentralstellwerk überquert. Eine Besonderheit ist ein nichtöffentlicher Bahnübergang mit Barriere, der zwölf Gleise quert. Er befindet sich unmittelbar östlich der Duttweilerbrücke und führt von der Hohlstrasse zur Unterhalts- und Waschanlage inmitten des Gleisfelds. Das beim Aussersihler Viadukt gelegene und von Gleisen umgebene Depot F wiederum ist über die Remisenstrasse sowie durch einen engen und rund 150 m langen nichtöffentlichen Tunnel zur Nordseite des Gleisfelds erreichbar.
Der Vorbahnhof diente einst auch als Rangierbahnhof, bis zur Fertigstellung des Rangierbahnhofs Zürich-Limmattal zwischen Dietikon und Spreitenbach im Jahr 1978. Da die zusätzlichen Überwerfungsbauwerke immer mehr Platz beanspruchten, fielen nach und nach die Abstellgleise weg. Aus diesem Grund errichteten die SBB zwischen den Bahnhöfen Hardbrücke und Altstetten die neue Abstell- und Unterhaltsanlage Herdern und nahmen sie im November 2000 in Betrieb. Die Anlage besteht aus einer zweigleisigen Unterhaltshalle für Reisezüge, einer eingleisigen Halle für die Grundreinigung der Züge und einer Durchlaufwaschanlage für die Aussenreinigung. Hinzu kommt ein Abstellfeld mit 24 Gleisen, die zusammen 15 km lang sind. Südwestlich der Kohlendreieckbrücke stand einst der Güterbahnhof Zürich, der von 1897 bis 2009 in Betrieb war. Er wurde 2013 zum grössten Teil abgerissen und wich dem Polizei- und Justizzentrum Zürich. Die verbleibenden Gebäudeteile des Güterbahnhofs sollen 2021 ebenfalls abgerissen werden.
Bahnpostwagen wurden zunächst im Nordosttrakt der Bahnhofshalle ver- und entladen, was den übrigen Bahnbetrieb zunehmend störte. 1930 zogen die PTT und die Kreisdirektion III der SBB in die Sihlpost um, die an der Kasernenstrasse unmittelbar südwestlich des Hauptbahnhofs erbaut worden war. Die Anlage verfügte in ihrem hinteren Bereich über sieben (ab 1988 vier) eigene Gleise, die zu einem überdachten Kopfbahnhof zusammengefasst waren. Ab 1938 stand eine führerlose Post-U-Bahn von 340 m Länge zur Verfügung, die eine Verbindung zur Postfiliale im Südtrakt der Bahnhofshalle herstellte und bis 11. Oktober 1980 in Betrieb war. Ihr Tunnel verlief parallel zum Gleis 1 unter dem Trottoir der Postbrücke zum Untergeschoss der Sihlpost. Der Postbahnhof wurde 2009 abgerissen, an seiner Stelle stehen heute Gebäude des Areals Europaallee.

## Geschichte

### Zürichs erster Bahnhof

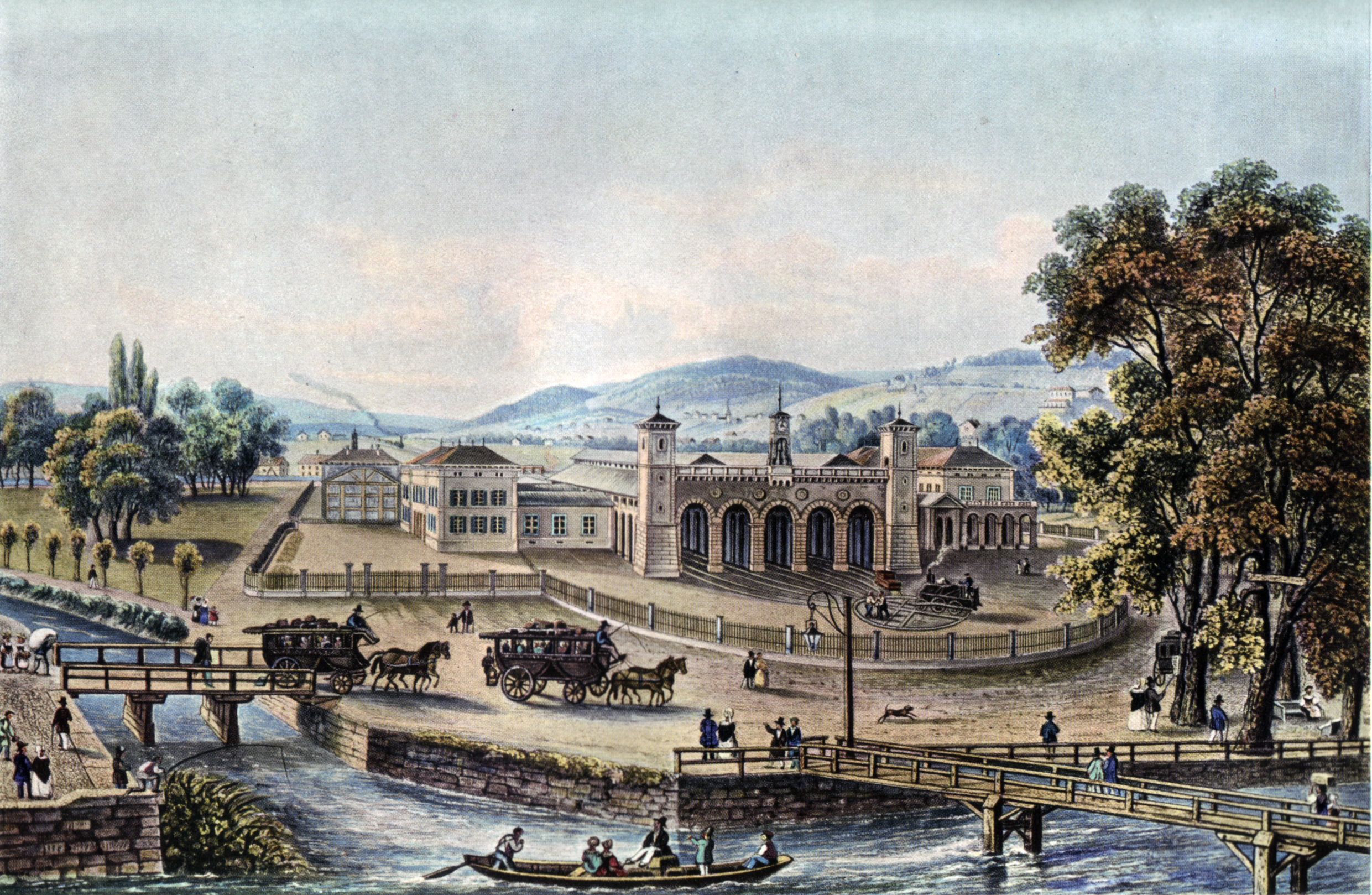
Ansicht des ersten Bahnhofs von 1847, gemalt von Johann Baptist Isenring

Im Mai 1836 beantragte die Zürcher Handelskammer beim Regierungsrat des Kantons Zürich einen Kredit für die Vermessung einer Eisenbahnstrecke von Basel nach Zürich. An einer von der Handelskammer einberufenen Konferenz wurde im Oktober 1837 die Basel-Zürich-Eisenbahngesellschaft gegründet. Diese erteilte dem österreichischen Ingenieur Alois Negrelli den Auftrag, detaillierte Trassenstudien zu erstellen sowie mögliche Verknüpfungen zu bereits bestehenden Bahnen im Ausland zu prüfen. Als Standort des Bahnhofs Zürich war der schmale Landstreifen zwischen der Sihl und dem Schanzengraben im Bereich der Löwen- und Seidenhofbollwerke vorgesehen. Aufgrund der unsicheren politischen Lage (Züriputsch 1839 und Aargauer Klosterstreit 1841) konnten Negrellis Pläne nicht ausgeführt werden, und die Gesellschaft löste sich im Dezember 1841 auf. Unter der Leitung des Seidenfabrikanten Martin Escher bildete sich im Mai 1845 ein Komitee, das die Planungen wiederaufnahm und im März 1846 die Schweizerische Nordbahn gründete. Der ersten Bahngesellschaft der Schweiz gelang es, zumindest den 23 km langen Abschnitt durch das Limmattal nach Baden zu bauen, die am 7. August 1847 eröffnete «Spanisch-Brötli-Bahn».

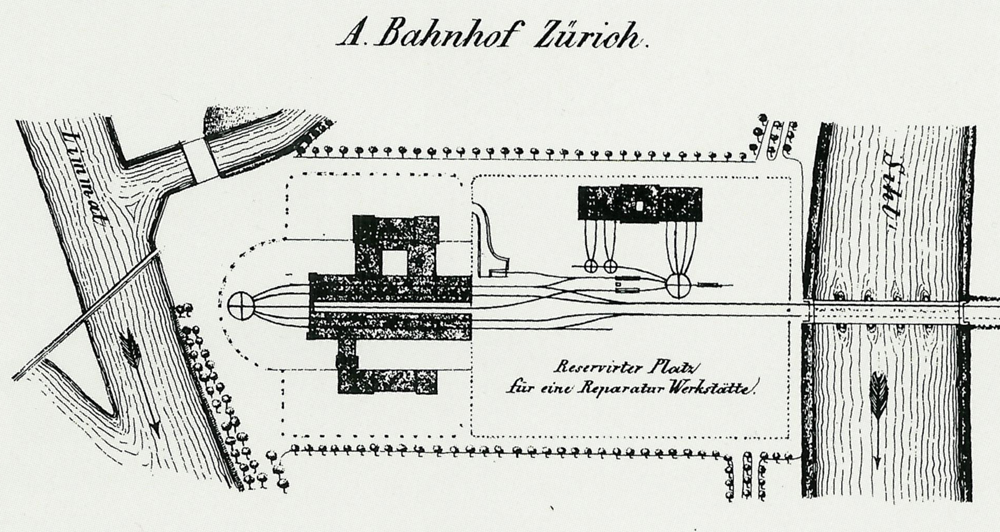
Grundriss des ersten Bahnhofs

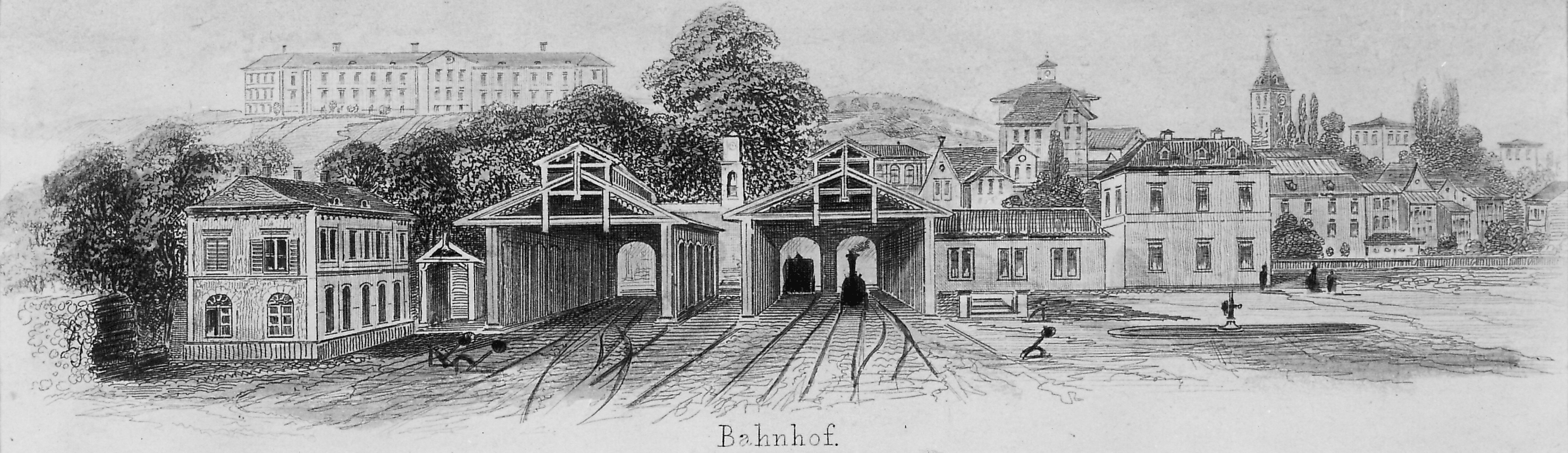
Ansicht von der Gleisseite, Ankunfts- und Abfahrtshalle 1850

Der Architekt Gustav Albert Wegmann hatte von der Nordbahn den Auftrag zur Planung von Stationsgebäude, Bahnhofshallen und Einfriedung erhalten, während Negrelli für die Projektierung der Gesamtanlage und der Betriebsabläufe zuständig war. Ein Architekt namens Meyer entwarf Nebenbauten wie Heizhaus und Lokomotivremisen. Die Bürgergemeinde Zürich stellte 1846 einen Teil des zwischen Limmat und Sihl gelegenen städtischen Schiessplatzes kostenlos als Baugrundstück zur Verfügung. Dem damaligen Schweizer Architekturzeitgeist entsprechend, der grösste Sparsamkeit und die Vermeidung von jeglichem Luxus zum Ziel hatte, schuf Wegmann eine möglichst symmetrische Anlage in einem schlichten spätklassizistischen Stil, die einer Poststation nachempfunden war. Um ankommende und abfahrende Reisende klar zu trennen, entwarf er eine nördliche Ankunftshalle mit Gepäckausgabe und eine südliche Abfahrtshalle mit Empfangsgebäude. Beide Bahnhofteile bildeten zusammen einen «unechten» Kopfbahnhof und besassen je zwei Gleise; hinzu kam ein nicht überdachtes Rangiergleis in der Mitte. Die fünf Gleise führten noch einige Meter weiter bis in die Nähe des Limmatufers, wo sie sich in einer Drehscheibe vereinigten.
Einziger Schmuck des Empfangsgebäudes waren vier Medaillons an der limmatseitigen Fassade. Im Gegensatz zu anderen Bahngesellschaften tolerierte die Nordbahn die Akzentuierung der Anlage durch Türme, die in Deutschland und Frankreich häufig vorkamen, in der Schweiz aber als unnötige Zier galten. Mehrgeschossige Eckrisalite flankierten die von Arkaden geprägten Fassaden. Den Akzent in der Mitte setzte ein schlanker, alles überragender Dachreiter mit weitherum sichtbarer Bahnhofsuhr. Im Innern dominierte eine geräumige, breit gelagerte Vor- und Eingangshalle das Erdgeschoss. An der Westseite befanden sich der Wartesaal 3. Klasse, das Gepäckbüro und Dienstlokale, an der Ostseite die Wartesäle der 1. und 2. Klasse mit Gaststätte und Küche.

### Planung eines Neubaus
Auf Initiative des Unternehmers Alfred Escher fusionierte die Nordbahn am 1. Juli 1853 mit der Zürich-Bodenseebahn zur Schweizerischen Nordostbahn (NOB). Da die Fertigstellung der Strecke nach Romanshorn am Bodensee absehbar war, erwog die neue Bahngesellschaft den Bau eines grösseren Bahnhofs an einem anderen Standort. 1854 präsentierte das Technische Bureau der NOB unter der Leitung des Ingenieurs August von Beckh drei Vorschläge, die alle den Bahnhof möglichst nahe bei bestehenden Verkehrs- und Geschäftszentren (Schifflände, Poststation und Kaufhaus) platzieren würden. Der erste Vorschlag sah eine Zweigstrecke vom bestehenden Bahnhof entlang dem Fröschengraben (heutige Bahnhofstrasse) zu einem Güterbahnhof am Ufer des Zürichsees vor. Beim zweiten Vorschlag sollte der Hauptbahnhof unmittelbar am Seeufer stehen, ungefähr im Bereich des heutigen Bürkliplatzes. Der dritte Vorschlag umfasste einen Personenbahnhof beim Neumarkt (heute Paradeplatz) und einen Güterbahnhof am See. Am meisten Zuspruch bei der Stadtbevölkerung fand der zweite Vorschlag, zumal man von der wirtschaftlichen Bedeutung der Zürichseeschifffahrt überzeugt war.
In einem von der NOB in Auftrag gegebenen Gutachten rieten die Ingenieure Robert Wilke und Friedrich Busse davon ab, den Bahnhof in die Nähe des Sees zu verlegen. Sie waren der Auffassung, dass der Verkehr in Richtung Bern und Westschweiz in Zukunft viel bedeutender sein werde als jener seeaufwärts. Auf dieser Grundlage beschloss der NOB-Verwaltungsrat am 25. November 1854, den alten Standort beizubehalten. Von 1856 bis 1858 wurde der bestehende Bahnhof provisorisch ausgebaut, um die zusätzlichen Züge der mittlerweile fertiggestellten Bodenseebahn sowie der nach Aarau und Waldshut verlängerten Badener Linie aufzunehmen. Unter anderem entstanden westlich der Sihl weitere Anlagen für den Bahnbetrieb wie Hauptwerkstätte, Güterbahnhof, Remisen, Lagerhäuser und Zollamt. 1860 schrieb die NOB-Direktion einen öffentlichen Wettbewerb aus. Das Wettbewerbsprogramm erforderte einen Kopfbahnhof mit einer stützenfreien, 105 × 39 m grossen Bahnhofshalle. Es machte genaue Vorgaben der Anordnung der Räume für Personenverkehr und Bahnverwaltung. Daraufhin lud die Direktion vier renommierte Architekten ein: Johann Jakob Breitinger, Gottfried Semper, Ferdinand Stadler und Leonhard Zeugheer. Mit Ausnahme des Zürcher Staatsbauinspektors Johann Caspar Wolff sind die Namen der Preisrichter nicht bekannt.
Im Mai 1861 lagen die Projektentwürfe vor. Breitinger, der schon mehrere Bahnhöfe für die NOB und die Vereinigten Schweizerbahnen entworfen hatte, liess sich vom Pariser Gare de l’Est inspirieren: Grosse Bahnhofshalle mit Rundbögen und offen gezeigter Eisenkonstruktion des lang gestreckten Hallendachs. Semper orientierte sich an klassischen römischen Nutzbauten mit monumentaler Wirkung, wobei er die Stirnseite gegen die Limmat mit einer mächtigen Triumphpforte ausformen und die Eisenträger des Dachs mit einer Holzverschalung bedecken wollte. Dabei bezog er sich auf den von Carl Theodor Ottmer erbauten alten Braunschweiger Bahnhof. Stadler wollte die Bahnhofshalle mit einem mehrtürmigen Gebäudekomplex nach dem Vorbild englischer Bahnhofhotels jener Zeit ummanteln, während die Dachkonstruktion französisch geprägt sein sollte. Zeugheers Entwurf war zurückhaltend, nüchtern und streng symmetrisch, wobei er die Halle hinter Steinbauten versteckte. NOB-Chefarchitekt Jakob Friedrich Wanner erhielt die Wettbewerbspläne zur Verfügung gestellt und nutzte sie als Grundlage für sein eigenes Projekt, an dem er ab 1863 auf Empfehlung der Direktion zahlreiche Detailänderungen vornahm. Nach einer weiteren Begutachtung aller Entwürfe im Januar 1865 schloss sich der Verwaltungsrat einstimmig der Meinung Alfred Eschers an und entschied sich für Wanner. Am 24. August 1865 erteilte der Zürcher Stadtrat die Baubewilligung.

Pläne von Jakob Friedrich Wanner
Gestaltung der Fassade
Umgebungsplan
Grundriss
Fassadendetail

### Der Bahnhof von 1871

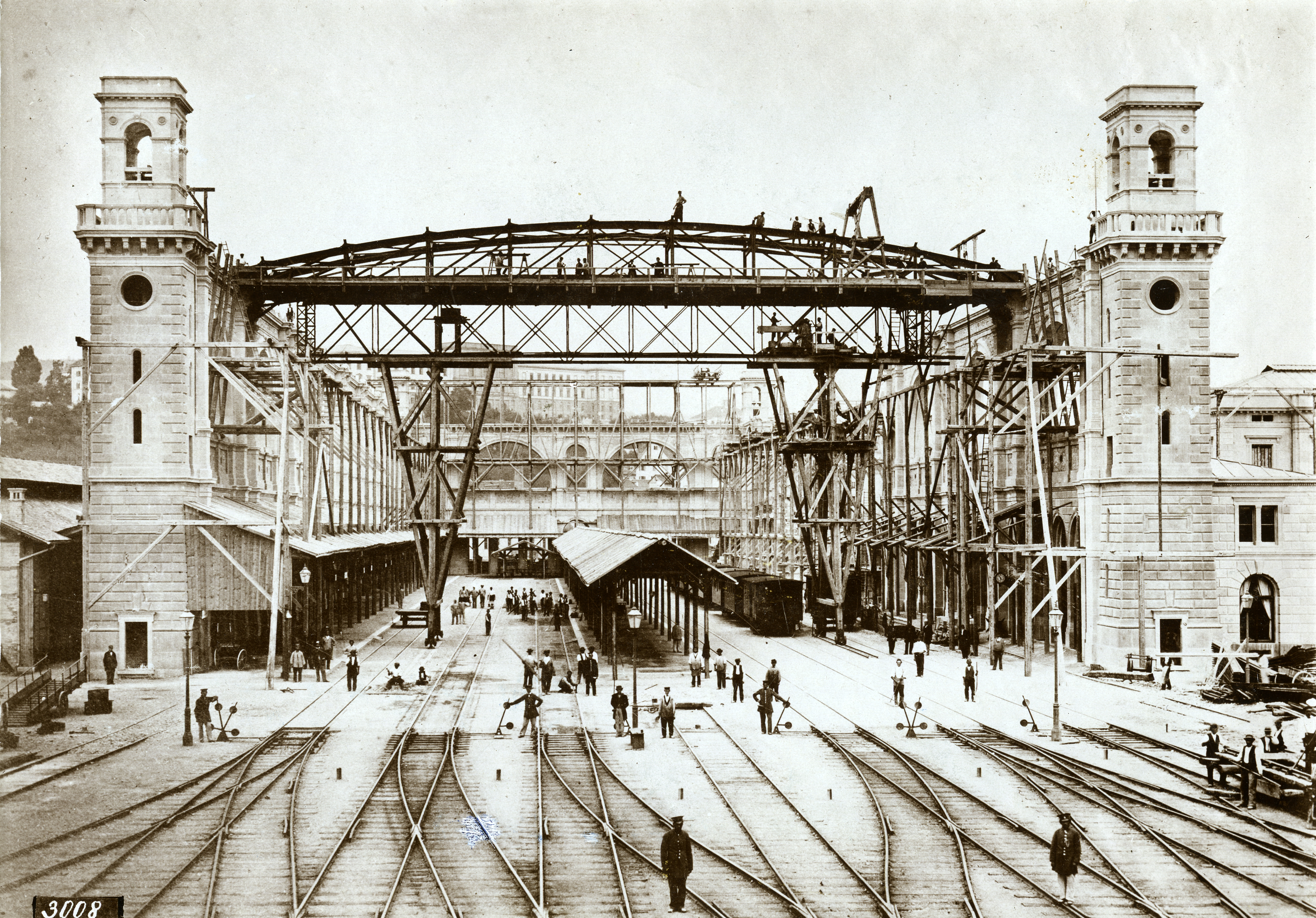
Bauarbeiten am neuen Bahnhof im Jahr 1870

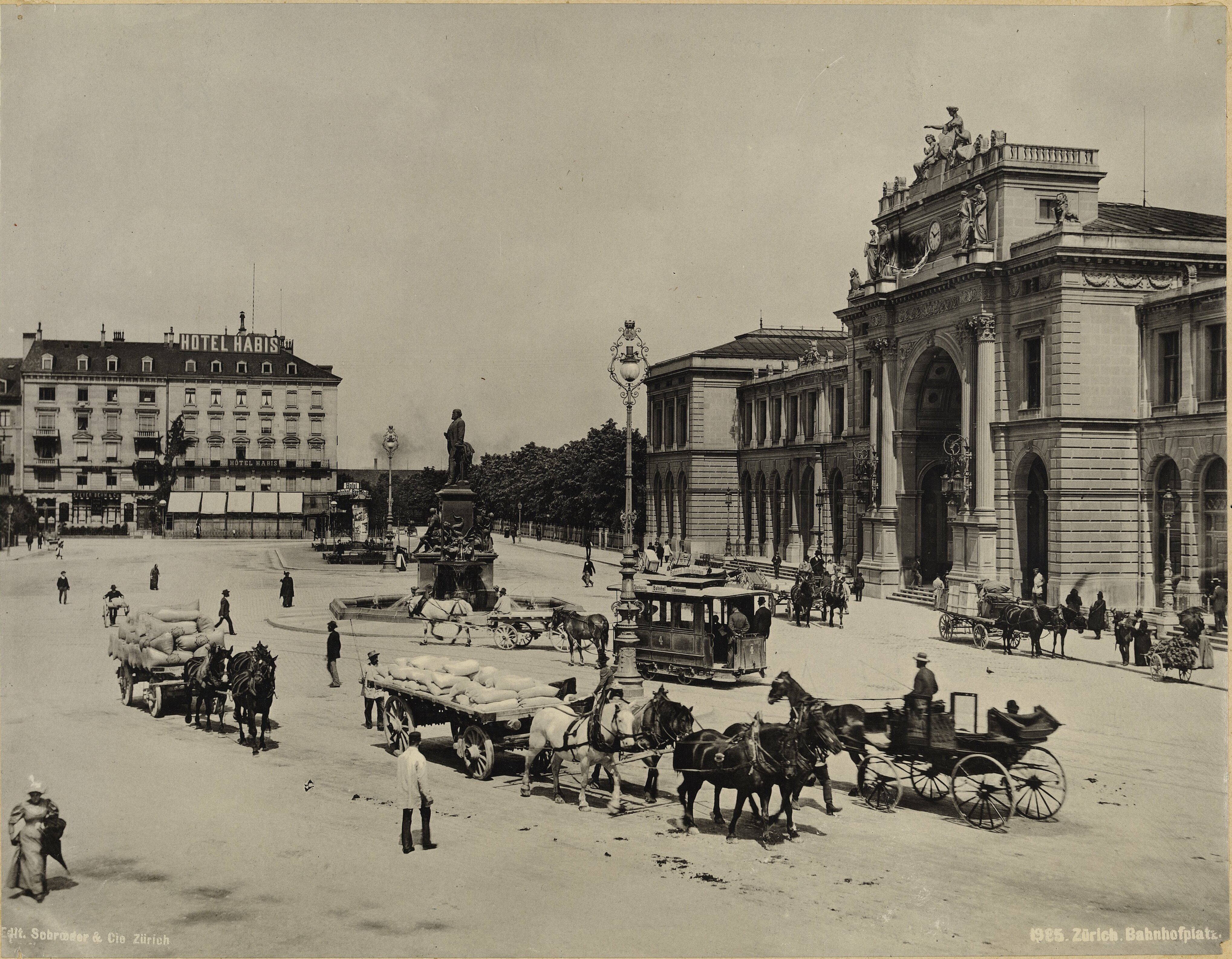
Bahnhofplatz mit Escher-Denkmal und Pferdetram (ca. 1890)

Wanners erster Entwurf von 1862 hatte sich noch an jenem von Zeugheer orientiert, danach liess er sich mehr von Semper inspirieren. Auch aus zahlreichen anderen Quellen schöpfte er, insbesondere während einer Studienreise nach Frankreich und Belgien in den Jahren 1863 und 1864, die er im Auftrag der NOB unternahm. Er schuf so einen architektonisch eigenständigen Bau, der in Gesamtdisposition, Organisation und Gestaltung überzeugte. Tatsächlich betonte Semper 1869 in der Deutschen Bauzeitung ausdrücklich, nichts mit dem endgültigen Entwurf des Bahnhofs zu tun zu haben. Wanner entwickelte seinen Entwurf aus der Gleishalle heraus, verlegte aber im Gegensatz zu Semper den Schwerpunkt der Anlage von der Stirn- auf die Längsseite am Bahnhofplatz. Ähnlich wie beim Pariser Gare du Nord stellte er vor die Halle einen breit gelagerten symmetrischen Baukomplex für Aufnahme und Abfertigung der Reisenden sowie für die Bahnverwaltung. Wie beim Brüsseler Gare du Midi gestaltete er den Haupteingang als Triumphpforte. Sie markiert das Ende der Bahnhofstrasse und bildet eine Art Stadttor in die Welt hinaus.
Die Bauarbeiten begannen im Oktober 1865. Während die Baumeister Jakob Diener und Christoph Hetzler die Maurer- und Steinhauerarbeiten ausführten, war Friedrich Ulrich für die Zimmerarbeiten zuständig. Hallenmauer und Flügelbauten am Bahnhofplatz waren Ende 1866 fertiggestellt. Nachdem 1867 ein provisorisches Stationsgebäude in Betrieb genommen worden war, begann der Abbruch des alten Bahnhofs, da er dem Südtrakt im Weg stand. Nach der Fertigstellung der Limmatfassade montierte Klett & Comp. aus Nürnberg die Hallenkonstruktion. 1868 deckte man die Bahnhofshalle ein, Ende 1869 war der Rohbau fertiggestellt. Der Innenausbau verzögerte sich aufgrund einer Cholera-Epidemie und eines Unfalls von Wanner, der sich bei einem Sturz ins Kellergeschoss ein Bein gebrochen hatte, sowie durch den Deutsch-Französischen Krieg. Schliesslich konnte der sechsgleisige Neubau am 15. Oktober 1871 dem Betrieb übergeben werden. Wie sein Vorgänger war er ein unechter Kopfbahnhof mit dem Aufnahmegebäude parallel zu den Gleisen. Den Grundriss hatte Wanner so organisiert, dass die Ströme der Reisenden klar gelenkt wurden. Vom Eingang gingen die Erst- und Zweitklasspassagiere nach rechts zu den Billettschaltern, die Drittklasspassagiere nach links. Über Korridore gelangten sie zum Restaurant oder zu verglasten Lichthöfen. Anschliessend folgten die nach Wagenklassen getrennten Wartesäle in Nähe der Perrons. Der Hauptausgang befand sich an der Stirnseite zur Limmat hin.
Der alte Bahnhof war relativ schlecht an die Stadt angebunden gewesen, entweder durch eine schmale Brücke über den Schanzengraben oder durch den seit 1662 bestehenden hölzernen Langen Steg über die Limmat. Stadtingenieur Arnold Bürkli ersetzte den Langen Steg 1863 durch die Bahnhofbrücke, 1864/65 entstand die zum See führende Bahnhofstrasse. Somit verfügte der neue Bahnhof von Anfang an über zeitgemässe Zufahrten. Ebenso war Bürkli für die Gesamtplanung des repräsentativen Bahnhofquartiers auf der ehemaligen Schützenwiese unmittelbar südlich des Bahnhofs verantwortlich. Während die dort nach einheitlichen Gestaltungsvorschriften errichteten Häuser zunächst vor allem Wohnzwecken dienten, entwickelte sich das Bahnhofquartier um 1880 zu einem noblen Geschäftsviertel. Der Bahnhof wirkte von der Kernstadt aus gesehen sehr weltstädtisch, hingegen wandelte sich die unmittelbar westlich gelegene Vorortsgemeinde Aussersihl zum Wohnort der unteren Bevölkerungsschichten. Entlang der Bahnstrecken und rund um die Betriebsanlagen entstanden ausgedehnte Industrieanlagen und ärmliche Wohnviertel, in denen die Einwohner auf engstem Raum lebten. Der starke soziale Kontrast zwischen den angrenzenden Stadtteilen blieb zum Teil bis zum frühen 21. Jahrhundert bestehen.

### Weitere Neubauplanungen

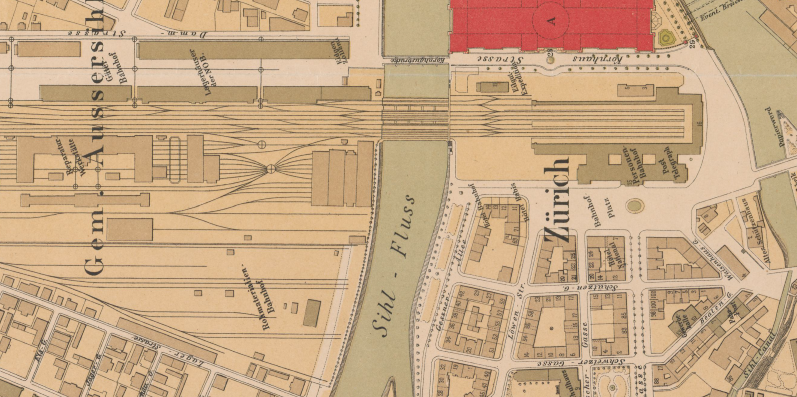
Bahnhof auf dem Projektplan der Schweizerischen Landesausstellung 1883

Schon bald nach der Eröffnung des neuen Bahnhofs plante die NOB dessen Erweiterung, da inzwischen mehrere zusätzliche Bahnstrecken nach Zürich gebaut worden waren oder bald hinzukommen würden. Die Anlage fand viel Anerkennung, hatte aber auch Mängel. So verhinderte der Erddamm der Winterthurer Linie, der nahe der Halle begann, einen Ausbau der Gleisanlagen. Der Damm war so steil, dass langen Zügen bis Oerlikon eine zweite Lokomotive vorgespannt werden musste. Ausserdem waren die Güterverkehrsanlagen ineffizient auf mehrere Standorte verteilt. Die NOB-Oberingenieure Robert Moser und Theodor Weiss erarbeiteten mit externen Fachleuten – darunter Robert Gerwig und Emil Hartwich – ein Projekt, das 1874 vorlag und die vollständige Trennung von Personen- und Güterverkehr vorsah. Wegen der Grossen Depression fehlte das Geld für die Umsetzung, ausserdem verhängte der Bundesrat nach dem Konkurs der Schweizerischen Nationalbahn ein zehnjähriges Bahnbaumoratorium. Schliesslich konnte 1894 nach zweijähriger Bauzeit der Aussersihler Viadukt eröffnet werden, der eine betrieblich deutlich bessere Streckenführung der Winterthurer Linie und die Anbindung der rechtsufrigen Zürichseebahn mit dem Lettentunnel ermöglichte.

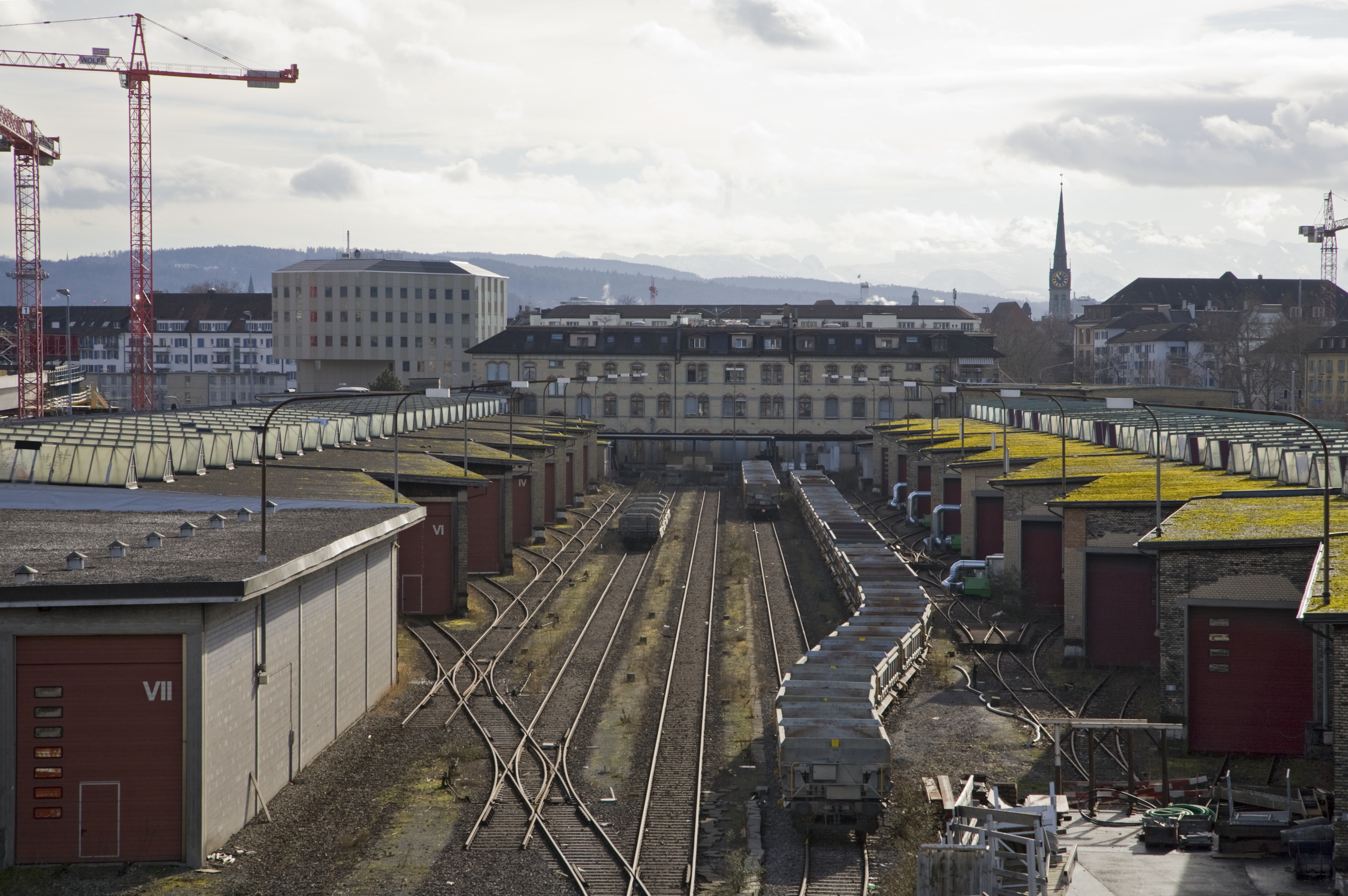
Ehemaliger Güterbahnhof im Jahr 2016, vor dem Abbruch

Nach der Eisenbahnkrise der 1870er-Jahre stiegen die Zugfrequenzen allmählich wieder an. Auch der Umfang des Personen- und Güterverkehrs nahm zu, sodass Wanners Bahnhof an seine Kapazitätsgrenzen stiess. Verschiedene Architekten und Ingenieure machten Ausbauvorschläge, die allesamt nicht verwirklicht wurden. Hartwich hatte bereits 1874 vorgeschlagen, die rechtsufrige Zürichseebahn auf einem Viadukt nördlich an der Bahnhofshalle vorbei zu führen. Alfred Chiodera propagierte 1888 einen weiter westlich auf der Höhe der Löwenstrasse gelegenen Reiterbahnhof. 1894 wollte Jacques Gros westlich der Sihl einen neuen Kopfbahnhof errichten, Heinrich Ernst hingegen 1896 einen Durchgangsbahnhof an der Langstrasse.
Als Folge der Eingemeindung mehrerer Vororte erhielt Zürich im Jahr 1893 zusätzliche Bahnhöfe. Der bestehende Bahnhof Zürich, der einzige auf dem ursprünglichen Stadtgebiet, wurde fortan Hauptbahnhof genannt. Im selben Jahr legte die NOB ein überarbeitetes Ausbauprojekt vor, das sich im Wesentlichen auf Gleisverschiebungen beschränkte und bei den Aktionären auf Widerstand stiess. Eine von Adolf Guyer-Zeller geleitete Finanzgruppe sicherte sich 1894 an der Generalversammlung die Stimmenmehrheit und tauschte die NOB-Direktion aus, die daraufhin das bisherige Projekt zu den Akten legte. Ein neues Projekt von 1895 brachte zwar betriebliche Vorteile, liess aber wesentliche städtebauliche Forderungen ausser Acht. Die NOB wollte den Personenbahnhof ans linke Sihlufer verschieben und das freiwerdende Areal spekulativ veräussern. Der Schenkungsvertrag von 1846 hatte jedoch festgelegt, dass das Gelände an die Stadt zurückfällt, sobald es nicht mehr für den Bahnbetrieb genutzt wird. Daraufhin war die NOB nicht mehr an einer Verlegung interessiert. 1897 eröffnete sie den Güterbahnhof Zürich an der Hohlstrasse, zwei Jahre später das Lokomotivdepot F im «Kohlendreieck».

### Oberirdische Erweiterungen

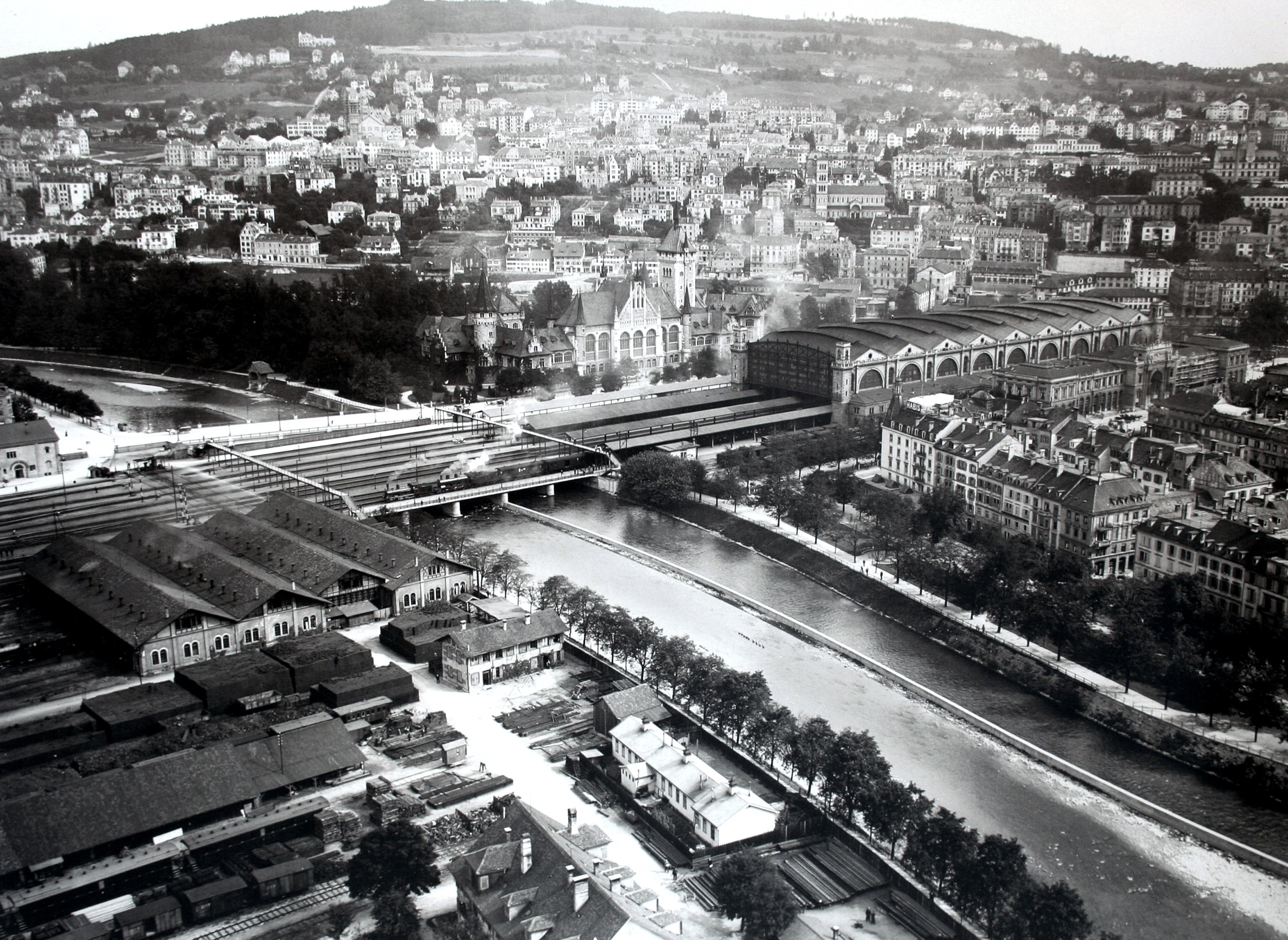
Luftbild von Ballonpionier Eduard Spelterini (1907)

Soldaten im Ersten Weltkrieg, zu sehen ist einer der 1930 abgebrochenen Ecktürme

Am 20. Februar 1898 nahmen die Schweizer Stimmberechtigten in einem fakultativen Referendum das «Bundesgesetz über die schweizerischen Bundesbahnen» an, das die Verstaatlichung der fünf grössten Privatbahnen vorsah, darunter der NOB. Das Gesetz führte zur Gründung der Schweizerischen Bundesbahnen (SBB), die ab 1. Januar 1902 für den Hauptbahnhof zuständig waren. Obwohl das Ende der NOB absehbar war, baute sie den Personenbahnhof von 1897 bis 1902 in zwei Etappen nach Plänen von Theodor Weiss um. Die sechs bestehenden Gleise in der Bahnhofshalle wurden einerseits auf die Höhe der Bahnhofstrasse verkürzt und mit einem breiten Kopfperron abgeschlossen, andererseits die Mittelperrons über die Sihl verlängert. Nördlich davon kamen ausserhalb der Halle zwei zusätzliche überdachte Mittelperrons mit je zwei Gleisen hinzu. An die Stelle der früheren Gepäckabfertigung entstand ein neuer Hauptausgang zum Bahnhofplatz. Wartesaal und Restaurant der 3. Klasse verlegte man vom Süd- in den neuen Nordosttrakt, wo sich auch die Bahnpost einrichtete. Die Gepäckabfertigung wiederum belegte die frei gewordene Fläche zwischen dem Kopfperron und dem Ausgang zum Bahnhofquai. Durch die Umgestaltung fiel die bisherige klare Lenkung der Reisenden weg. 1904 fügten die SBB an der Nordseite ein elftes Gleis hinzu.
Der umgebaute Bahnhof war nach nur anderthalb Jahrzehnten bereits wieder ausgelastet, weshalb die SBB 1916 ein «Generelles Projekt der Bahnhof-Erweiterung Zürich» vorlegten. Es wurde zwar nie realisiert, doch einzelne Elemente flossen in spätere Projekte ein, beispielsweise die Verlegung des gesamten Postverkehrs zur benachbarten Sihlpost im Jahr 1930. Eine von Stadt und Kanton Zürich eingesetzte Expertengruppe unter der Leitung von Karl Moser stand dem «generellen Projekt» kritisch gegenüber. Sie empfahl den Abbruch von Wanners Empfangsgebäude und präsentierte unaufgefordert zwei Neubauvarianten: einen Durchgangsbahnhof in Hochlage am bisherigen Standort und einen Kopfbahnhof monumentalen Ausmasses an der Löwenstrasse mit markant erweitertem Bahnhofplatz. Ebenso schlug sie die Heranführung der Sihltal-Zürich-Uetliberg-Bahn an den Hauptbahnhof vor – ein Vorhaben, das erst sieben Jahrzehnte später verwirklicht werden sollte.
1915 schrieb der Zürcher Stadtrat den Ideenwettbewerb «Gross-Zürich» aus, der zum Ziel hatte, die städtebauliche Planung auf eine fundierte Grundlage zu stellen. Aufgrund des Ersten Weltkriegs und der Spanischen Grippe verzögerte sich der Abgabetermin bis 1919. Einige der von den Teilnehmern untersuchten Fragestellungen betrafen auch die Neuorganisation des Bahnverkehrs. Beispielsweise planten die Wettbewerbssieger Konrad Hippenmeier und Albert Bodmer auf der Höhe der Löwenstrasse einen neuen U-förmigen Kopfbahnhof. Karl Moser brachte zusätzlich zu seinem früheren Vorschlag auch einen Nord-Süd-Durchgangsbahnhof westlich der Langstrasse ins Spiel, wobei das freiwerdende Bahngelände zu einer Prachtallee ausgebaut werden sollte. Keine der Ideen wurde weiterverfolgt, nicht zuletzt wegen des fehlenden Interesses der SBB.
Stattdessen entwickelten die SBB den bestehenden Standort unter der Leitung ihres Oberingenieurs Alexander Acatos weiter. Zwischen 1923 und 1927 elektrifizierten sie alle zum Hauptbahnhof führenden Strecken. 1924 lag ein weiteres Ausbauprojekt vor, das über einen Zeitraum von 15 bis 20 Jahren verwirklicht werden sollte. Es war so etappiert, dass die endgültige Entscheidung zwischen Kopf- oder Durchgangsbahnhof erst zu einem relativ späten Zeitpunkt getroffen werden musste. Das erste Vorhaben war das Lokomotivdepot G, das 1927 in Betrieb ging. 1929/30 wurden die Perrons um 125 m nach Westen verlängert, was den Bau mehrerer neuer Brücken über die Sihl erforderte. Darüber errichtete die Theodor Bell & Cie. eine mehrschiffige Gleishalle mit Platz für 16 statt wie bisher elf Gleise. Die Breite des Personenbahnhofs vergrösserte sich dadurch von 68 auf 122 m. Conrad Zschokke entwarf die zwischen Gleis- und Bahnhofshalle liegende Querhalle mit dem neuen Kopfperron, erschlossen durch einen Eingang von der Löwenstrasse her. Die neuen Bauwerke waren architektonisch bewusst schlicht gehalten, da sie nach spätestens zwei Jahrzehnten ersetzt werden sollten. Beim Umbau musste die Bahnhofshalle etwas verkürzt werden, weshalb sie die beiden westlichen Ecktürme einbüsste.

### Dauerprovisorium

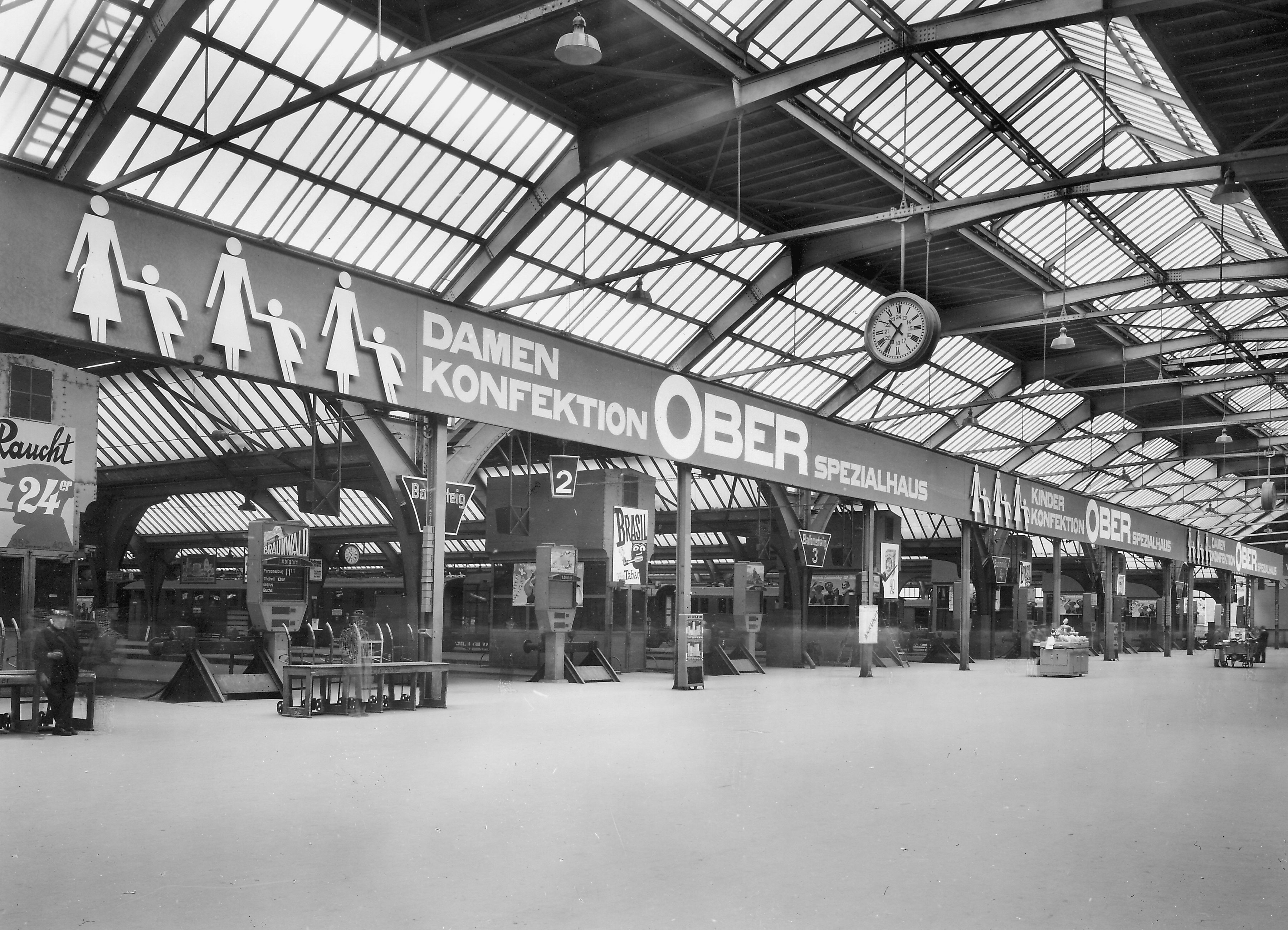
Quer- und Gleishalle (1939)

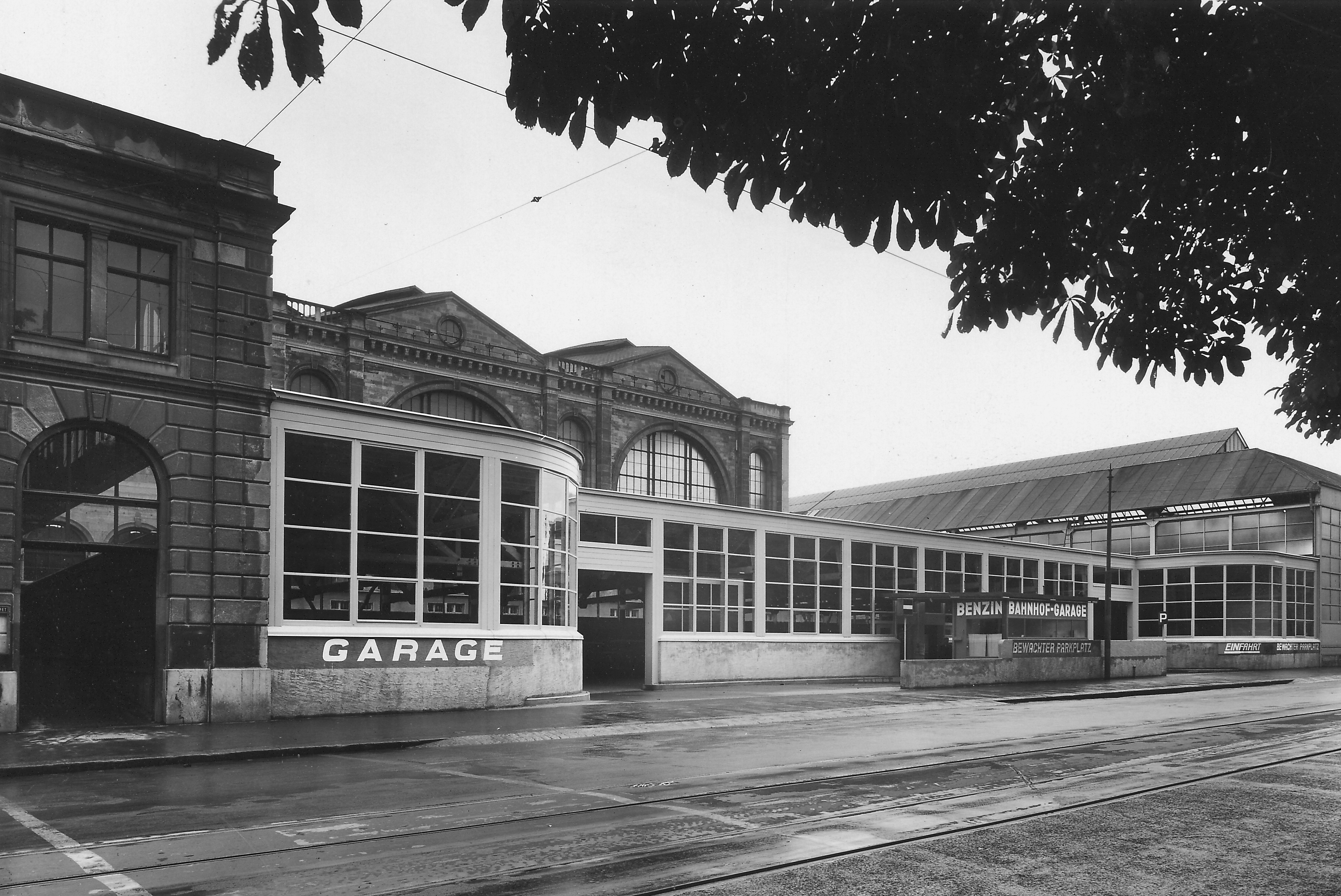
Autoeinstellhalle an der Museumstrasse

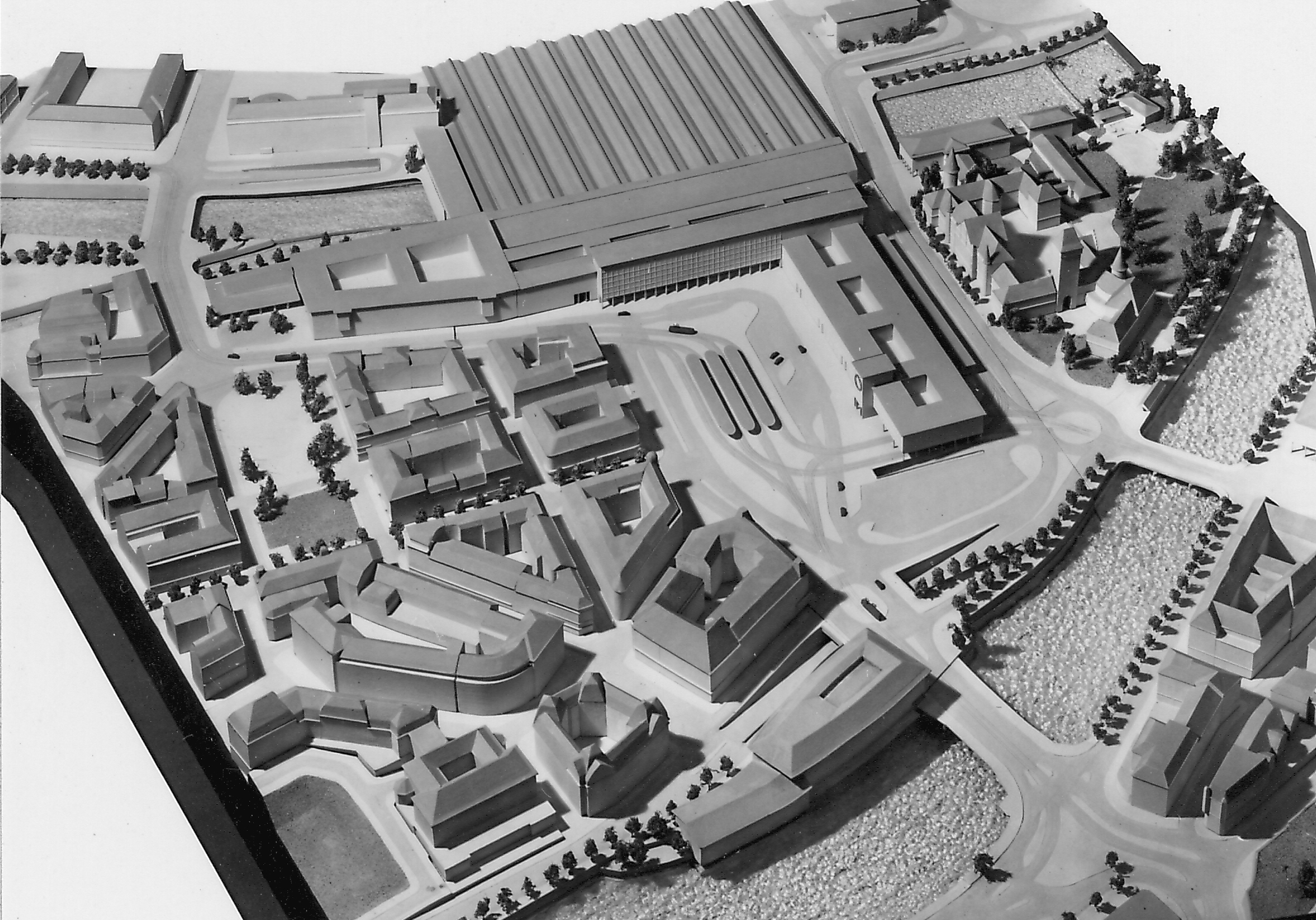
Architekturmodell des geplanten Neubaus 1947

Die Gleishalle und die Querhalle waren lediglich als Provisorien bis zum endgültigen Umbau des Hauptbahnhofs gedacht, bestehen aber bis heute. Als die Stadtbehörden im März 1931 von der SBB-Kreisdirektion III das endgültige Projekt vorgelegt erhielten, reagierten sie sehr kritisch, da keine ihrer zuvor geäusserten Wünsche bezüglich der Platzierung einzelner Betriebsteile berücksichtigt worden waren. Verschiedene Architekten liessen es sich währenddessen nicht nehmen, der Öffentlichkeit weitere hochfliegende Pläne zu präsentieren. Schliesslich entschieden sich die SBB dazu, alle Planungen fallenzulassen und den Umbau auf ein Minimum zu beschränken. Dazu gehörten neue Restaurants und Diensträume sowie ein einstöckiger Pavillon im frei gewordenen Teil der Bahnhofshalle, der Platz für verschiedene Dienstleistungen bot. Diese Arbeiten waren 1933 abgeschlossen. Zwei Jahre später kam auf der nicht mehr genutzten Fläche zwischen Bahnhofshalle und Museumstrasse eine Einstellhalle für Autos hinzu.
Das Projekt von 1924 war auf halbem Weg steckengeblieben. 1934 verzichteten die SBB definitiv auf den Bau eines Durchgangsbahnhofs und lösten ihr «Studienbureau für den Ausbau des Bahnhofs Zürich» auf. Dennoch blieben mehrere Probleme weiterhin bestehen. Das grösste war der Gepäcktransport, der ebenerdig erfolgte und die Passagierströme kreuzte. Die Billett- und Auskunftsschalter, Wartesäle und Toiletten waren zu klein oder ungünstig gelegen. Nachdem die Fahrgastfrequenzen während der Weltwirtschaftskrise gesunken waren, stiegen sie wieder rasch an, und die Hallengleise waren Mitte der 1940er-Jahre bereits wieder überlastet. Die Perrons waren seit dem Ausbau 350 m lang, effektiv nutzbar waren aber nur 280 m. Aufgrund der geringen Zuglänge mussten mehr Züge verkehren, was die Kapazität weiter einschränkte. Die Abstell- und Rangieranlagen waren zu klein, ungünstig gelegen oder zu weit auseinander. Ebenso waren die Einfahrgleise nicht nach den Verkehrsbeziehungen geordnet, und Güterzüge von und nach Oerlikon oder Meilen mussten gar eine Spitzkehre auf Gleis 9 machen.
1943 richteten die SBB ein neues Studienbüro ein. Nachdem es zwei Varianten eines Durchgangsbahnhofs geprüft und verworfen hatte, stellte es 1946 ein neues Kopfbahnhofprojekt mit 21 Gleisen vor. Das Empfangsgebäude wäre weiter im Westen gewesen, die Perrons wären 420 m lang geworden, und der Bahnhofplatz wäre vergrössert worden. Geplant war auch die direkte unterirdische Einführung der rechtsufrigen Zürichseebahn in den Hauptbahnhof, die 43 Jahre später in Form des Hirschengrabentunnels verwirklicht wurde. Entstehen sollte ein neues winkelförmiges, kommerziell nutzbares Empfangsgebäude – mit einem 30 m hohen Haupttrakt entlang der Sihl sowie einem Nebentrakt zwischen der Museumstrasse und dem verbreiterten Bahnhofplatz. Die SBB rechneten mit einer Bauzeit von bis zu 40 Jahren. Da dies der Stadt- und Kantonsregierung viel zu lang erschien, gaben die SBB beim Verkehrswissenschaftler Edmund Frohne ein Gutachten in Auftrag, das im September 1951 vorlag. Frohne war der Meinung, eine weitere Vergrösserung des Personenbahnhofs sei gar nicht erforderlich. Stattdessen sollten die Verkehrsströme entflochten werden, insbesondere durch einen Rangierbahnhof im Limmattal, die Neuordnung des Vorbahnhofs, ein modernes Stellwerk und den Bau einer zweiten Doppelspur nach Oerlikon. Das SBB-Rahmenprojekt von 1954 berücksichtigte seine Vorschläge weitgehend, und sie bildeten die Grundlage für alle Ausbauten der nächsten drei Jahrzehnte.

### Erste Expansion in den Untergrund

Entwicklung des Shopville
gelb: erste Etappe von 1970
grün: Erweiterung durch Neubau Bahnhof Museumstrasse (1990)
rot: Erweiterung durch Neubau Bahnhof Löwenstrasse (2014)

Durch die in den 1950er-Jahren einsetzende Massenmotorisierung begann sich die Verkehrssituation in der Umgebung des Bahnhofs massiv zu verschlechtern, weshalb die Stadtplaner danach strebten, die Strassen autogerecht auszubauen. Die Bahnhofbrücke wurde in den Jahren 1950 bis 1952 verbreitert, der Bahnhofquai 1952/53 unter der Achse Bahnhofbrücke/Bahnhofplatz in einen Tunnel verlegt. Zu diesem Zweck legte man einen schmalen Seitenarm der Limmat trocken und verband dadurch die Insel Papierwerd mit dem Festland. Das 1955 vorgestellte Projekt Zürcher Expressstrassen-Y forderte ein System von Autobahnen in der Innenstadt. Dabei wäre die Nationalstrasse 3 mit einem Viadukt über die Gleishalle des Hauptbahnhofs geführt worden. Zwar sah eine spätere Projektvariante einen Tunnel vor, doch scheiterte das Y letztlich an starkem politischen Widerstand.
1957 präsentierte der Berner Architekt Ernst Walter Ebersold das Projekt eines Durchgangsbahnhofs entlang der Sihl. Im Norden wäre die Zufahrt über das bestehende Bahnhofvorfeld erfolgt, im Süden über einen Anschluss an die Schleife der Bahnstrecke Zürich–Chur. Im Bahnhof waren vier Mittelperrons von doppelter Länge vorgesehen, die es erlaubt hätten, zwei Züge hintereinander aufzustellen. Das von den niederländischen Bahnhöfen Utrecht Centraal und Amsterdam Centraal bekannte Konzept hätte im neuen Bahnhof 16 Perronkanten ergeben. Der radikale Städtebauentwurf wurde als eine Nummer zu gross für Zürich empfunden und nicht weiterverfolgt.
Das städtische Tiefbauamt plante auch, alle rund um den Hauptbahnhof führenden Strassenbahnstrecken in Tunnel zu verlegen und eine Haltestelle sieben Meter unter dem Bahnhofplatz zu errichten. Diese viergleisige Tunnelstation war ein zentraler Bestandteil des Tiefbahn-Projekts, das Tunnelstrecken von insgesamt 21,15 km Länge vorsah. Die Tiefbahn scheiterte jedoch bei der städtischen Volksabstimmung vom 1. April 1962 recht deutlich mit 63,0 % Nein-Stimmen. Nur wenige Monate später verlangte eine Motion im Gemeinderat den Bau einer Fussgängerebene unter dem Bahnhofplatz. Ein entsprechendes Projekt lag bereits Ende Jahr vor, am 2. Februar 1964 wurde es in einer kommunalen Volksabstimmung deutlich angenommen. 1967 begannen die Bauarbeiten am Shopville. Vorrangiges Ziel dieser Ladenpassage war es, die Fussgänger unter den Bahnhofplatz zu verbannen und diesen ausschliesslich dem Strassenverkehr zu überlassen. Mit der Eröffnung am 1. Oktober 1970 war der Platz «fussgängerfrei» geworden, der Bahnhof und die Strassenbahnhaltestellen waren nur noch über Treppen und Rolltreppen erreichbar.
Im Shopville waren vorsorglich als Bauvorleistung die Mittelpfeiler und Seitenwände eines geplanten U-Bahnhofs erstellt worden. Kurz nach der Ablehnung des Tiefbahnprojekts hatten die Planungen für die U-Bahn Zürich begonnen, die von der scheinbar grenzenlosen Wachstumseuphorie der 1960er-Jahre geprägt waren. In der ersten Phase vorgesehen war eine Linie von Dietikon über den Hauptbahnhof nach Kloten, mit Zweigstrecken zum Flughafen Zürich und nach Schwamendingen. Nach anfänglichem Optimismus scheiterte das U-Bahn-Projekt (das mit dem Bau einer ebenfalls vorgesehenen S-Bahn verknüpft war) am 20. Mai 1973 bei Volksabstimmungen auf kantonaler und kommunaler Ebene ebenfalls deutlich. Diese Ablehnung war kein isoliertes Ereignis, denn im Zuge der Ölkrise von 1973 scheiterten alle damaligen Grossprojekte. Das Nein zur U-Bahn markierte einen Wendepunkt in der Zürcher Verkehrsplanung und führte allmählich zur Abkehr vom Prinzip der autogerechten Stadt.

### Die Bahnhofshalle entgeht dem Abbruch

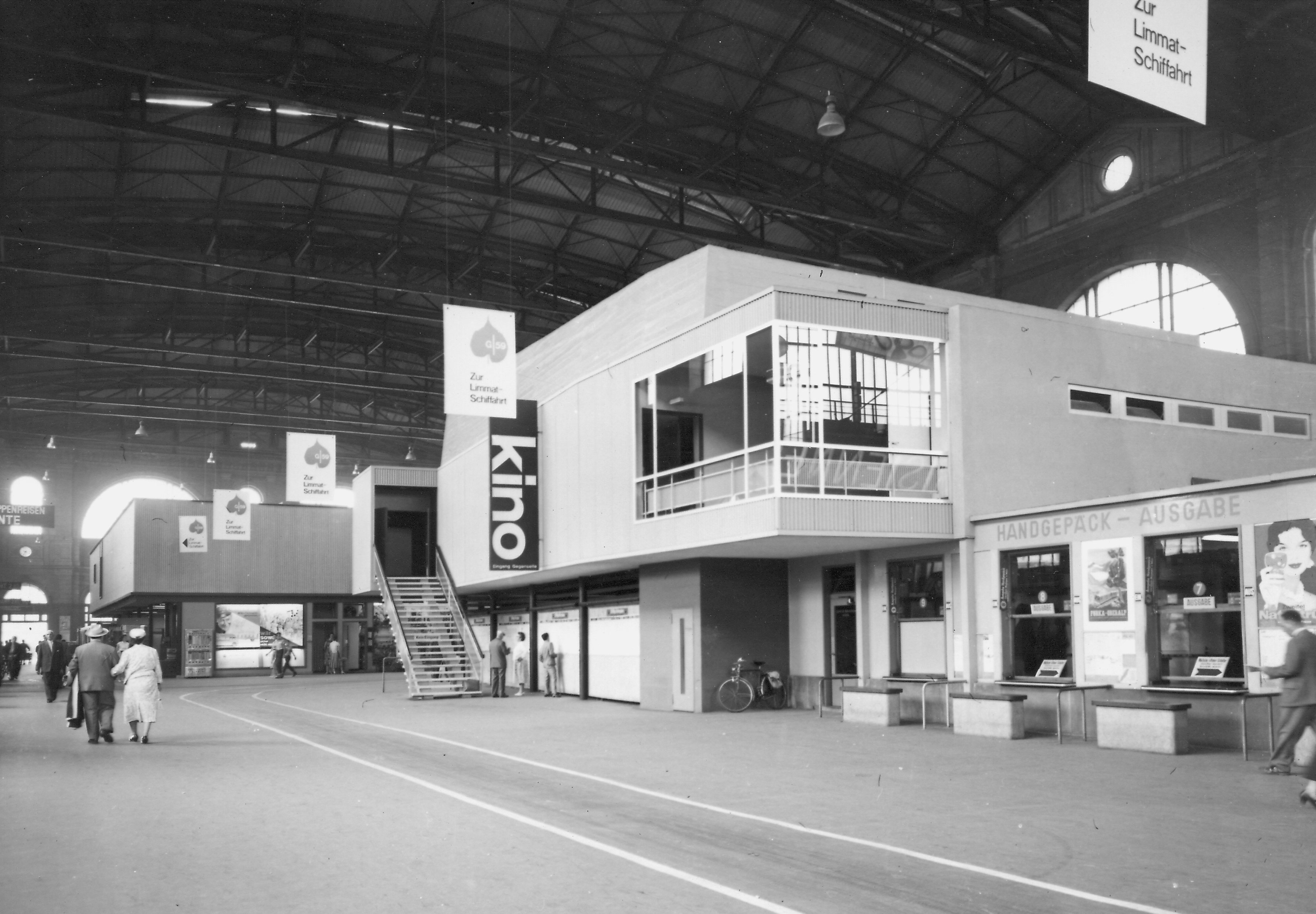
Pavillons in der Halle (1959)

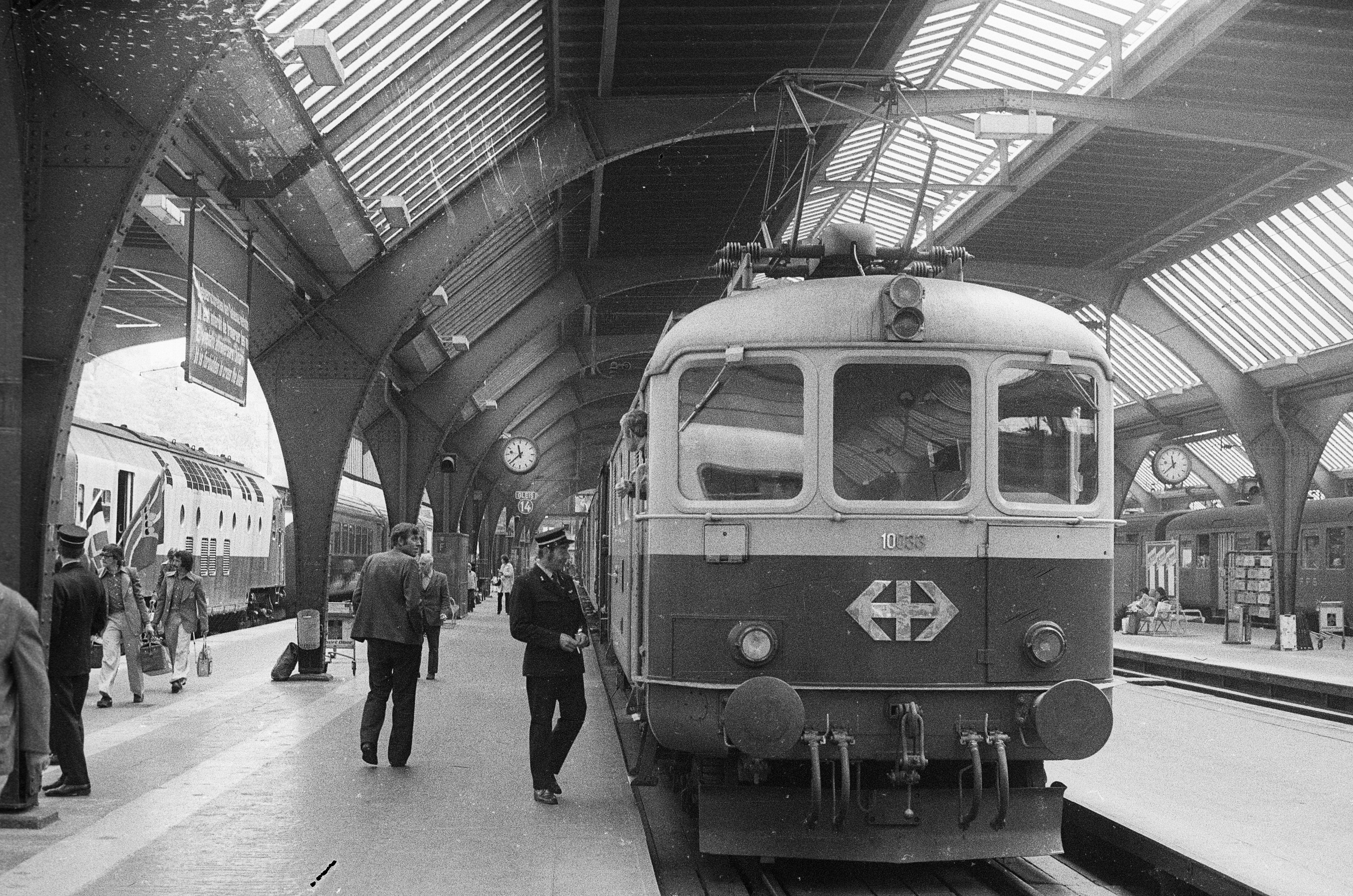
Lokomotive der Baureihe SBB Re 4/4 I (1975)

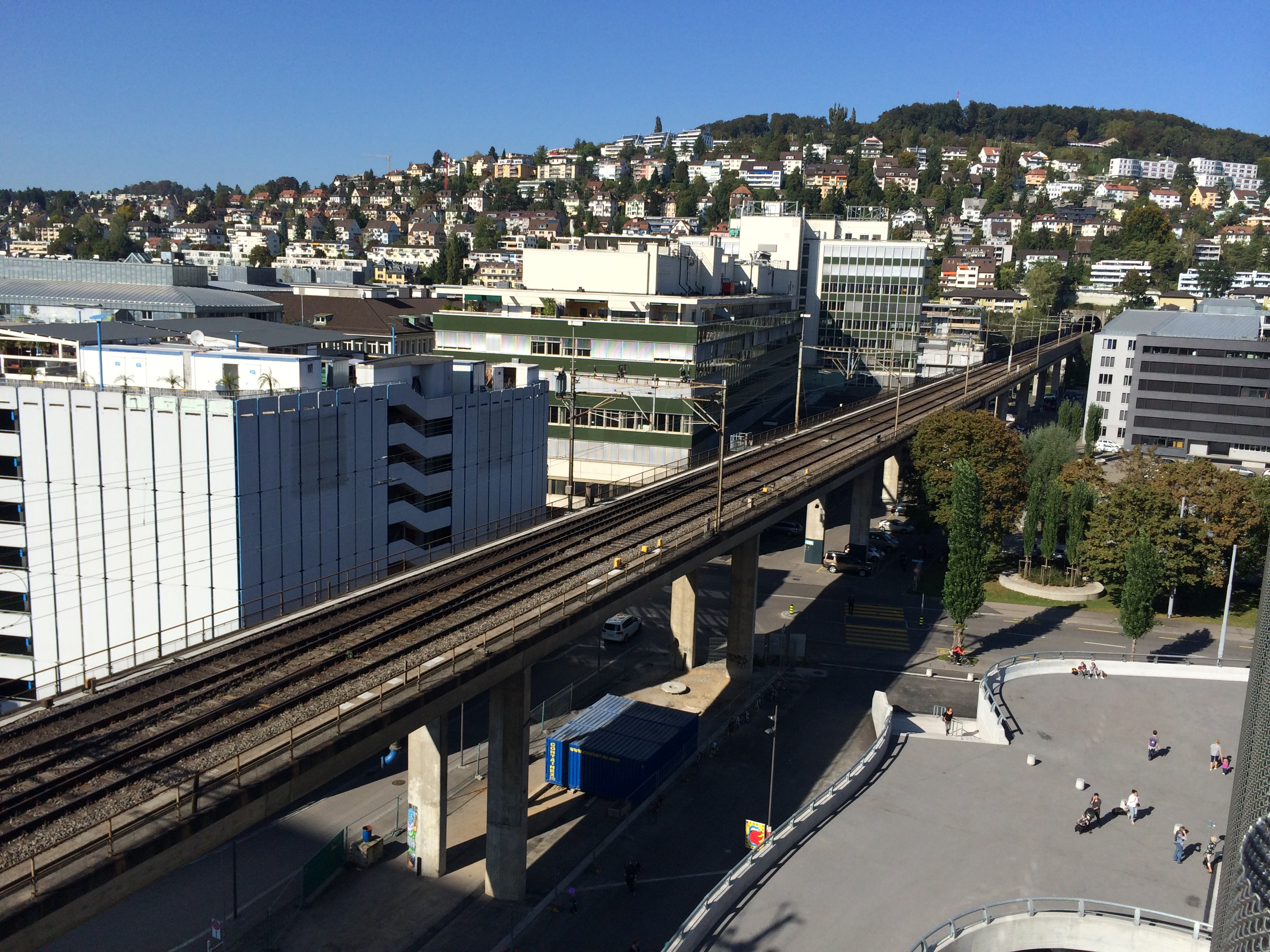
Der Hardturmviadukt zum Käferbergtunnel

Währenddessen setzten die SBB das Rahmenprojekt von 1954 um, wobei sich praktisch alle Arbeiten im Vorbahnhof oder noch weiter entfernt abspielten. Zahlreiche Teilprojekte wurden unter der Leitung des SBB-Hausarchitekten Max Vogt verwirklicht. Obwohl langfristig der Abbruch der Bahnhofshalle vorgesehen war, musste sie laufend den sich ändernden Anforderungen angepasst werden. Die Halle bot aber genügend Raumreserven für neu hinzukommende Dienstleistungen. 1958 entstanden darin zwei funktionale Pavillonbauten mit je zwei Stockwerken. Der östliche, von Max Vogt entworfene umfasste Gepäckzollamt, Fundbüro und Fahrradeinstellhalle. Im westlichen, einem Werk von Fedor Altherr, befanden sich die Auskunft und ein Kino, in dem in ständigen Wiederholungen Kurzfilme und Wochenschauen zu sehen waren. Ab 1959 mietete die Fluggesellschaft Swissair die Autoeinstellhalle an der Museumstrasse und richtete darin ein Reisebüro und einen Wartesaal ein; bis 1980 verkehrten vom Swissair Terminus aus Busse zum Flughafen Zürich. Die Einnehmerei, seit 1930 in einem eingeschossigen Anbau aus Holz untergebracht, benötigte mehr Platz. Deshalb entstand 1967 hinter der Nordwand der Bahnhofshalle ein zweigeschossiger Neubau, der aber nur als Provisorium gedacht war, da man weiterhin mit einem Neubau des mittlerweile verlottert wirkenden Bahnhofs rechnete.
Zu diesem Zweck bildeten SBB, Kanton und Stadt 1965 einen Arbeitsausschuss. Vier Jahre später schrieb die daraus entstandene Behördendelegation Regionalverkehr Zürich (RVZ) einen öffentlichen Ideenwettbewerb aus. Gefordert waren um 45 m verlängerte Perrons, ein Busbahnhof, 4000 Parkplätze und eine konsequente Ausrichtung auf kommerzielle Bedürfnisse. Den Wettbewerbsteilnehmern war es freigestellt, ob die Bahnhofshalle erhalten bleiben soll oder nicht. Die hochkarätig besetzte Jury umfasste 18 Preisrichter, fünf Stellvertreter und sechs Experten, darunter die Architekten Alberto Camenzind, Werner Stücheli und Karl Schwanzer. 57 eingegangene Entwürfe wurden im Januar 1971 öffentlich ausgestellt. Das Siegerprojekt «Bagage» von Max Ziegler basierte konsequent auf einem Raster von Sechsecken und umfasste zwei Türme für Hotel- und Büronutzung. Nur wenige Projekte wollten die Bahnhofshalle stehen lassen. Die Jury schrieb dazu: «Es hat sich gezeigt, dass die Einbeziehung des Altbaus in seiner Gesamtheit in die Neugestaltung ohne Beeinträchtigung der Anforderungen kaum möglich ist.» Allenfalls lasse sich der Einbezug von Fragmenten rechtfertigen.
Auf dieser Grundlage sollte ein Projektwettbewerb folgen, doch zuvor holte die RVZ eine Expertise bei Suter + Suter und Elektrowatt ein. Die Arbeitsgemeinschaft modifizierte Zieglers Entwurf an verschiedenen Stellen nach technokratischen Gesichtspunkten und rechnete mit einer Bauzeit von 20 Jahren. Kaum hatte sie im April 1973 ihre Arbeit abgeschlossen, folgten die Ablehnung des U-Bahn-Projekts und die Ölkrise, die allen Neubaudiskussionen ein abruptes Ende setzten. In der Zwischenzeit hatten die SBB begonnen, sich intensiver mit Fragen der Denkmalpflege zu beschäftigen. Das 1975 vom Europarat ausgerufene Europäische Denkmalschutzjahr, der wachstumskritische Zeitgeist und eine neue Wertschätzung historischer Bauten trugen ebenfalls zu einem Sinneswandel bei. Schliesslich wurde die Bahnhofshalle 1978 als Kulturgut von nationaler Bedeutung unter Schutz gestellt. Bereits im Herbst 1976 hatten umfangreiche Restaurierungsarbeiten begonnen, die bis zum Frühjahr 1980 dauerten. Sie betrafen weitgehend die Fassaden, während sie sich im Innern auf das Erstklassrestaurant im Südtrakt beschränkten. 1982 brach man den östlichen Pavillon in der Bahnhofshalle ab, um diesen Teil unterkellern zu können. Im neuen Keller fasste man die Lagerräume und Küchen der Gastronomiebetriebe von Candrian Catering zusammen. Anstelle des Pavillons belegten bald darauf neue provisorische Bauten die Fläche.
Ab 1. Juni 1980 ermöglichte die Flughafenlinie direkte Bahnverbindungen über Oerlikon zum Flughafen. Sie war zunächst nur eingeschränkt nutzbar, da alle Züge vom Hauptbahnhof aus über den Aussersihler Viadukt und durch den Wipkingertunnel verkehren mussten, die beide an ihre Kapazitätsgrenzen stiessen. Zwar stand seit dem 1. Juni 1969 auch der weiter westlich gelegene Käferbergtunnel zur Verfügung, dieser diente damals aber ausschliesslich dem Güterverkehr und konnte nur vom Bahnhof Altstetten her angefahren werden. Dies änderte sich zwei Jahre später, als die SBB am 23. Mai 1982 eine kurze Verbindungsstrecke zum Hardturmviadukt in Betrieb nahmen, der südlich an den Käferbergtunnel anschliesst. Am selben Tag wurden auch der Bahnhof Hardbrücke an der Nordseite des Gleisvorfelds eröffnet und der Taktfahrplan auf allen zum Hauptbahnhof führenden Linien eingeführt (auf der rechtsufrigen Zürichseebahn bestand er isoliert seit 1968).

### S-Bahn und SZU-Bahnhof
Bei den Debatten vor den U-Bahn-Volksabstimmungen von 1973 hatte sich gezeigt, dass eine S-Bahn weitgehend unbestritten gewesen wäre, wenn über sie separat hätte abgestimmt werden können. Das kantonale Tiefbauamt nahm die Detailplanungen deshalb umgehend wieder auf. Am 29. November 1981, drei Jahre nach der Genehmigung durch den Zürcher Kantonsrat, befürworteten die Stimmberechtigten des Kantons Zürich den Bau der S-Bahn Zürich mit einem Ja-Anteil von 73,8 %. Das Projekt umfasste den Hirschengrabentunnel vom Hauptbahnhof nach Stadelhofen und den daran anschliessenden Zürichbergtunnel nach Stettbach, mit Anschluss an die bestehenden Strecken in Dietlikon und Dübendorf. Der Spatenstich an der S-Bahn-Stammstrecke fand am 17. März 1983 an der Zollstrasse statt. Dort musste das 1863 erbaute Eilgutgebäude dem späteren Tunnelportal weichen.

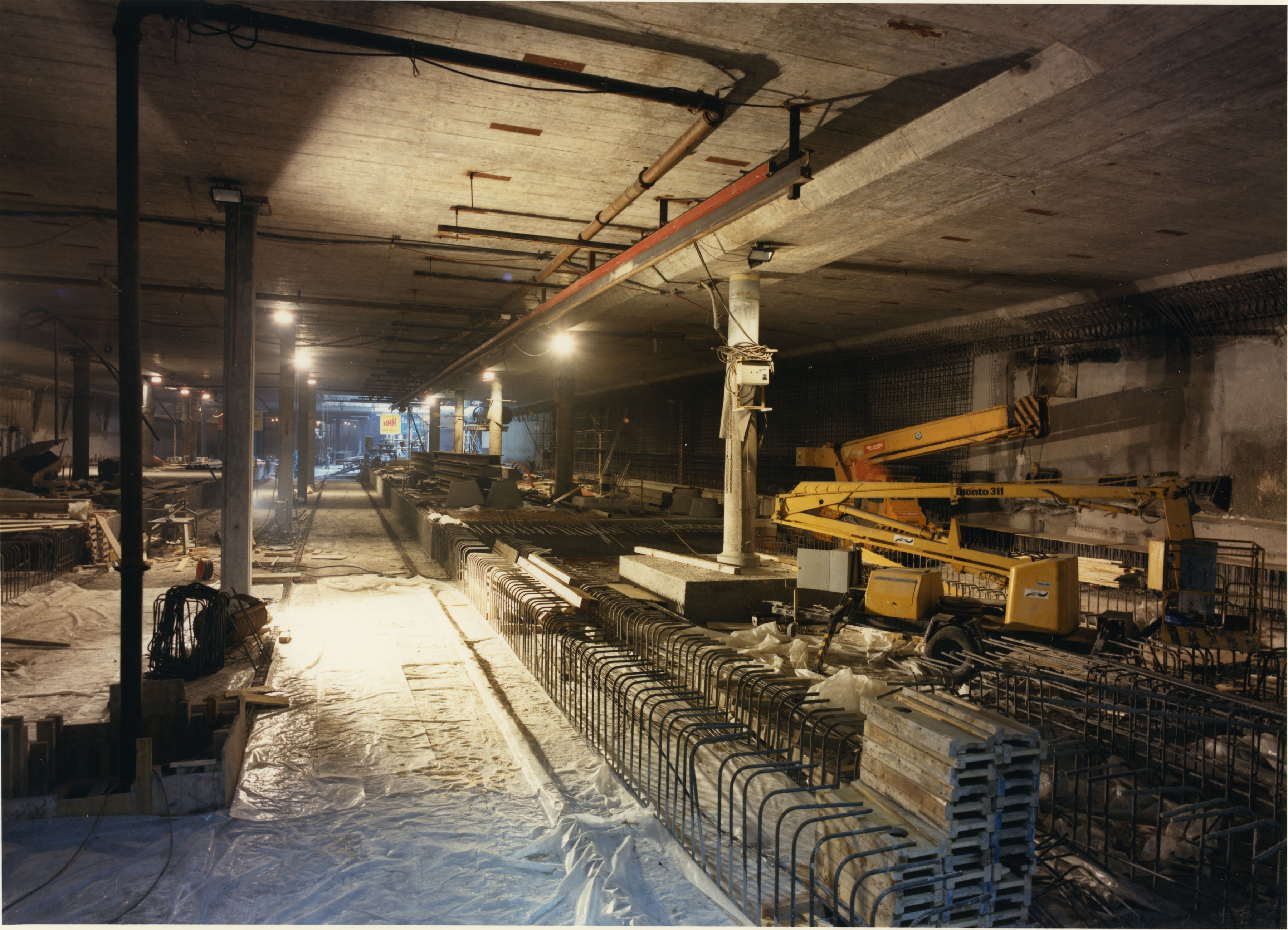
Baustelle des Tiefbahnhofs Museumstrasse (1987)

Unter der Museumstrasse entstand der S-Bahnhof, für dessen Planung das Architektenehepaar Robert Haussmann und Trix Haussmann-Högl sowie Hansruedi Stierli zuständig waren. Mittels Deckelbauweise erstellten die Arbeiter zuerst die Schlitzwände und betonierten danach die Tragdecke direkt auf dem Boden. Diese Arbeiten konzentrierten sich zunächst auf der Seite Landesmuseum, danach in der Strassenmitte. Für die dritte Phase mussten die beiden nördlichsten Gleise und ein Teil des Daches vorübergehend entfernt werden. Die dort haltenden Züge nutzten ab 3. Juni 1984 zwei provisorische Gleise auf dem Eilgutareal. Das abgelegene Provisorium erhielt den Spitznamen «Bahnhof Nebenwil» und blieb bis zum 29. September 1985 in Betrieb. Unter dem fertiggestellten Deckel begann im Juli 1985 der Aushub. Ab November 1985 stand ein 600 m langes Förderband zur Verfügung, um das Erdreich abzutransportieren und es im provisorischen Bahnhof auf Güterzüge zu verladen. Zur Unterquerung der Sihl kam ebenfalls die Deckelbauweise zur Anwendung. Dabei schloss man für die Dauer der Arbeiten in drei Etappen die fünf Durchlassöffnungen mit Spundwänden. Unmittelbar westlich davon, parallel zum Fluss, errichtete man als Bauvorleistung Wände und Deckel eines allenfalls später zu bauenden Strassentunnels. Die gedeckte Rampe zum Tunnelportal entstand in einer offenen Baugrube. Am 28. Mai 1989 erfolgte eine Teileröffnung des Tiefbahnhofs Museumstrasse für die Regionalzüge nach Rapperswil und Bülach.
Die SBB rechneten mit einem markanten Fahrgastzuwachs. Um die künftigen Passagierströme bewältigen zu können, wurden die Perrons in der Gleishalle von 7,5 auf 9,9 m verbreitert. Platz dafür konnte durch die Aufhebung der schmalen Gepäckperrons zwischen den Gleisen gewonnen werden. Als Ersatz entstanden an den Bahnsteigenden gläserne Aufbauten mit Gepäckliften, mit denen die Karren in ein neues Sortierzentrum im Untergeschoss gelangen. Gleichzeitig erhöhte man die Perrons von 25 auf 55 cm.  Ebenso erstellte man Zugänge hinunter zur Unterführung zwischen Kasernenstrasse und Sihlquai. Sie war bereits 1930 von der Stadt errichtet worden, bisher aber nicht an den Bahnhof angeschlossen gewesen. Unter der Bahnhofshalle entstand als Erweiterung des Shopville eine weitläufige Verteilerebene mit H-förmigem Wegnetz, ebenfalls vom Architektenpaar Haussmann entworfen. Im Mai 1988 riss man sämtliche Bauten in der Halle ab, darunter das seit 1985 geschlossene Kino. Erstmals überhaupt war die historische Bahnhofshalle komplett leer.

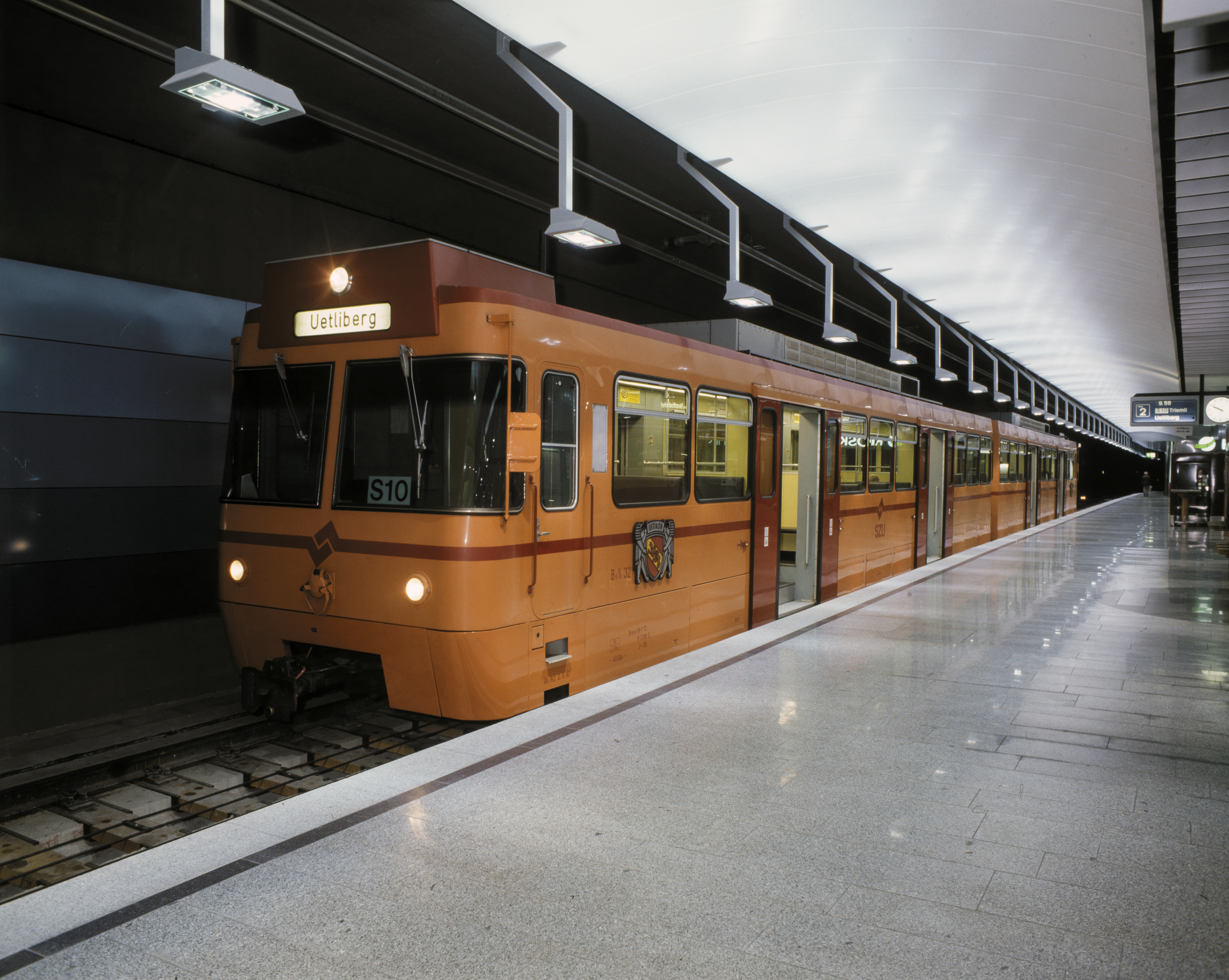
Ein SZU-Zug wartet im neuen Kopfbahnhof (1990)

Ein weiteres bedeutendes Projekt war die Anbindung der Sihltal-Zürich-Uetliberg-Bahn an den Hauptbahnhof. Die Strecken vom Uetliberg und vom Sihltal her endeten seit 1875 bzw. 1892 im peripher gelegenen Kopfbahnhof Selnau. Nachdem die Planer zunächst eine kurze Variante mit einer Endstation unter dem Fluss vor der Sihlpost erwogen hatten, entschieden sie sich für den teilweise erstellten, deutlich besser platzierten und nie genutzten U-Bahnhof unter dem Shopville. Am 27. Februar 1983 genehmigten die Stimmberechtigten des Kantons Zürich das Projekt mit einem Ja-Anteil von 67,5 %. Die Neubaustrecke verläuft zum grossen Teil unmittelbar unter der Sihl. Während der Bauarbeiten legte man mit Spundwänden das Flussbett trocken, um in einer offenen Baugrube den Tunnel zu graben und zu betonieren. In der Endstation mussten zweieinhalb zusätzliche Meter ausgehoben werden, damit die Züge der SZU Platz fanden. Zweieinhalb Jahre nach dem Spatenstich am 4. März 1986 war der Rohbau im Herbst 1988 fertiggestellt. Für die Gestaltung des Kopfbahnhofs waren die Innenarchitekten Keller, Bachmann und Partner zuständig. Die SZU-Verlängerung wurde am 5. Mai 1990 eröffnet, drei Wochen später folgte am 27. Mai die vollständige Inbetriebnahme des S-Bahnhofs Museumstrasse und der S-Bahn Zürich.
Im Zuge des S-Bahn-Baus war 1983/84 der Nordosttrakt der Bahnhofshalle abgebrochen worden, wobei man die Steine für den geplanten originalgetreuen Wiederaufbau einlagerte. Die SBB-Führung änderte jedoch ihre Meinung, und Generaldirektor Hans Eisenring präsentierte im August 1986 Pläne für einen völlig neuen Trakt mit Bahnreisezentrum. Er war der Meinung, man müsse zeitgenössischen Architekten eine Chance geben, und der Erhalt «mittelmässiger Architektur» sei Maskerade. Mit dieser Aussage löste er bei Denkmalschützern und Politikern einen Sturm der Entrüstung aus. Das Bundesamt für Verkehr stellte sich auf die Seite der SBB und genehmigte im Oktober 1987 das Projekt des Architekten Ralph Baenziger. Der Schweizer Heimatschutz reichte beim Bundesrat eine Beschwerde ein. Dieser lehnte sie im Sommer 1990 ab. Immerhin konnten die Beschwerdeführer einen Teilerfolg erringen: die Rekonstruktion des Restaurants für Drittklassfahrgäste und des ehemaligen Posttors. Die SBB sowie die Stadt- und Kantonsbehörden hatten sich ausserdem darauf geeinigt, den First tieferzulegen und das Attikageschoss zurückzuversetzen, damit das Gebäude weniger wuchtig wirkt. Nach fünfjähriger Bauzeit konnte der neue Nordosttrakt im Oktober 1996 feierlich eröffnet werden. Die alten Steine waren 1994 entsorgt worden.

### Zweite Durchmesserlinie

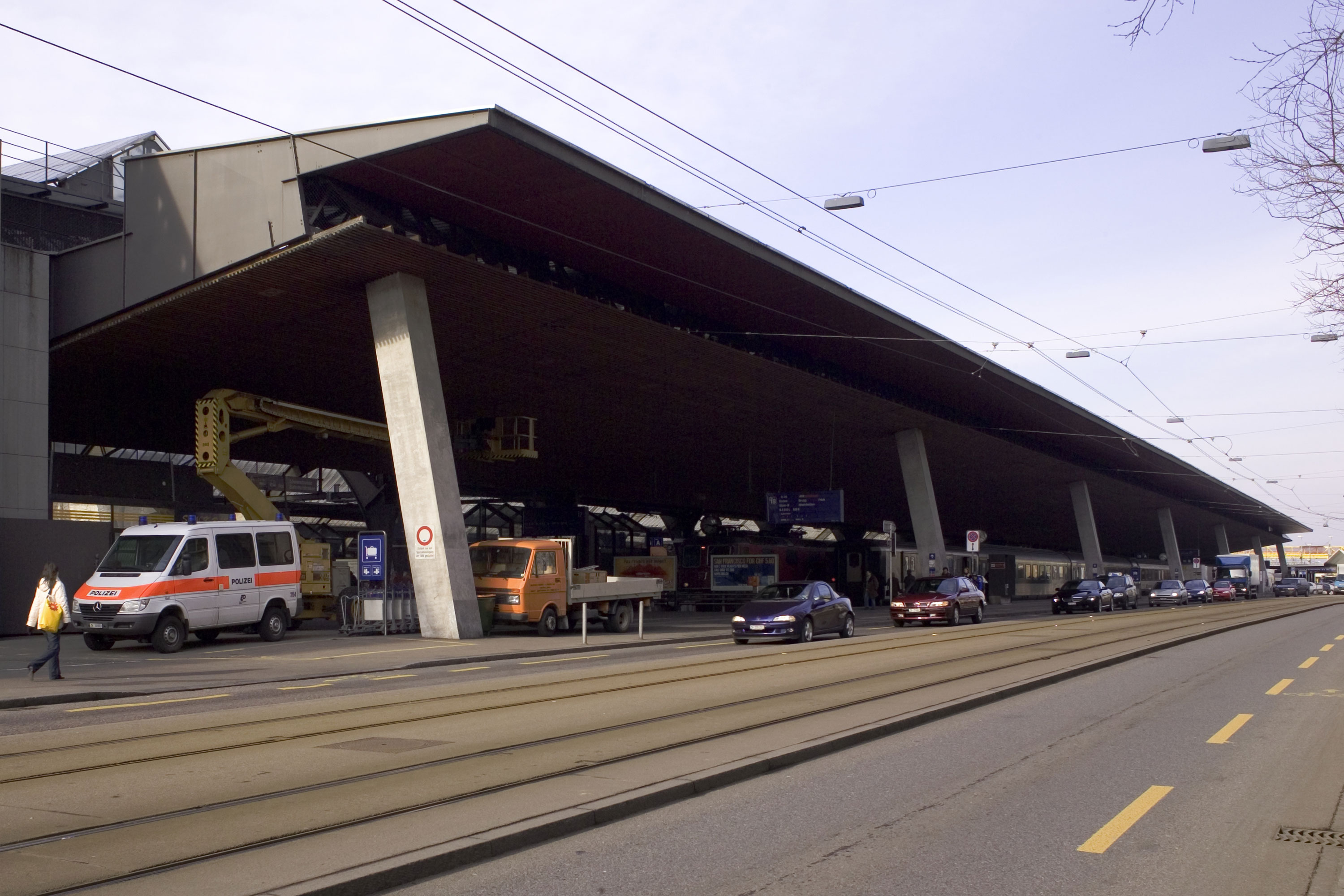
Schrägdach an der Nordseite der Gleishalle (2005)

In den Jahren 1988 bis 1992 wurde der Südtrakt der Bahnhofshalle restauriert. 1992 erhielt der Bahnhofplatz nach knapp einem Vierteljahrhundert wieder Fussgängerstreifen, sodass Passanten von der Bahnhofstrasse her durch die Triumphpforte schreiten können, ohne ins Shopville hinunter gehen zu müssen. 1995/95 folgten weitere Restaurierungen im Südtrakt. Am 8. August 1997 feierten die SBB das 150-jährige Bestehen des Hauptbahnhofs. Zu diesem Zweck verlegten Arbeiter für die Dauer des Festwochenendes ein provisorisches Gleis in die Bahnhofshalle hinein, von wo aus historische Sonderzüge nach Baden und zurück verkehrten. Zum Einsatz gelangte dabei ein fünfzig Jahre zuvor konstruierter Nachbau der SNB D 1/3, der ersten Lokomotive der Schweiz. Rechtzeitig auf das Jubiläum hin konnte ein weiteres Bauprojekt abgeschlossen werden. Die Gleishalle erhielt in den Jahren 1995 bis 1997 auf beiden Seiten Schrägdächer auf geneigten Betonstützen, entworfen vom Architekturbüro Meili, Peter & Partner (unterstützt durch Kaschka Knapkiewicz und Alexander Fickert). Sie ersetzten unansehnlich wirkende Provisorien aus rotem Stahl und grünem Blech. Die Architekten betonten, sie wollten mit diesem auffälligen Eingriff den Bahnhof zur Stadt hin öffnen und beide Längsseiten gleichberechtigt erscheinen lassen.
1997 schrieben die SBB den viergleisigen Ausbau der Zufahrt vom Bahnhof Wipkingen her aus. Für jene S-Bahn-Linien, die nicht durch den Tiefbahnhof führen, sollte ein Flügelbahnhof bei der Sihlpost errichtet werden. Diese Pläne stiessen bei Stadt- und Kantonsbehörden auf Kritik. Sie störten sich vor allem daran, dass Flügelbahnhof und Bahnhof Museumstrasse bis zu 850 m auseinander liegen würden. 1998 organisierte sich die Bevölkerung der Stadtkreise 5 und 10 im Komitee «Verrückt das Viadükt», um sich gegen den Ausbau des Aussersihler Viadukts zur Wehr zu setzen. Nachdem rund 220 Einsprachen eingegangen waren, versprachen die SBB, Alternativen zu prüfen. Aus eigenem Antrieb präsentierte das Büro Steiger und Partner im Oktober 1998 eine Projektstudie für einen zweiten Durchgangsbahnhof. Eine im Mai 1999 vom Verkehrs-Club der Schweiz (VCS) eingereichte kantonale Volksinitiative, die Unterstützung aus allen politischen Lagern erhielt, verlieh der Idee zusätzlichen Schub. Im November 2000 präsentierten die SBB einen Gegenvorschlag, der weit über die Forderungen der Initiative hinausging: Die Durchmesserlinie Altstetten–Zürich HB–Oerlikon sollte nicht nur dem S-Bahn-Verkehr dienen, sondern auch zusätzliche Kapazitäten für den Fernverkehr schaffen. Der Kantonsrat genehmigte das Vorhaben oppositionslos mit 142:0 Stimmen, die kantonale Volksabstimmung am 23. September 2001 ergab eine Zustimmung von 81,9 %. Der politisch unerwünschte Flügelbahnhof wurde trotzdem gebaut, jedoch als Provisorium für die Dauer der Bauarbeiten an der Durchmesserlinie. Er befand sich zwischen Gleishalle und Sihlpost auf der Höhe der Kasernenstrasse. Ab 12. Juni 2002 umfasste der «Bahnhof Sihlpost» zunächst zwei und ab 12. Dezember 2004 vier Gleise mit den Nummern 51 bis 54. Sie lagen an zwei gedeckten Mittelperrons von 340 m Länge, auf denen Pavillons standen. Hier fuhren S-Bahnen und Fernverkehrszüge auf der linksufrigen Zürichseebahn ab.

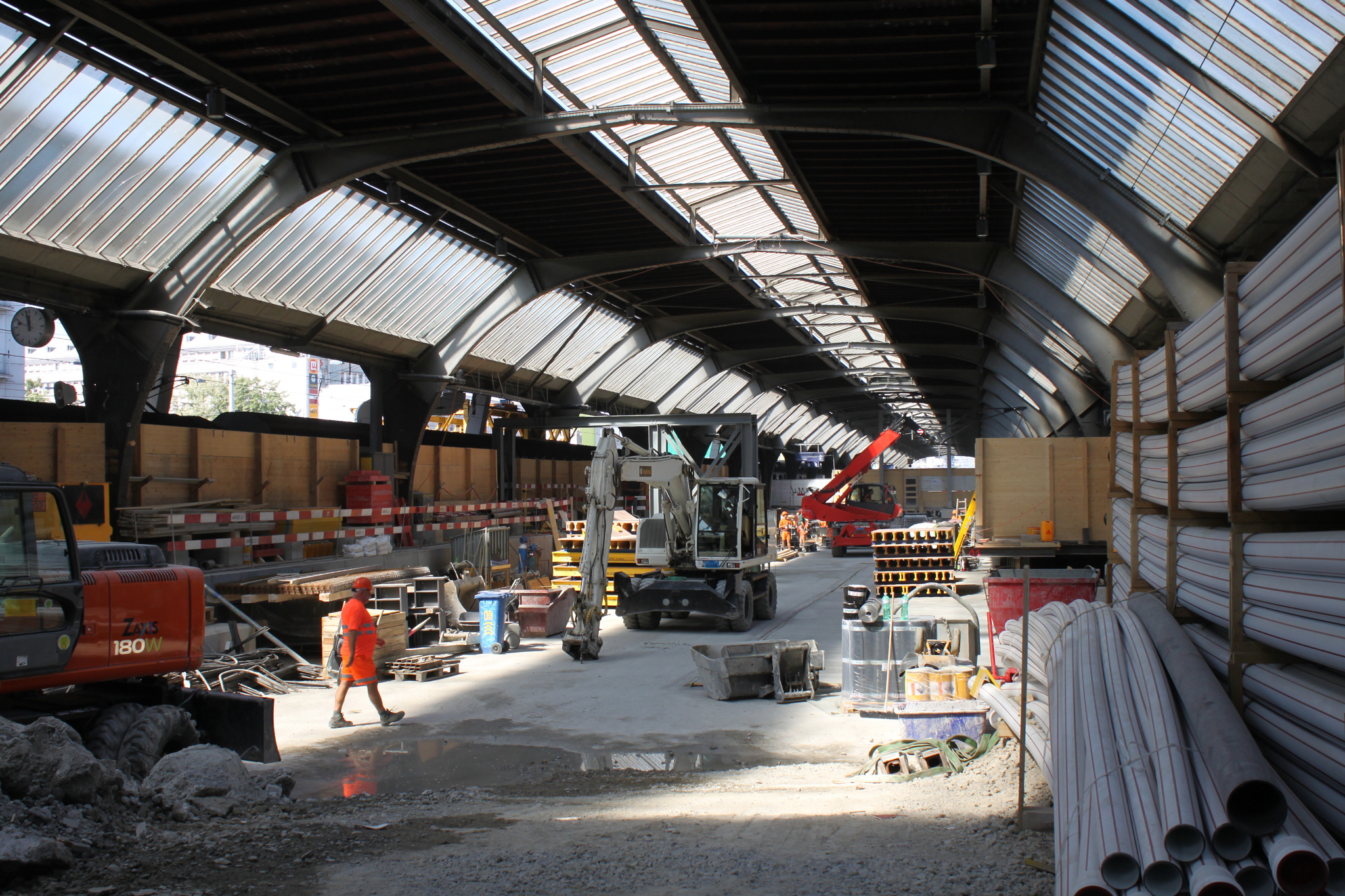
Bauarbeiten an der Durchmesserlinie (2009)

Ebenfalls 2002 fand ein Architekturwettbewerb für den Durchgangsbahnhof Löwenstrasse statt, den Jean-Pierre Dürig gewann. Die eigentlichen Arbeiten an der Durchmesserlinie begannen zwar erst im September 2007, doch bereits fünf Jahre zuvor fuhren am Hauptbahnhof Baumaschinen auf. Bis Ende 2004 verlängerte man die Perrons des oberirdischen Kopfbahnhofs; dabei betonierte man auch gleich Decken, Aussenwände und Stützen des westlichen Teils des Durchgangsbahnhofs. Von 2005 bis 2008 wurde die Passage Sihlquai von 10 auf 35 m verbreitert und deutlich erhöht. Ausserdem stellte man den zwei Jahrzehnte zuvor teilweise errichteten Strassentunnel neben der Sihl im Rohbau fertig. Durch diesen konnte anschliessend das gesamte Aushubmaterial zur Verladeanlage an der Zollstrasse transportiert werden. Wie schon beim Bahnhof Museumstrasse musste auch beim Bau des Durchgangsbahnhofs Löwenstrasse die Sihl in drei Etappen durch das Schliessen der Durchlassöffnungen trockengelegt werden, damit darunter ein Hohlraum ausgebaggert werden konnte. Die Anlage musste nicht nur das Flussbett tragen, sondern zusätzlich auch die darüber befindlichen Gleis- und Perronbrücken. Einfacher waren die Verhältnisse unter der Gleishalle. Durch das Verkürzen von jeweils drei Gleisen um 100 m liess sich ein ebenerdiger Bauplatz schaffen, von wo aus in vier Etappen der Aushub mittels Deckelbauweise geschah. Unter den Südtrakt schob man ein provisorisches Fundament und installierte hydraulische Pressen, um das Bauwerk notfalls justieren zu können.
Unmittelbar an die Unterfahrung des Südtrakts schliesst sich der 4,8 km lange Weinbergtunnel an. Sein Vortrieb erfolgte ab Oktober 2008 von Oerlikon her in Richtung Hauptbahnhof, der Durchstich konnte am 22. November 2010 gefeiert werden. Am 15. Juni 2014 erfolgte die Inbetriebnahme der Durchmesserlinie zunächst für drei S-Bahn-Linien, wobei die Einweihung im Rahmen eines grossen Bahnhofsfestes sowie die Jungfernfahrt mit Bundesrätin Doris Leuthard und geladenen Gästen bereits drei Tage zuvor stattfanden. Die SBB benötigten den Flügelbahnhof nicht mehr und bauten ihn bis Ende 2014 wieder zurück. Mit der Fertigstellung der Letzigrabenbrücke und der Kohlendreieckbrücke konnte die Durchmesserlinie am 26. Oktober 2015 auch für den Fernverkehr freigegeben werden.

### Von HB Südwest zu Europaallee
Über fünf Jahrzehnte lang gab es mehrere Versuche, die von den Gleisen der Sihlpost belegte Fläche südwestlich des Hauptbahnhofs kommerziell zu nutzen. 1969 schrieben die SBB den Ideenwettbewerb HB Südwest aus. Das Siegerprojekt von Max Ziegler scheiterte an politischem Widerstand und an der Ölkrise; ebenso verhinderte die Unterschutzstellung des Bahnhofs allzu radikale Eingriffe. Der zweite Wettbewerb von 1978 berücksichtigte die geänderten Rahmenbedingungen, entsprechend fiel das Projekt von Ralph Baenziger, Claudia Bersin und Jakob Schilling bedeutend kleiner aus. Am 22. September 1985 mussten die Stimmberechtigten über eine kommunale Volksinitiative befinden, die einen Gestaltungsplan mit nochmals deutlich reduzierter Nutzfläche forderte, und lehnten sie mit 70,7 % ab. Die privaten Promotoren versuchten, aus dem günstigen Ausgang der Abstimmung Kapital zu schlagen und vergrösserten das Projekt um die Hälfte. Da die Änderungen eine neue Baubewilligung erforderten, konnte dagegen ein Referendum ergriffen werden. Am 25. September 1988 sprach sich eine knappe Mehrheit von 50,7 % für den Gestaltungsplan aus. Streitereien unter den Projektpartnern und das Platzen der Immobilienblase liessen das Projekt 1992 scheitern.
1996 lancierte eine Investorengruppe das Projekt unter dem Namen Eurogate neu. Im März 1997 erhielt sie eine Planungsgenehmigung, die aber an zahlreiche Auflagen gebunden war. In der Folge kam es zu rechtlichen Auseinandersetzungen mit der Stadt und dem VCS. 1999 hielten die Investoren das Projekt nicht mehr für rentabel genug und liessen es fallen. Noch im selben Jahr übernahm eine neue Gruppe von Investoren das Projekt und entwickelte es weiter. Mittlerweile hatten die SBB mit der Planung des Bahnhofs Löwenstrasse begonnen, dessen Stützpfeiler der geplanten Überbauung im Weg standen. Alle Beteiligten beharrten auf ihrem Standpunkt und waren nicht zu Kompromissen bereit, weshalb Eurogate im April 2001 ebenfalls scheiterte. Die Arbeiten an der Durchmesserlinie machten eine Neunutzung des Areals mehr als ein Jahrzehnt lang unmöglich.
2003 bildeten die SBB, die Stadt Zürich und die Post eine Planungsgemeinschaft, um ihre gegensätzlichen Vorstellungen unter einen Hut zu bringen. Sie leiteten ein gemeinsames Projekt namens Stadtraum HB in die Wege. Im Dezember 2004 reichten die SBB einen Gestaltungsplan ein, dem der Gemeinderat im Januar 2006 zustimmte. Gegen diesen Entscheid ergriff ein Komitee das Referendum. Es bemängelte den weitgehenden Ausschluss der Öffentlichkeit aus dem Planungsprozess und befürchtete eine Gentrifizierung der Nachbarschaft. Am 24. September 2006 erhielt der Gestaltungsplan in der kommunalen Volksabstimmung eine Zustimmung von 65,5 %. Drei Jahre später begannen die Bauarbeiten unter der geänderten Bezeichnung Europaallee. Ab 2012 konnten die Gebäude auf den acht Baufeldern bezogen werden. Dazu gehören eine Einkaufspassage, die Pädagogische Hochschule Zürich, mehrere Bürokomplexe, 400 Wohnungen, ein Hotel und ein Kino. Die letzten Bauarbeiten wurden Ende 2020 abgeschlossen.

### Aktuelle Entwicklung
Im Juni 2018 begann die vollständige Sanierung des Südtrakts der Bahnhofshalle. Durch die Entfernung von Ein- und Aufbauten sollten die ursprünglichen Strukturen wieder sichtbar gemacht werden. Die erste Phase dauerte bis Anfang 2020 und betraf die Unterkellerung der Arkade. Dort entstand eine Küchenanlage zur Versorgung der Gastronomiebetriebe. Die eigentliche Sanierung des Südtrakts erfolgte ab dem zweiten Quartal 2020. Die Arbeiten umfassten die Restaurierung der Fassadensteine, die Entfernung von bis zu 13 Farbschichten von den Stuckmarmorsäulen, die Rekonstruierung der Fenster nach historischem Vorbild sowie die Restaurierung oder den Ersatz von 300 Deckenkassetten, 500 Stuckrosetten, 180 Torbügen, Löwen-, Hermes- und Atlasfiguren. Darüber hinaus wurde der Südtrakt um ein Geschoss aufgestockt. Bei der Wiederöffnung am 3. November 2023 bezogen unter anderem eine Notfallarztpraxis, ein Zahnarztzentrum und eine Bahnhofapotheke die neuen Räumlichkeiten. Die vollständig durch die SBB Immobilien finanzierten Kosten betrugen 175 Millionen Franken.

#### Velotunnel
Das 191 m lange und 25 m breite Stück Strassentunnel neben der Sihl, das Ende der 1980er-Jahre begonnen und zwei Jahrzehnte später im Rohbau fertiggestellt wurde, besass bis 2025 keinen Zugang zum übrigen Strassennetz und diente gelegentlich als Ausstellungsraum. Da eine Verknüpfung mit dem Autobahnnetz aus ökologischen Gründen mittlerweile unwahrscheinlich geworden war, schlug das Tiefbauamt 2012 vor, den Tunnel als Radweg und Fahrradabstellanlage zu nutzen. Im städtischen «Masterplan und Bauprogramm Velo» war er als Teil der «Veloroute Sihl–Limmat» vermerkt und sollte vom Sihlquai an der Nordwest- zur Sihlpost an der Südwestseite des Hauptbahnhofs führen. Das Tiefbauamt rechnete mit einer Inbetriebnahme Ende 2014. Massive Kostensteigerungen sowie rechtliche Auseinandersetzungen zwischen Stadt, Kanton und Bund zögerten eine Verwirklichung jedoch um fast ein Jahrzehnt hinaus. Nachdem die Stimmberechtigten der Stadt Zürich im Juni 2021 einem Kredit von 27,7 Millionen Franken deutlich zugestimmt hatten, begannen die Bauarbeiten im September 2022. Die Eröffnung als Velotunnel erfolgte am 22. Mai 2025.

## Verkehr
Der Zürcher Hauptbahnhof ist der wichtigste Knotenpunkt des Schweizer Schienenverkehrs. Aktuell (ab Dezember 2021) werden folgende Verbindungen angeboten:

### Internationaler Fernverkehr

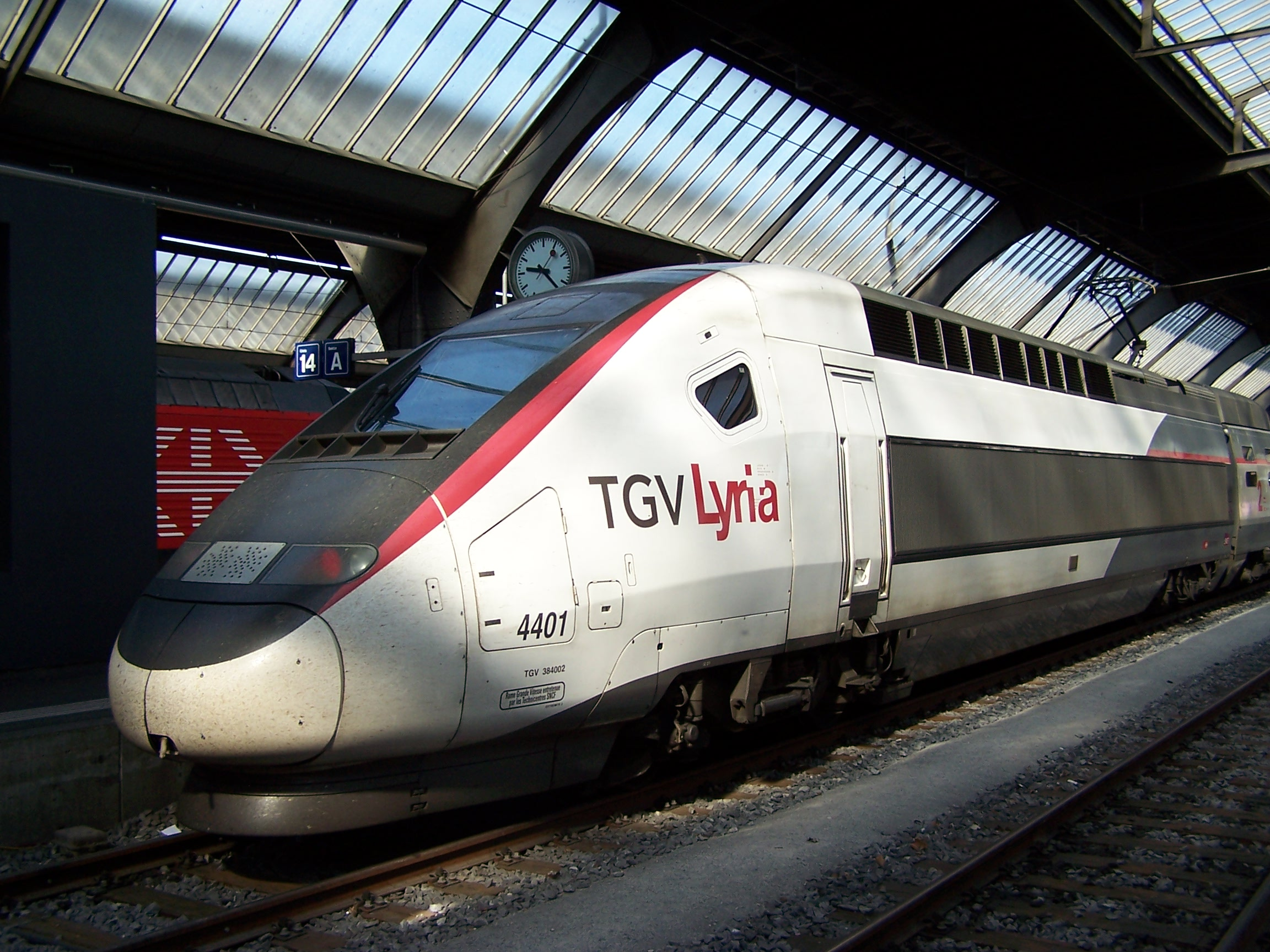
TGV Lyria in Zürich (2014)

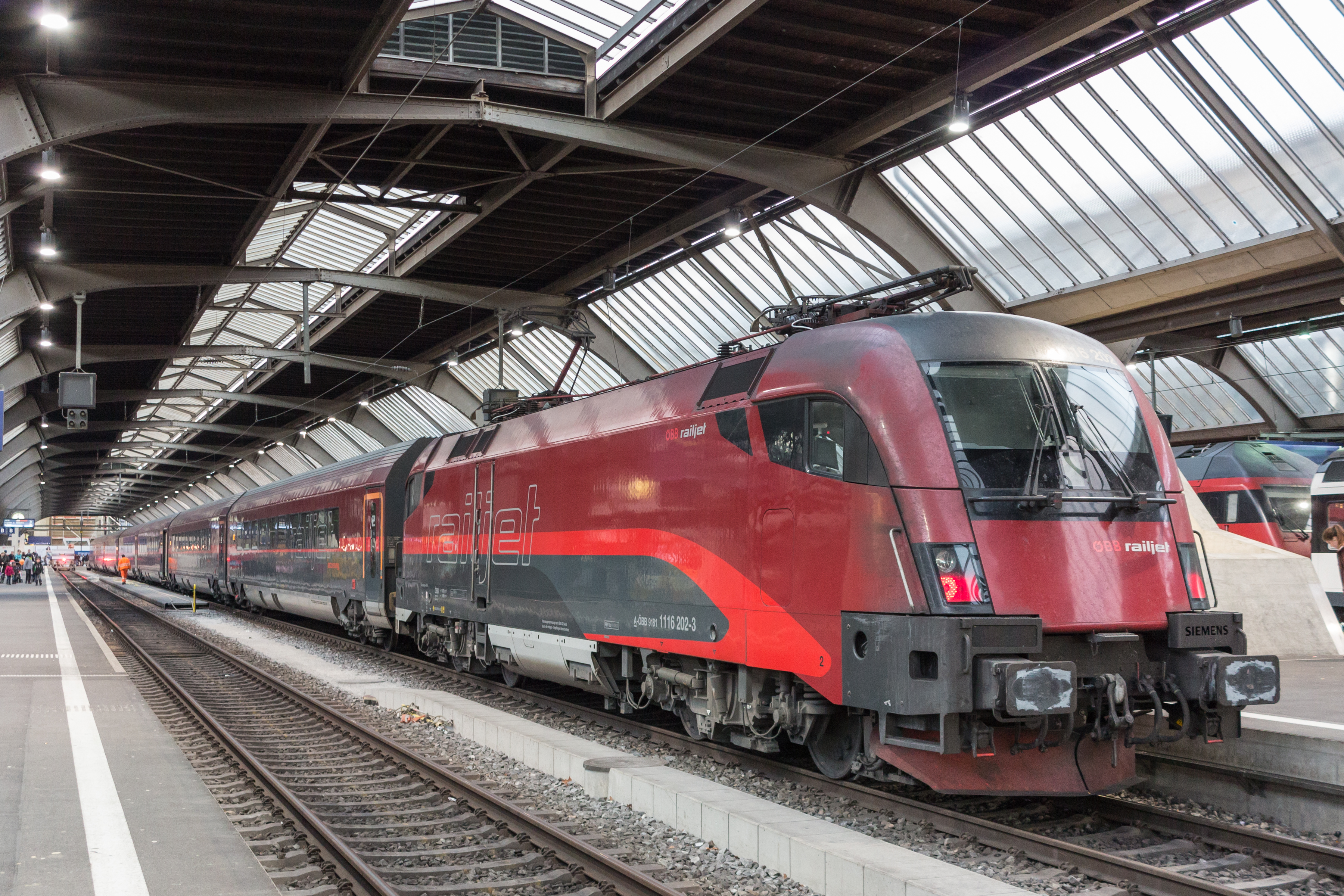
ÖBB-Railjet in Zürich HB

- Chur – Zürich HB – Basel SBB – Frankfurt – Hamburg-Altona/Kiel
- Zürich HB – Schaffhausen – Stuttgart
- Zürich HB – Basel SBB – Mulhouse – Belfort-Montbéliard TGV / Dijon – Paris Gare de Lyon   (TGV Lyria)
- Zürich HB – Sargans – Buchs SG – Wien (– Budapest/Bratislava)      (Railjet)
- Zürich HB – Buchs SG – Bischofshofen – Graz      (EC Transalpin)
- Zürich HB – Bellinzona – Milano Centrale (– Venezia S. L.)
- Zürich HB – Bellinzona – Milano Lambrate – Bologna Centrale/Genova P.P. (– Sestri Levante)
- Interlaken Ost/Zürich HB – Basel SBB – Frankfurt am Main – Köln – Hamburg-Altona
- Zürich HB – St. Gallen – Memmingen – München    TT

### Nachtzüge

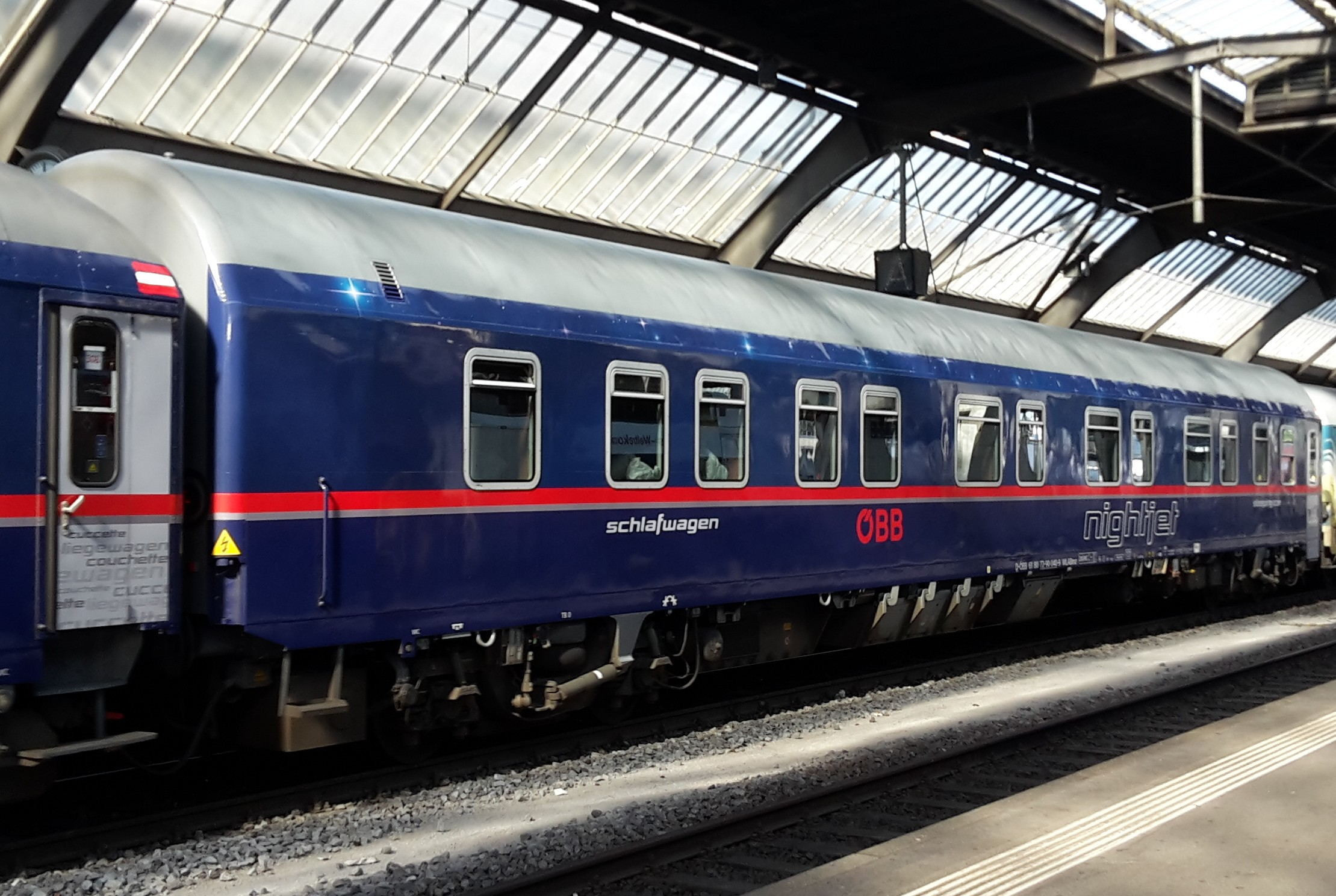
ÖBB-NightJet in Zürich (2017)

- Zürich HB – Buchs SG – Wien (mit EuroNight-Kurswagen nach Prag und Budapest)      (Nightjet)
- Zürich HB – Buchs SG – Graz (mit EuroNight-Kurswagen nach Zagreb)      (Nightjet)
- Zürich HB – Basel SBB – Köln – Utrecht – Amsterdam     (Nightjet/InterCity)
- Zürich HB – Basel SBB – Heidelberg – Göttingen – Bremen – Hamburg      (Nightjet/InterCity)
- Zürich HB – Basel SBB – Frankfurt Hbf – Leipzig – Halle – Berlin (mit EuroNight- und EuroCity-Kurswagen Canopus nach Prag)     (Nightjet/InterCity)

### Nationaler Fernverkehr

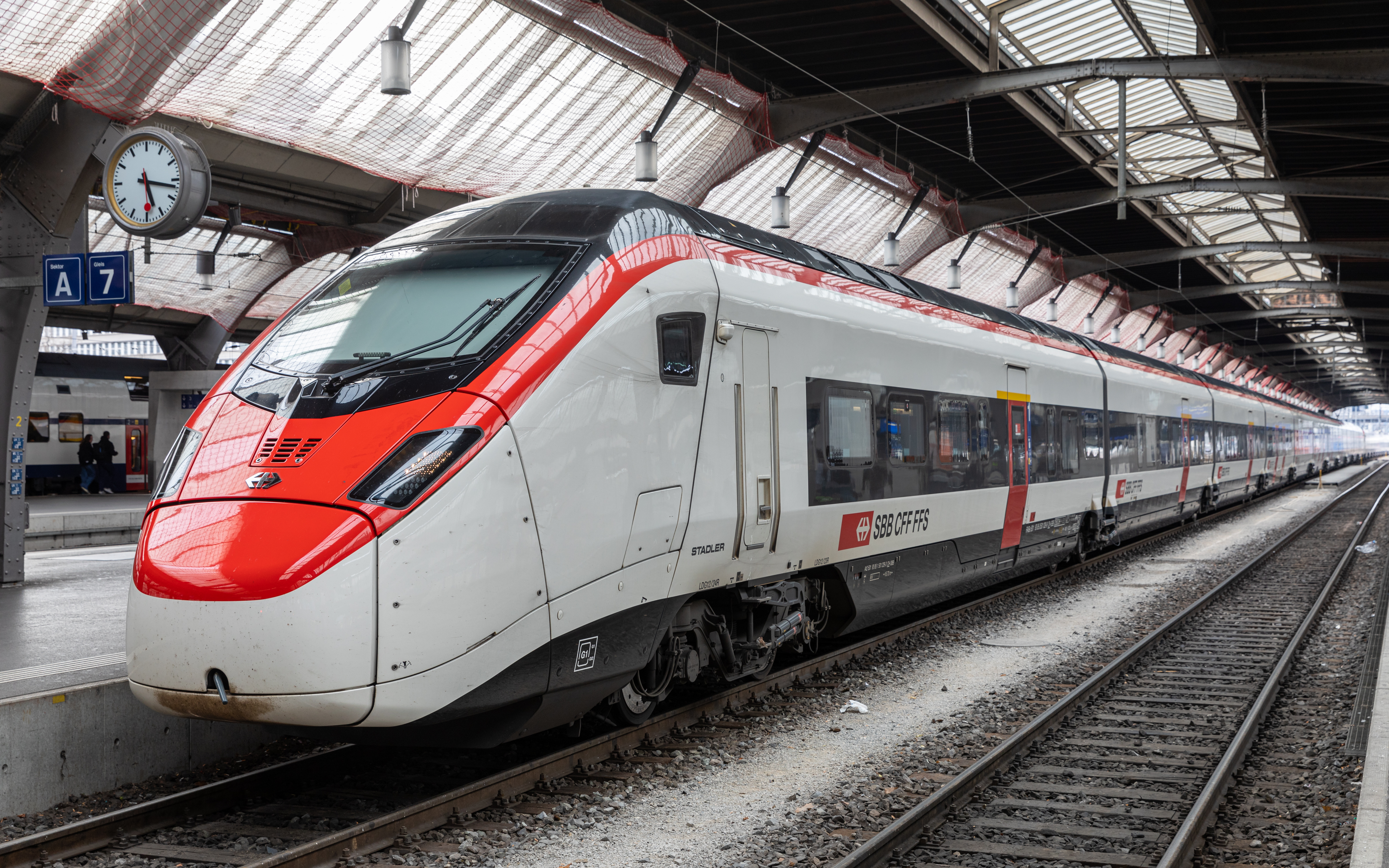
IC (RABDe 501) in Zürich HB

- Genève-Aéroport – Lausanne – Bern – Zürich HB – Chur verkehrt nur zweimal täglich am Wochenende
- 1 Genève-Aéroport – Bern – Zürich HB – St. Gallen   BZ FS RZ
- 2 Zürich HB – Zug – Lugano  FZ BZ FS RZ , im Sommer zusätzlich
- 3 Basel SBB – Zürich HB – Chur   BZ FS RZ, ( oder )
- 4 Zürich HB – Schaffhausen FS
- 5 Lausanne – Biel/Bienne – Zürich HB ( – St. Gallen/Rorschach)  TT FZ BZ FS RZ , im Sommer zusätzlich , Lausanne–Zürich HB stündlich, mit Verlängerung zur Hauptverkehrszeit nach St. Gallen, Genève–Rorschach stündlich
- 8 Brig – Bern – Zürich HB – Romanshorn   BZ FS RZ
- 81 Interlaken Ost – Bern – Zürich HB – Romanshorn   BZ FS RZ
- 13 Zürich HB/St. Gallen – Sargans/Chur teilweise , teilweise  FS  (Alpenrhein-Express)
- 16 Bern – Olten – Brugg AG – Zürich HB
- 35 Bern – Burgdorf – Olten – Zürich HB – Chur  FS  (Aare Linth)
- 36 Basel SBB – Brugg AG – Zürich HB (– Zürich Flughafen)
- 37 Basel SBB – Aarau – Zürich HB
- 46 Zürich HB – Göschenen – Locarno  FS  (Treno Gottardo)
- 70 Luzern – Zürich HB  BZ RZ
- 75 Luzern – Zürich HB – Konstanz  BZ RZ

### RegioExpress
- 12 Olten – Brugg AG – Wettingen (– Zürich HB)
- 36 Basel SBB – Frick – Brugg – Baden – Zürich HB (ein abendliches Zugpaar am Wochenende)
- 37 Aarau – Lenzburg – Zürich HB
- 48 Zürich HB – Bülach – Schaffhausen

### S-Bahn
Der Hauptbahnhof ist der zentrale Knoten der S-Bahn Zürich und wird von 21 Linien bedient. Davon halten elf im Bahnhof Museumstrasse (S3, S5, S6, S7, S9, S11, S12, S15, S16, S20, S23) und vier im Bahnhof Löwenstrasse (S2, S8, S14, S19). Vier Linien fahren von der oberirdischen Gleishalle ab (S21, S24, S25, S42) und zwei vom SZU-Bahnhof (S4, S10).
- S 2 Zürich Flughafen – Zürich HB – Pfäffikon SZ – Ziegelbrücke
- S 3 (Bülach –) Hardbrücke – Zürich HB – Effretikon – Wetzikon
- S 4 Zürich HB – Adliswil – Langnau-Gattikon (– Sihlwald)
- S 5 Zug – Affoltern a. A. – Zürich HB – Uster – Pfäffikon SZ
- S 6 Baden – Regensdorf-Watt – Zürich HB – Uetikon
- S 7 Winterthur – Kloten – Zürich HB – Meilen – Rapperswil
- S 8 Winterthur – Wallisellen – Zürich HB – Thalwil – Pfäffikon SZ
- S 9 Schaffhausen – Jestetten – Rafz – Zürich HB – Stettbach – Uster
- S 10 Zürich HB – Triemli – Uitikon Waldegg – Uetliberg
- S 11 Aarau – Lenzburg – Dietikon – Zürich HB – Stettbach – Winterthur – Seuzach/Sennhof-Kyburg (– Wila)
- S 12 Brugg – Altstetten – Zürich HB – Stettbach – Winterthur – Schaffhausen/Wil
- S 14 Affoltern a. A. – Altstetten – Zürich HB – Oerlikon – Wallisellen – Hinwil
- S 15 Rapperswil – Uster – Zürich HB – Oberglatt – Niederweningen
- S 16 Zürich Flughafen – Zürich HB – Herrliberg-Feldmeilen (– Meilen)
- S 19 (Koblenz – Baden –) Dietikon – Zürich HB – Wallisellen – Effretikon (– Pfäffikon ZH)
- S 20 (Uerikon – Zürich Stadelhofen – Zürich HB – Zürich Hardbrücke)
- S 21 (Regensdorf-Watt – Oerlikon – Zürich HB)
- S 23 (Zürich HB – Stadelhofen – Winterthur (– Romanshorn))
- S 24 Thayngen – Schaffhausen/Weinfelden – Winterthur – Zürich Flughafen – Zürich HB – Thalwil – Horgen Oberdorf – Zug
- S 25 Zürich HB – Pfäffikon SZ – Glarus – Linthal
- S 42 (Zürich HB – Dietikon – Wohlen – Muri)

### Nacht-S-Bahn
In den Nächten an Wochenenden sowie während Grossanlässen im Raum Zürich verkehren acht Nacht-S-Bahnlinien über den Hauptbahnhof:

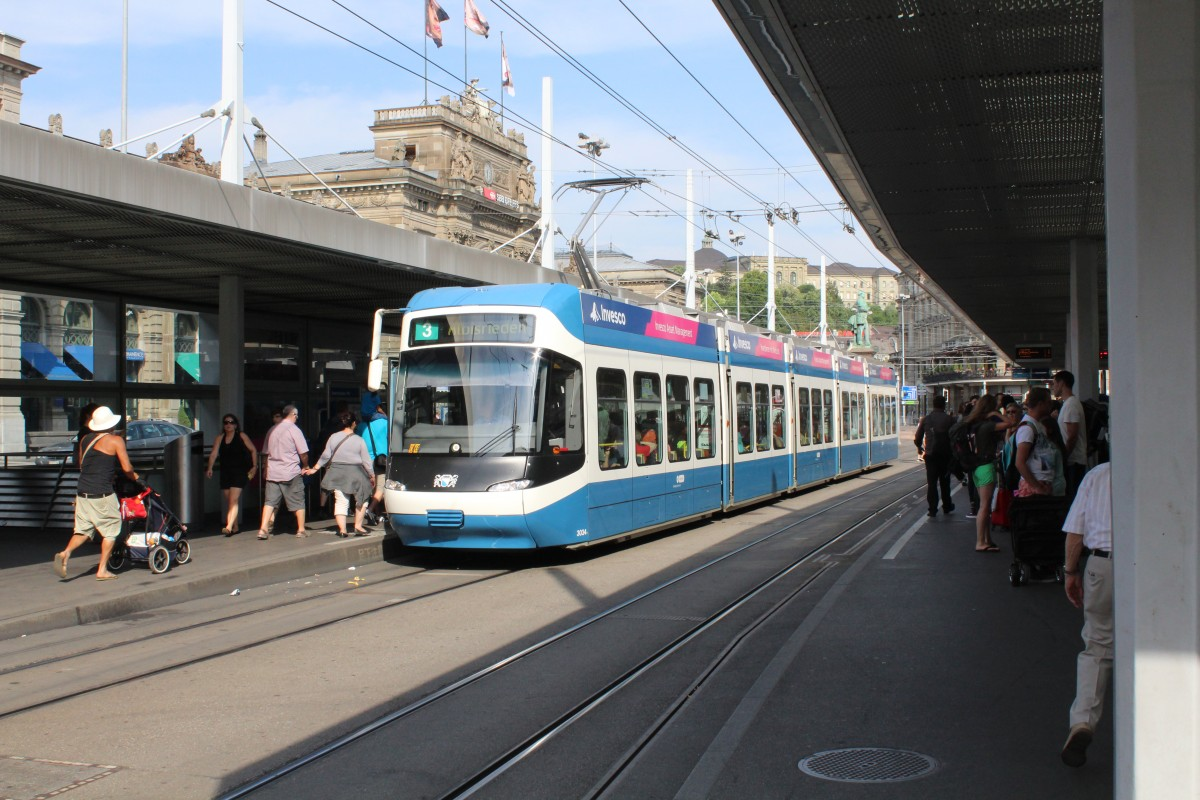
Tramhaltestelle Bahnhofplatz/HB

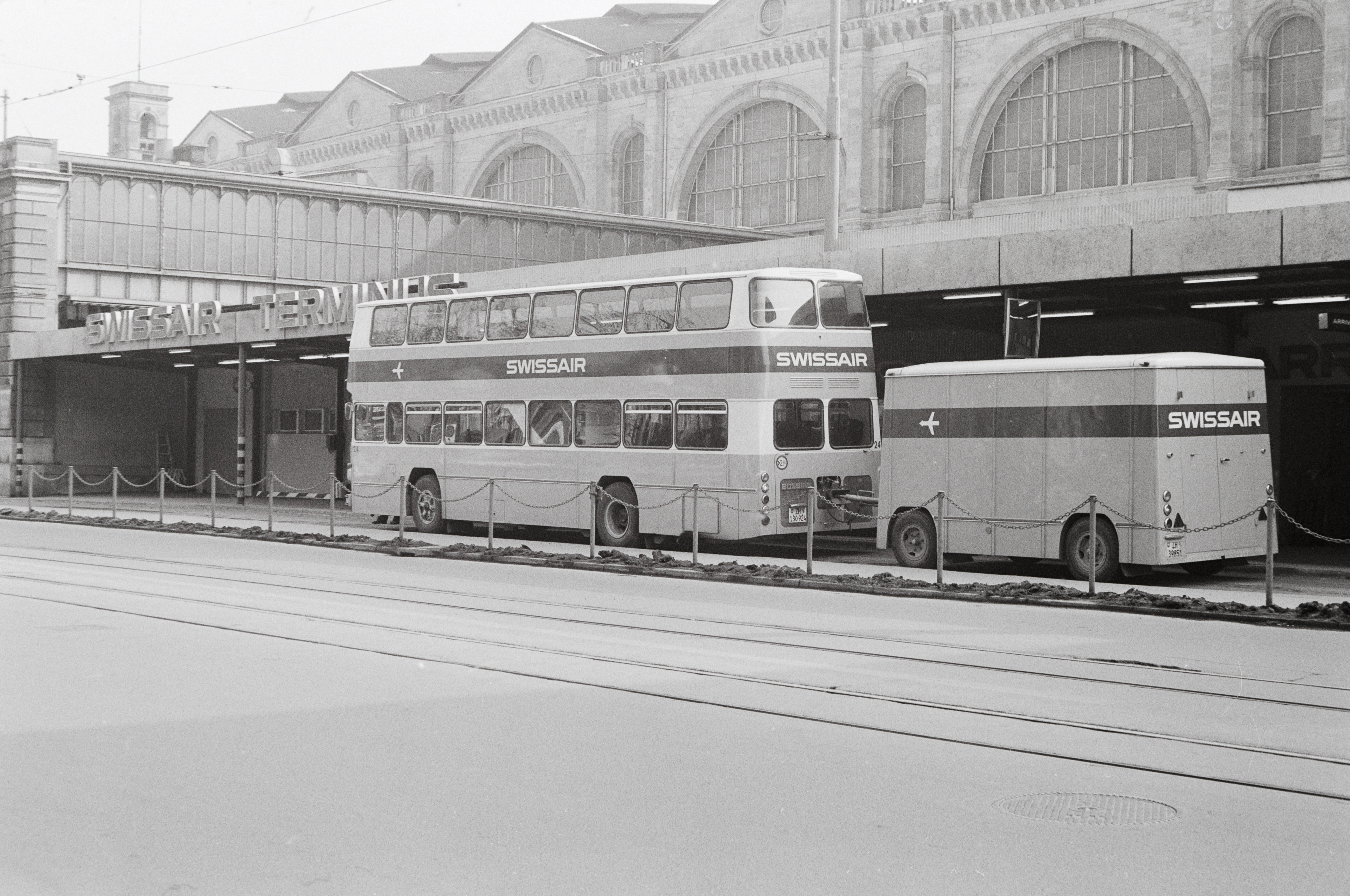
Flughafenbus (ca. 1971)

- SN1 Aarau – Wildegg – Brugg – Dietikon – Zürich HB – Stettbach – Winterthur
- SN4 Zürich HB – Adliswil – Langnau-Gattikon
- SN5 Knonau – Zürich HB – Uster – Pfäffikon SZ
- SN6 Würenlos – Regensdorf-Watt – Zürich HB – Stettbach – Winterthur
- SN7 Bassersdorf – Kloten – Zürich HB – Meilen – Stäfa
- SN8 Pfäffikon ZH – Wallisellen – Zürich HB – Thalwil – Lachen
- SN9 Bülach – Zürich HB – Stettbach – Uster
- SN11 Olten – Aarau – Mellingen Heitersberg – Dietikon – Zürich HB – Stettbach – Winterthur

### Verkehrsanbindung
Der Hauptbahnhof ist einer der bedeutendsten Knotenpunkte des Zürcher Strassenbahnnetzes und wird von den Linien 3, 4, 6, 7, 10, 11, 13, 14 und 17 bedient. Sie halten an einer oder mehreren Haltestellen, die rund um den Gebäudekomplex verteilt sind: Sihlquai/HB an der Nordwestseite, Bahnhofquai/HB an der Ostseite, Bahnhofplatz/HB und Bahnhofstrasse/HB an der Südseite sowie Sihlpost/HB im Südwesten. Auch die Linien 31 und 46 des Zürcher Trolleybusnetzes erschliessen den Hauptbahnhof. Für den Betrieb aller Linien sind die Verkehrsbetriebe Zürich zuständig. In unmittelbarer Nähe des Hauptbahnhofs befindet sich ausserdem die Schiffsanlegestelle Landesmuseum der Zürichsee-Schifffahrtsgesellschaft. Hinzu kommen vierzehn Linien des Nachtbusnetzes.
Nordwestlich des Hauptbahnhofs befindet sich am Sihlquai die Bus Station Zürich, der zentrale Halteplatz für den internationalen Fernbusverkehr. Von 1959 bis 1980 betrieb die Fluggesellschaft Swissair eine Schnellbuslinie, die den Swissair Terminus an der Museumstrasse mit dem 13 km entfernten Flughafen Zürich in Kloten verband. Zu Beginn standen Saurer-Busse im Einsatz, ab 1971 grau-rot lackierte Büssing-Doppeldecker mit Hess-Gepäckanhängern. Die Busse legten die Strecke ohne Zwischenhalt in rund 35 Minuten zurück; sie beförderten ausschliesslich Passagiere der Swissair und von Partner-Fluggesellschaften mit Codesharing. Mit der Eröffnung der SBB-Flughafenlinie wurde der Betrieb eingestellt.
Taxistände befinden sich am Bahnhofplatz, an der Museumstrasse und beim südlichen Ausgang der Passage Sihlquai. Das Angebot an Parkplätzen in unmittelbarer Nähe des Hauptbahnhofs ist eingeschränkt, da die Stadt gezielt die Anreise mit öffentlichen Verkehrsmitteln fördert. Öffentliche Parkhäuser sind in näherer Umgebung am Sihlquai, an der Gessnerallee und an der Uraniastrasse zu finden. Von 1972 bis 2004 existierte das Parkdeck Gessnerallee, eine brückenartige Konstruktion über der Einmündung des Schanzengrabens in die Sihl. Im September 2017 eröffnete die Stadtverwaltung die Velostation Zürich. Sie befindet sich am Europaplatz beim südlichen Ausgang der Passage Sihlquai und bietet 1600 überwachte Abstellplätze für Fahrräder. Betrieben wird die Anlage, die auch eine Reparaturwerkstatt umfasst, von einem Arbeitsintegrationsprogramm der gemeinnützigen Asyl-Organisation Zürich. Sie geriet zwei Jahre später in die Kritik, da sie wegen hoher Gebühren deutlich weniger genutzt wird als prognostiziert.

## Betriebliche Aspekte

### Passagierzahlen und Zugbetrieb
Durchschnittlich 405'200 Fahrgäste benutzen werktäglich den Zürcher Hauptbahnhof (Stand 2024), der nur während weniger Nachtstunden geschlossen ist. Die Schliessung der insgesamt 93 Gittertore, Schwenktore, Rollgitter, Hubtore und Schiebetore dauert etwa eine Stunde und ist – kurz nach der Ankunft des letzten Zuges – um halb zwei Uhr abgeschlossen. Anschliessend werden Unterhalts- und Reinigungsarbeiten vorgenommen. Ab halb vier Uhr werden die Zugänge nach und nach wieder geöffnet. Die ersten Züge fahren bereits kurz vor 5 Uhr, die letzten nach 1 Uhr in der Nacht. Freitag- und Samstagnacht besteht ausserdem ein wachsendes Angebot an nächtlichen Zugverbindungen der S-Bahn Zürich, sodass einzelne Zugänge offen bleiben.
Täglich gibt es fast 3000 Zugfahrten am Zürcher Hauptbahnhof. Das bedeutet, dass etwa alle 25 Sekunden ein Zug ein- oder ausfährt. Die gesamte Gleisanlage ist vier Kilometer lang, insgesamt gibt es ungefähr 100 Kilometer Gleise. Es sind 791 Weichen, 177 Haupt- und 799 Zwergsignale installiert.
Aufgrund der zentralen Lage in der Schweiz und in Europa etablierte sich der Hauptbahnhof rasch als wichtiger Umsteigeknoten. Die meisten Verbindungen durch mehrere europäische Länder führen durch die Schweiz. Zudem fahren die meisten Schweizer Fernverkehrszüge von und nach Zürich. Mit dem 1982 in der Schweiz eingeführten Taktfahrplan übernahm Zürich eine Vorreiterrolle und bildete den ersten systematischen Netzknoten, bei dem die Züge des Fernverkehrs jeweils zur vollen und halben Stunde eintreffen und plangemäss untereinander Anschlüsse herstellen. Zürich war somit der «Schrittmacher» für weitere Netzknoten, die zwei Jahrzehnte später mit der Umsetzung von Bahn 2000 hinzukamen. Verspätungen und andere Störungen am Hauptbahnhof Zürich wirken sich zum Teil auf die ganze Schweiz aus. Seit 2016 werden in Zürich grundsätzlich keine verspäteten Anschlusszüge mehr abgewartet. Ausnahmen bilden einzelne Züge mit Abfahrt nach 19 Uhr sowie die Züge des letzten Anschlussknotens kurz nach Mitternacht.

### Stellwerke und Fernsteuerung
Jahrzehntelang mussten Weichen und Signale von Hand umgestellt werden. In der Nacht vom 29. auf den 30. September 1936 ging ein neues elektromechanisches Stellwerk in Betrieb. Das Befehlsstellwerk befand sich auf einer Brücke quer über den Gleisen des Vorbahnhofs, ungefähr bei den heutigen Enden der oberirdischen Perrons. Im oberen Geschoss des schmalen zweistöckigen Gebäudes lag der Bedienungsraum mit in vier Reihen hintereinander angeordneten Stellhebeln und dem Verschlussregister, im unteren Geschoss waren 224 Relais und die Hilfsapparate zu finden. Dezentral verteilt waren vier mechanische und elektromechanische Unterstellwerke, von wo aus die Weichen im äusseren Teil des Vorbahnhofs, der Abstellgruppen und der Eilgutanlage gesteuert werden konnten. Da es in den ersten Betriebstagen aufgrund von Kinderkrankheiten zu zahlreichen Zugverspätungen kam, erhielt das Befehlsstellwerk den Übernamen «Seufzerbrücke».

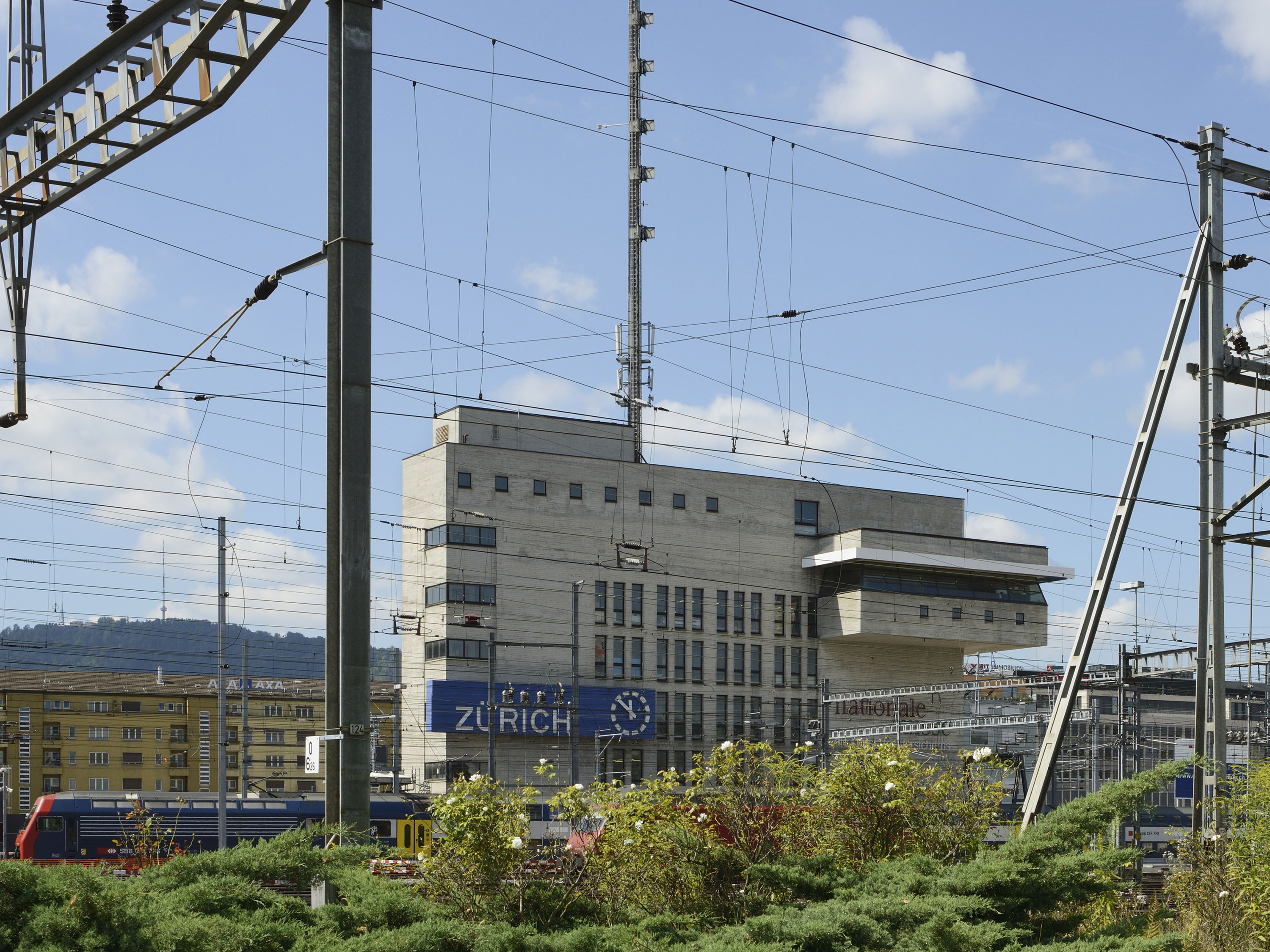
Zentralstellwerk (2012)

Nach drei Jahrzehnten war die Technik veraltet, insbesondere wegen der nicht weiter ausbaubaren Kapazität. Ab 1960 entstanden ein 1,7 km langes Netz von bergmännisch errichteten Kabelkanälen und am Südrand des Gleisfelds das neue Zentralstellwerk nach Plänen von Max Vogt. Der markante sechsgeschossige Sichtbetonbau besitzt eine Grundfläche von 40 × 7 m und ist 29 m hoch. Vier Etagen und der Keller enthielten die Relais der Sicherungs- und Kommunikationstechnik, im Parterre befand sich eine Werkstatt, zuoberst waren Schulungs- und Aufenthaltsräume eingerichtet. Im fünften Stockwerk kragte übereck der Kommandoraum mit Blick über das gesamte Gleisfeld fünf Meter weit aus. Hier baute man ein Gleisbildstellwerk der Bauform SpDrS60 von Siemens ein. Ab 1963 erfolgte schrittweise die Inbetriebnahme, der erste vom Zentralstellwerk aus gesteuerte Zug verliess den Hauptbahnhof am frühen Morgen des 15. Mai 1966. Kurz vor der Eröffnung der S-Bahn im Jahr 1990 fassten die SBB die alten Stellpulte im Zentralstellwerk in einer einzigen Panoramawand zusammen – von der Fensterfront abgewandt, da die Aussicht über das Gleisfeld betrieblich nicht mehr notwendig war. Zeitgleich wurde der Zugverkehr mittels Leittechnik in erheblichem Masse automatisiert.
Das Zentralstellwerk wurde 2012 saniert, ist seit September 2014 allerdings nicht mehr personell besetzt, da die Steuerung sämtlicher Züge der Ostschweiz mittlerweile in der vollständig digitalisierten Betriebszentrale Ost der SBB zusammengeführt wurde, die sich im Operation Center am Flughafenkopf in Kloten befindet. Seither wird der Betrieb durch vier Zugverkehrsleiter abgewickelt, die für je einen bestimmten Bereich zuständig sind.

### Veranstaltungen

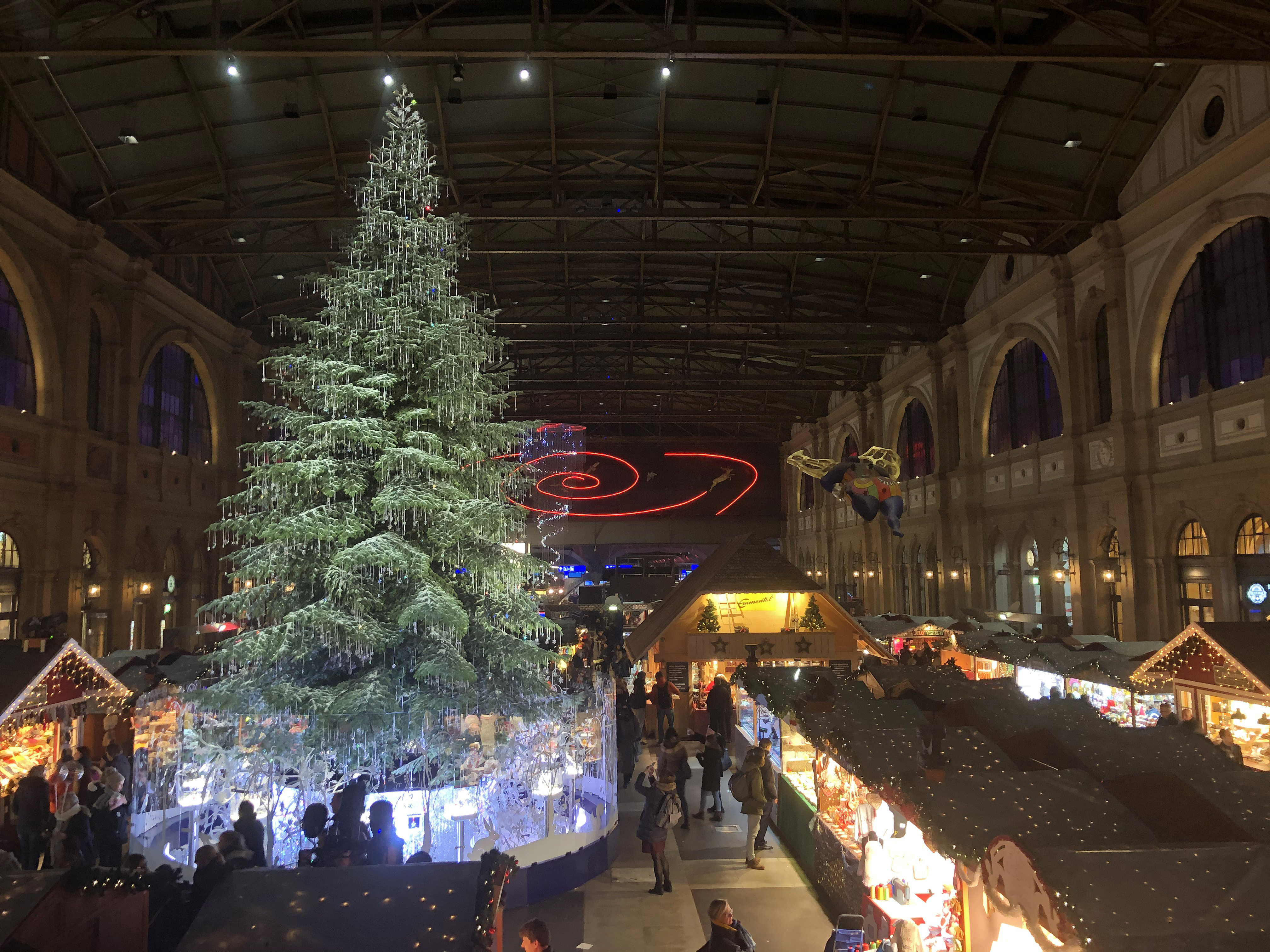
Christkindlimarkt

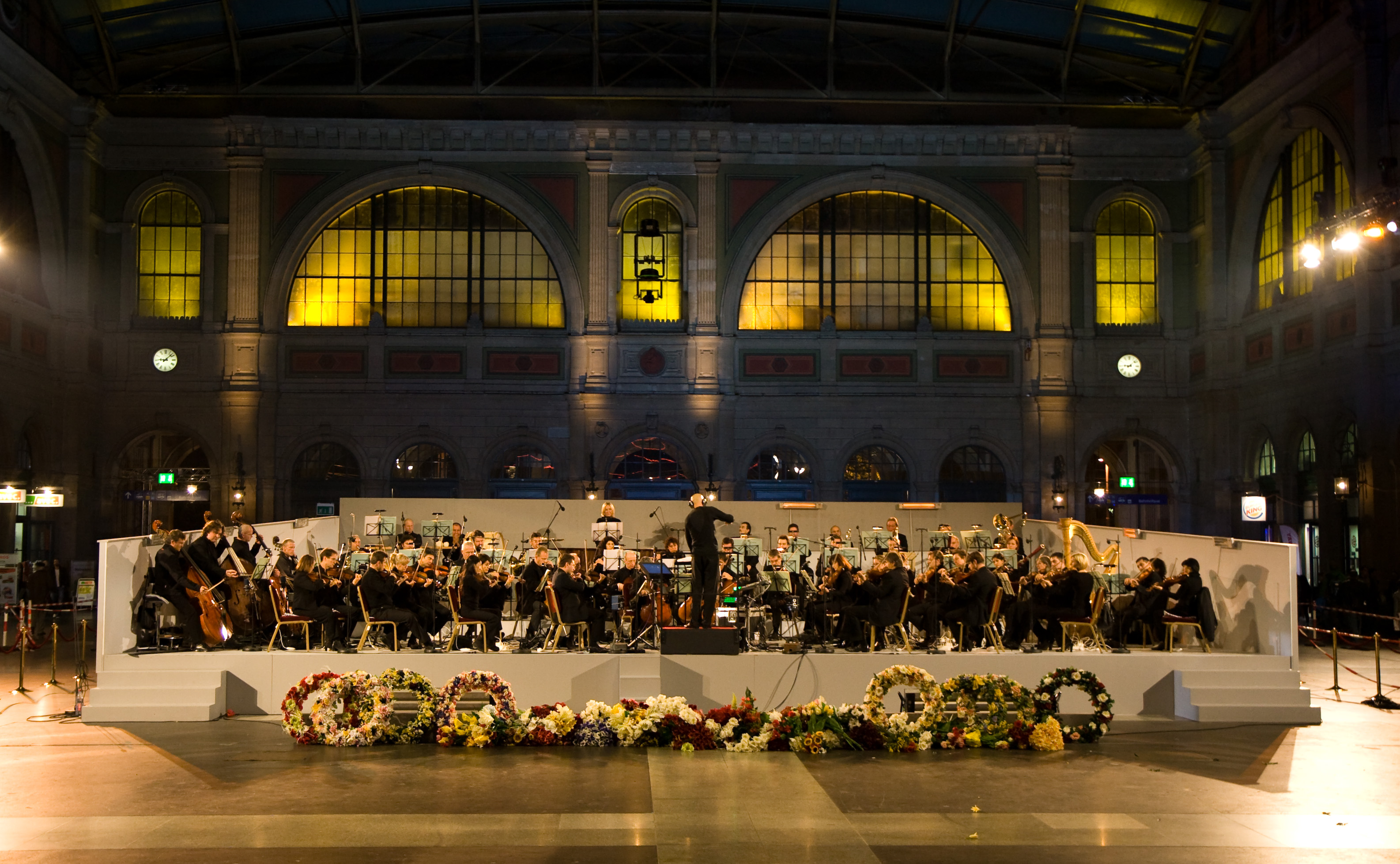
La traviata in der Bahnhofshalle

Die Bahnhofshalle kann gemäss einer Vereinbarung zwischen den SBB und der Denkmalpflege des Kantons Zürich an bis zu 225 Tagen im Jahr für Anlässe gemietet und mit temporären Aufbauten versehen werden. Gemäss der Preisliste von 2018 kostet die Hallenmiete bei kommerziellen Anlässen bis zu 44'000 Franken pro Tag. Für Messen und Kongresse werden bis zu 39'000 Franken verlangt, für Sport- und Kulturanlässe zahlen Veranstalter mit Sponsoring maximal 30'000 Franken (ohne Sponsoring 14'000 Franken) und für Märkte 11'000 Franken. Somit erzielen die SBB jährlich mehrere Millionen Franken Mieteinnahmen. Ausgeschlossen sind religiöse und politische Veranstaltungen sowie Anlässe, die in starker Konkurrenz zur SBB oder ihren Mietern im Hauptbahnhof stehen.
Jeweils während der Adventszeit findet seit 1994 der «Zürcher Christkindlimarkt im Hauptbahnhof» statt, gemäss Zürich Tourismus mit 140 Ständen einer der grössten Indoor-Weihnachtsmärkte Europas. Hauptaugenmerk ist ein zehn Meter hoher und mit Tausenden von Swarovski-Kristallen geschmückter Weihnachtsbaum. Die Züri-Wiesn findet seit 2007 alljährlich an 18 Tagen in den Monaten September und Oktober statt; das schweizweit grösste Oktoberfest nach Münchner Vorbild wird jeweils von rund 35'000 Personen besucht. Am 30. September 2008 führte das Schweizer Fernsehen in Zusammenarbeit mit Arte, den SBB und dem Opernhaus Zürich die Oper La traviata von Giuseppe Verdi mitten im laufenden Bahnhofsbetrieb auf. Dafür war ein hoher technischer Aufwand notwendig. Im Hauptbahnhof selber gab es weder Tribünen noch sonstige Zuschauerplätze, die Aufführung war als reine Liveübertragung konzipiert und fand grosse mediale Aufmerksamkeit.
Von 1992 bis 2018 fand in der Bahnhofshalle jeweils im April ein Beachvolleyball-Turnier im Rahmen der professionellen Veranstaltungsreihe Coop Beachtour statt. Seit 2010 werden einzelne Wettkämpfe des Leichtathletik-Meetings Weltklasse Zürich nicht wie üblich im Letzigrund-Stadion ausgetragen, sondern in der Bahnhofshalle. Zu diesem Zweck wird jeweils eine kleine temporäre Anlage aufgebaut. Bis 2013 stand Kugelstossen auf dem Programm, nach einer einjährigen Pause werden seit 2015 Wettkämpfe im Stabhochsprung ausgetragen. 2025 war der Bahnhof Hauptspielstätte des Grasshopper Cup, einem Turnier der PSA Squash Tour 2024/25.

## Naturschutz
Der grösste Teil des Gleisfelds zwischen Hafnerstrasse und Europabrücke ist ein kommunales Naturschutzobjekt. Zusätzlich hat die Stiftung Natur & Wirtschaft das Gebiet als Naturfläche zertifiziert. Es ist Heimat einer der grössten Populationen von Mauereidechsen nördlich der Alpen. Die ersten Mauereidechsen dürften durch den Güterverkehr hierher gelangt sein. Weitere Tierarten, die auf dem Gelände gefördert werden, sind die Blauflügelige Sandschrecke, die Gelbbauchunke und Wildbienen. Hinzu kommen zahlreiche Vogel- und Insektenarten sowie Füchse. Durch regelmässige Massnahmen werden heimische Pflanzen unterstützt und die Ausbreitung gebietsfremder Pflanzen gestoppt. So wurden für die Mauereidechse Kies- und Sandstreifen angelegt, über die sie sich vernetzen können. Zusätzlich stellten die SBB entlang der Gleise Gabione mit Steinen auf, wo sich die Mauereidechsen sonnen oder zum Überwintern verkriechen können. Für die Gelbbauchunken legten die SBB kleine Laichgewässer an.